# Lijst van personen overleden in 1995
Dit is een lijst van personen die zijn overleden in 1995.

## Januari

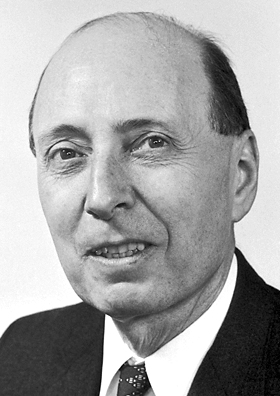
Eugene Wigner
1 januari

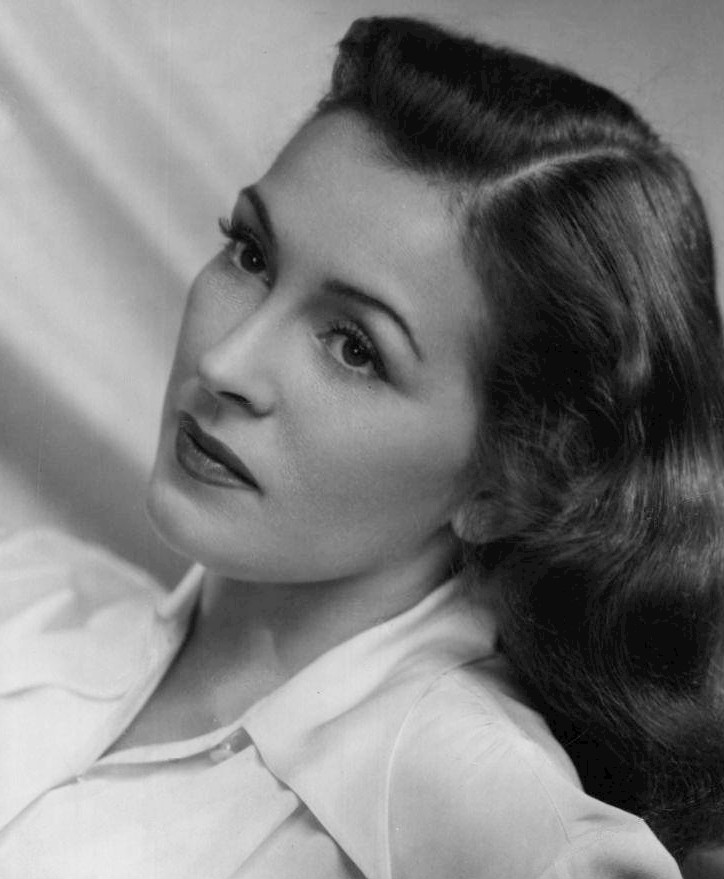
Nancy Kelly
2 januari

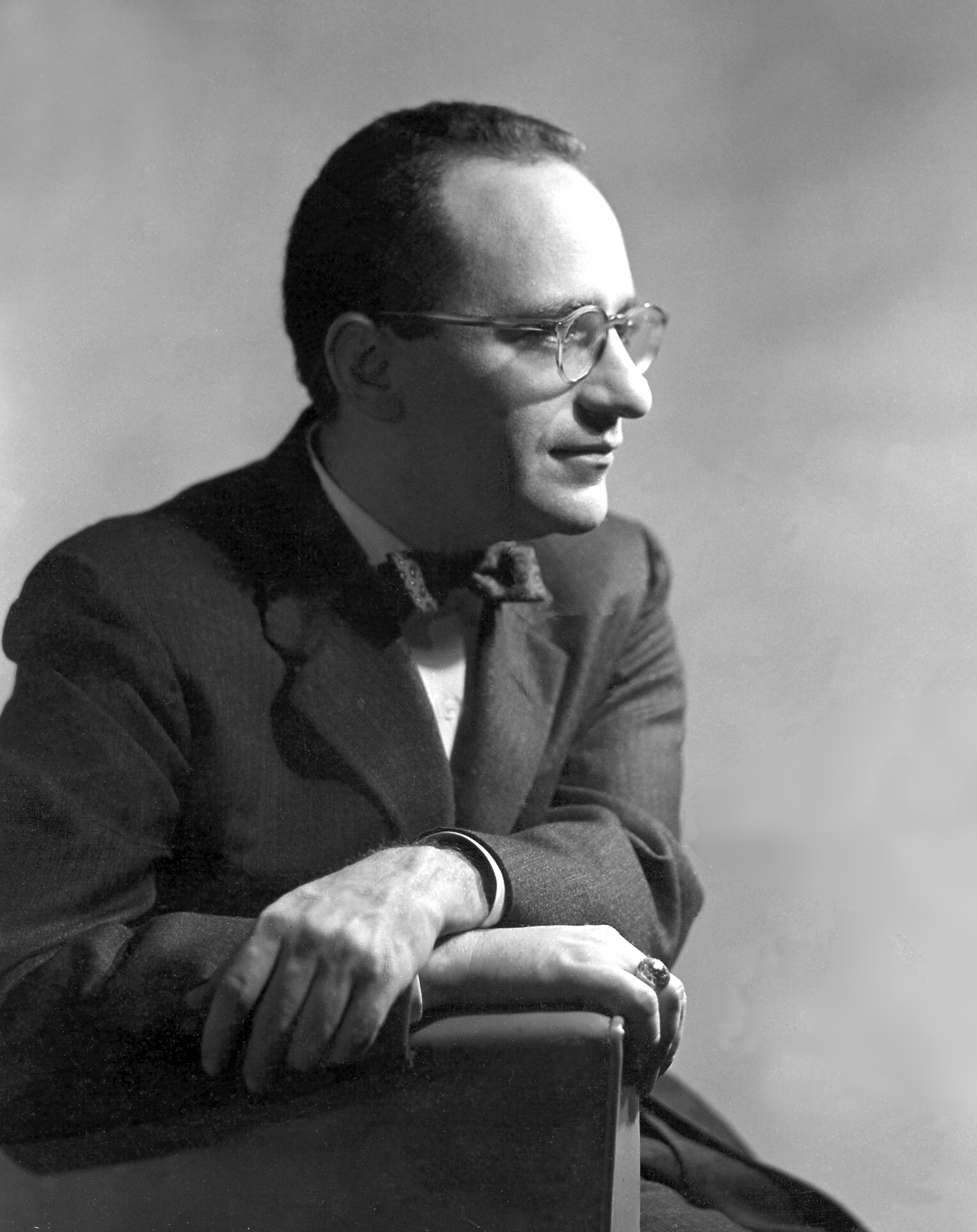
Murray Rothbard
7 januari

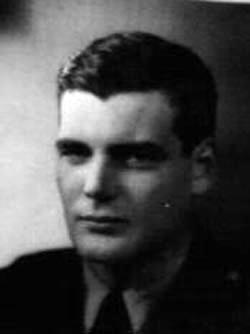
Lewis Nixon
11 januari

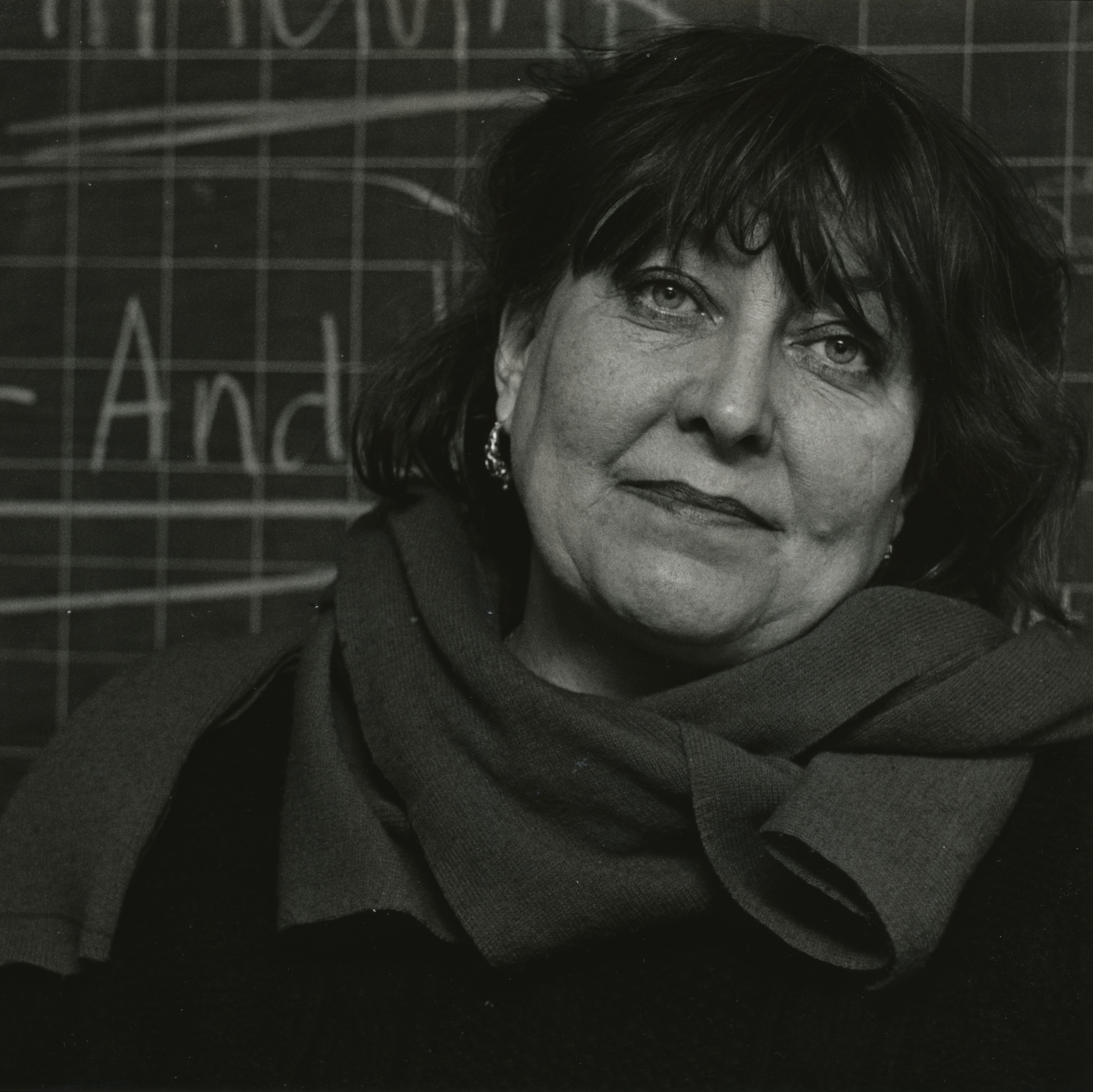
Marion Herbst
12 januari

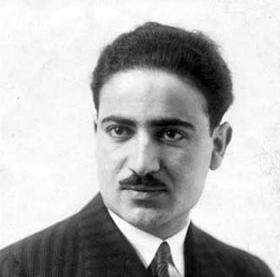
Mehdi Bazargan
20 januari

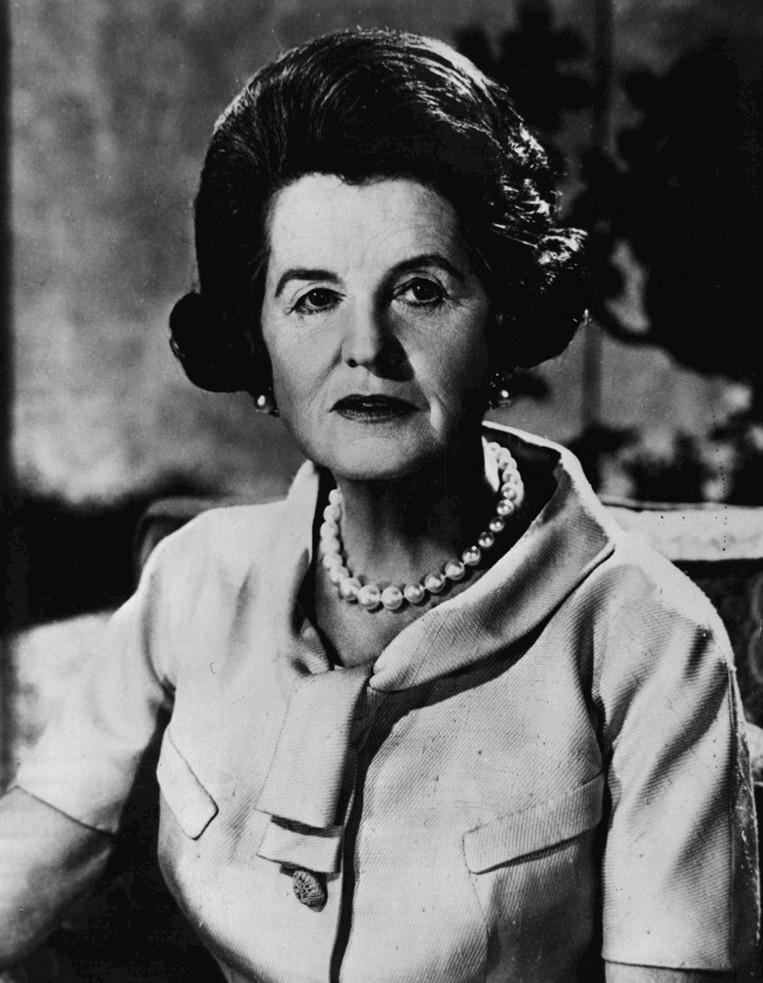
Rose Fitzgerald Kennedy
22 januari

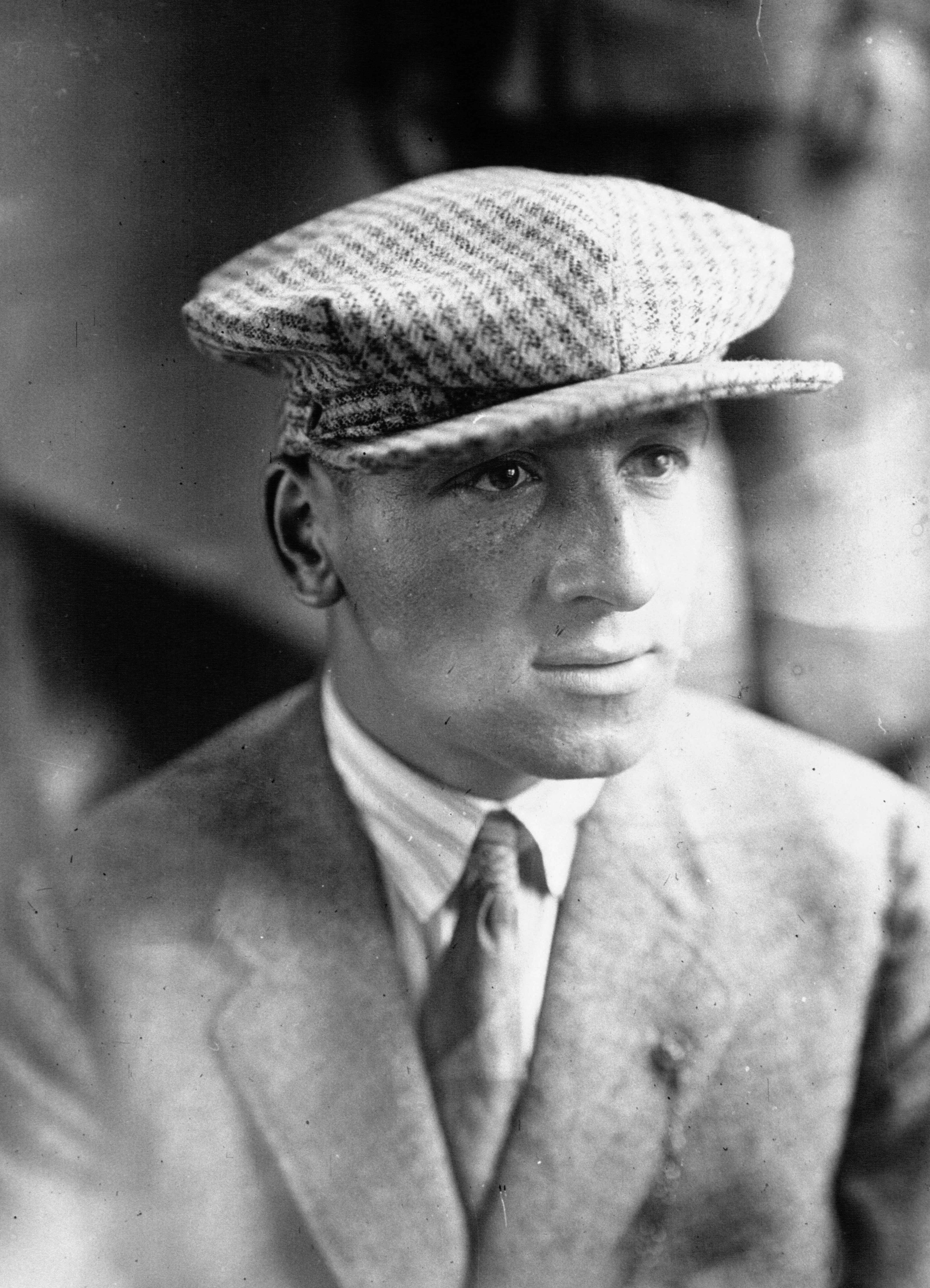
Marcel Bidot
26 januari

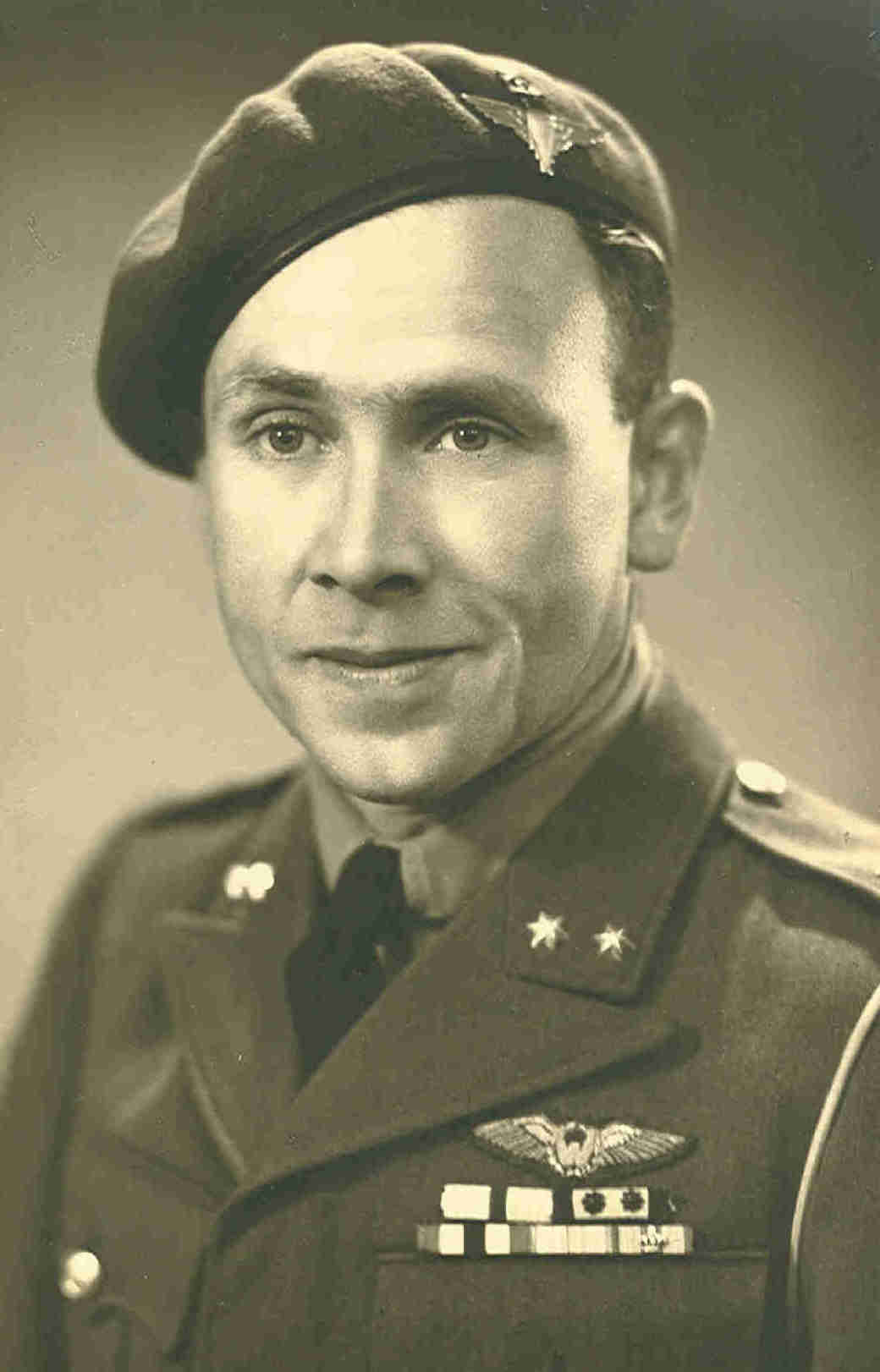
Oscar Drijber
27 januari

| 1 | 2 | 3 | 4 | 5 | 6 | 7 | 8 | 9 | 10 | 11 | 12 | 13 | 14 | 15 | 16 | 17 | 18 | 19 | 20 | 21 | 22 | 23 | 24 | 25 | 26 | 27 | 28 | 29 | 30 | 31 |
| - | - | - | - | - | - | - | - | - | -- | -- | -- | -- | -- | -- | -- | -- | -- | -- | -- | -- | -- | -- | -- | -- | -- | -- | -- | -- | -- | -- |

### 1 januari
- Nans van Leeuwen (94), Nederlands tekenares en illustratrice
- Fred West (53), Brits seriemoordenaar
- Eugene Wigner (92), Hongaars-Amerikaans natuur- en wiskundige

### 2 januari
- Siad Barre (74), president van Somalië
- Guschi Hargus (85), Duits atlete
- Harry de Keijser (94), Nederlands atleet
- Nancy Kelly (74), Amerikaans actrice

### 3 januari
- Andrija Puharich (75), Amerikaans medicus
- Souvankham Vongkot Rattana (72), prinses van Luang Prabang

### 4 januari
- Eduardo Mata (52), Mexicaans componist
- Sol Tax (87), Amerikaans antropoloog

### 5 januari
- Frans Christiaenssens (72), Belgisch politicus

### 6 januari
- Karl Guttmann (81), Oostenrijks-Nederlands theaterregisseur
- Joe Slovo (68), Zuid-Afrikaans politicus
- Liban Van Laeys (95), Belgisch politicus

### 7 januari
- Harry Golombek (83), Brits schaker
- Murray Rothbard (68), Amerikaans politiek filosoof en econoom

### 8 januari
- Carel Kral (77), Nederlands fotograaf

### 9 januari
- Peter Cook (57), Brits komiek
- Gisela Mauermayer (81), Duits atlete
- Souphanouvong (82), president van Laos

### 10 januari
- Ingeborg van Oldenburg (93), lid Duitse adel

### 11 januari
- Klaas van Dijk (69), Nederlands politicus
- Ad Kaland (72), Nederlands politicus
- Denis Neville (79), Engels voetballer en voetbaltrainer
- Lewis Nixon (76), Amerikaans militair

### 12 januari
- Marion Herbst (50), Nederlands sieraadontwerpster
- Adriaan Wesselink (85), Nederlands astronoom

### 13 januari
- Ray Johnson (67), Amerikaans kunstenaar
- Ghislain Laureys (70), Belgisch dichter

### 15 januari
- Jef Bruyninckx (75), Belgisch acteur en regisseur

### 16 januari
- Paul Delouvrier (80), Frans bestuurder en stadsontwikkelaar
- Bill Dillard (83), Amerikaans jazzmusicus

### 17 januari
- Marinus Somers (74), Nederlands politicus
- Miguel Torga (87), Portugees schrijver en dichter

### 18 januari
- Adolf Butenandt (91), Duits scheikundige
- Felix De Boeck (97), Belgisch kunstschilder
- Wilhelm Haferkamp (71), Duits econoom en politicus

### 19 januari
- Derek Appleby (57), Brits astroloog
- Jef Vliers (62), Belgisch voetballer en voetbaltrainer

### 20 januari
- Mehdi Bazargan (87), Iraans politicus

### 21 januari
- Philippe Casado (30), Frans wielrenner

### 22 januari
- Lucienne Herman-Michielsens (68), Belgisch politicus
- Rose Fitzgerald Kennedy (104), matriarch van de familie Kennedy

### 23 januari
- Alet Schouten (77), Nederlands schrijfster

### 24 januari
- Hans van Dokkum (86), Nederlands kunstenaar

### 25 januari
- Albert William Tucker (89), Amerikaans wiskundige
- Hans van Wijnen (57), Nederlands volleyballer

### 26 januari
- Marcel Bidot (92), Frans wielrenner
- Vic Buckingham (79), Engels voetballer en voetbaltrainer

### 27 januari
- Jean Coulonvaux (77), Belgisch politicus
- Oscar Drijber (80), Nederlands militair

### 28 januari
- Aldo Gordini (73), Frans autocoureur
- Cyriel Van Overberghe (82), Belgisch wielrenner
- Leo Van Paemel (81), Belgisch kunstschilder

### 29 januari
- Richard Burnell (77), Brits roeier

### 30 januari
- Gerald Durrell (70), Brits zoöloog en schrijver
- Hein Vree (68), Nederlands beeldhouwer en medailleur

### 31 januari
- George Abbott (107), Amerikaans scenarist, producer en regisseur
- George Stibitz (90), Amerikaans wiskundige en computerpionier

## Februari

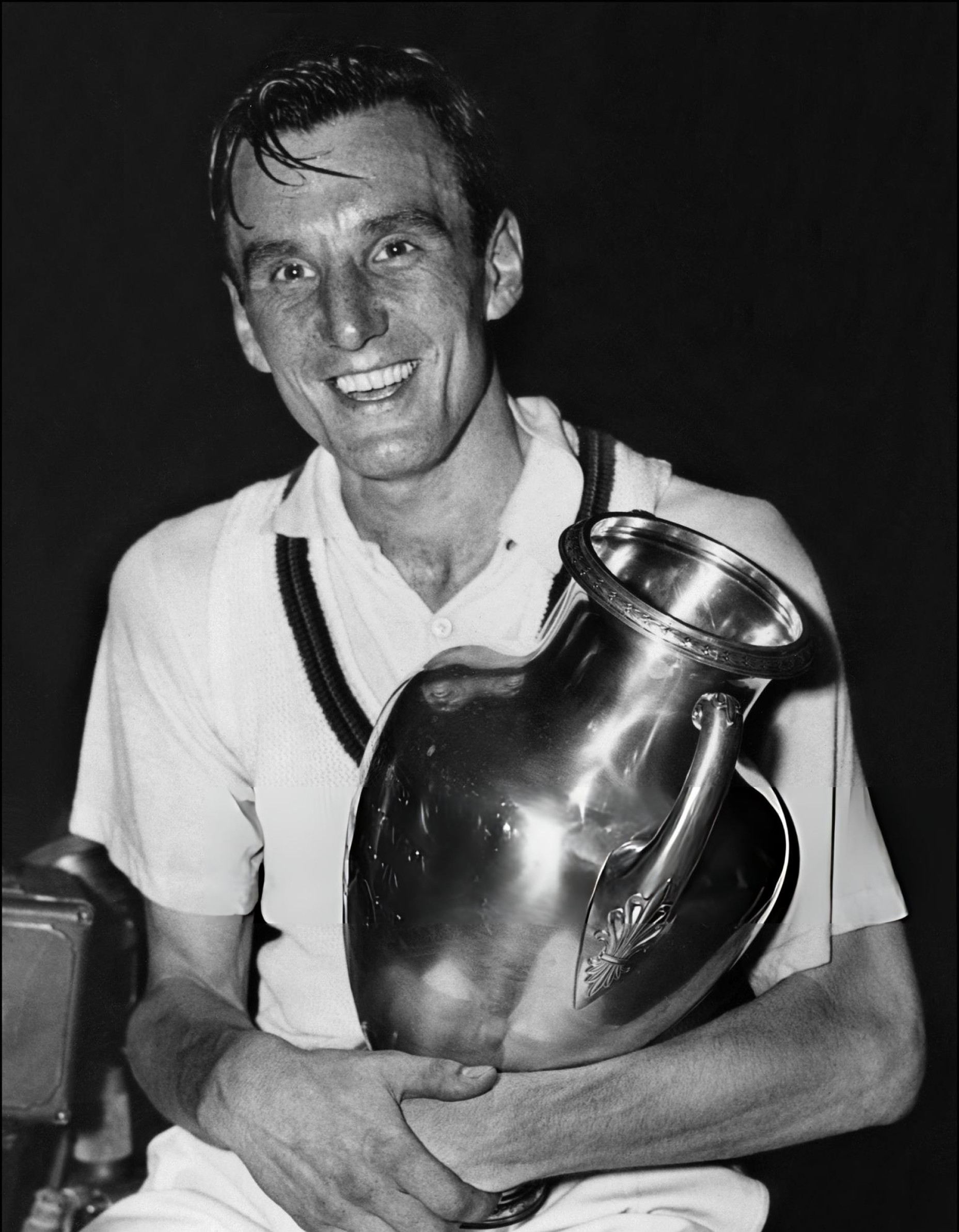
Fred Perry
2 februari

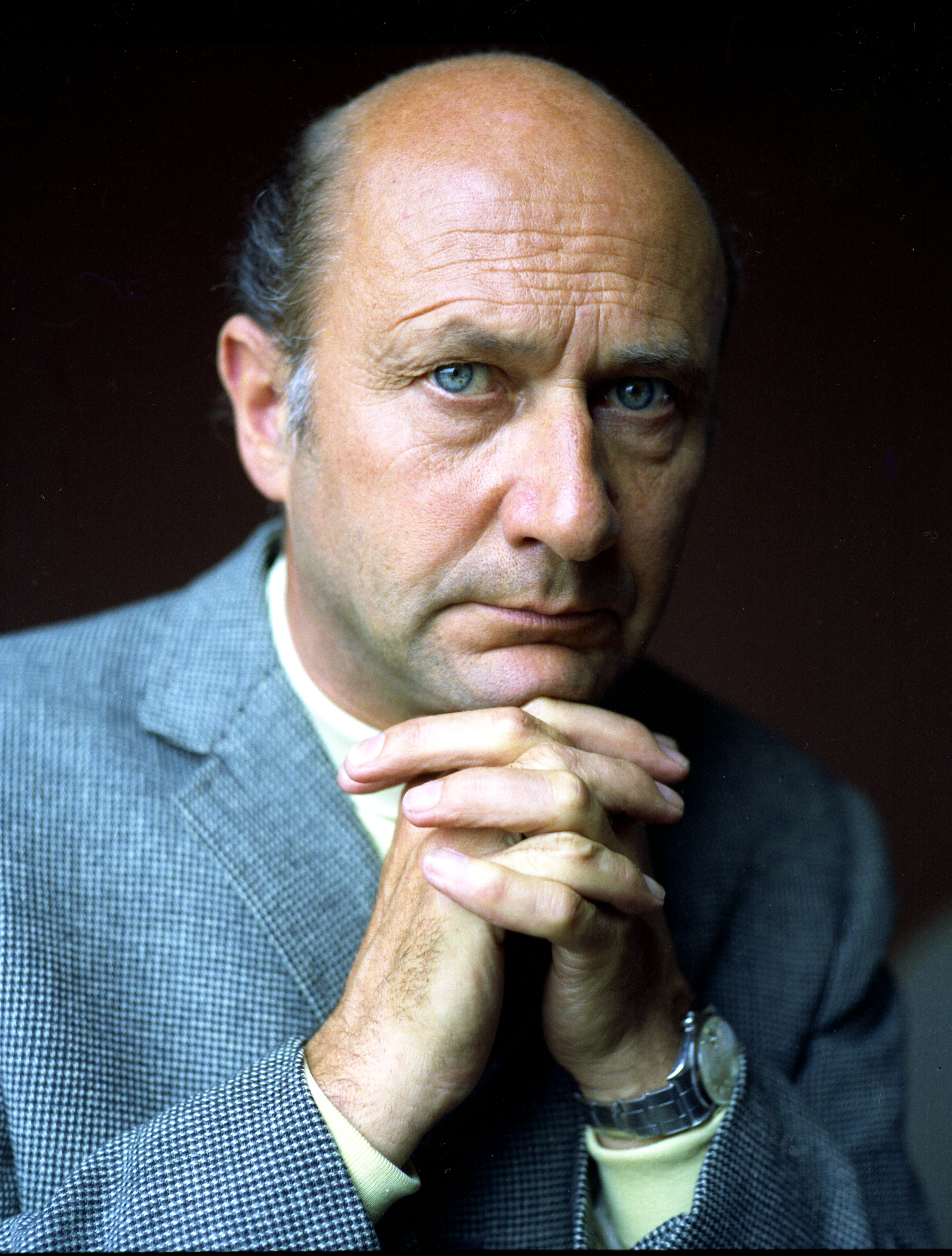
Donald Pleasence
2 februari

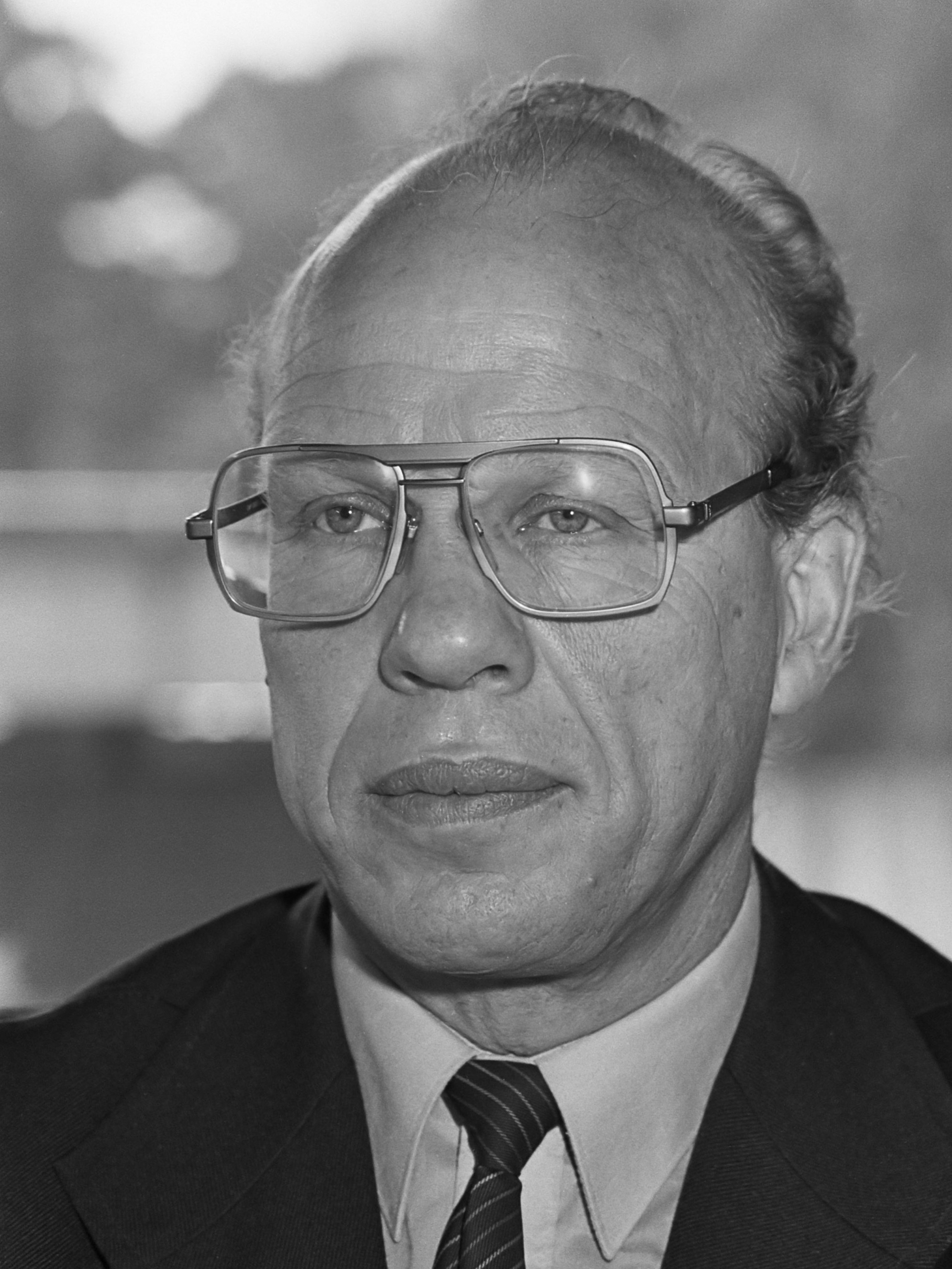
Roel Wiersma
4 februari

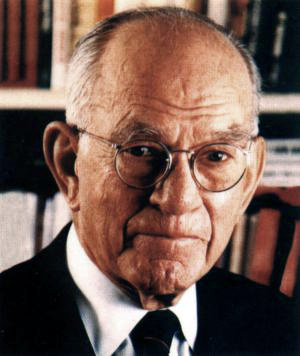
J. William Fulbright
9 februari

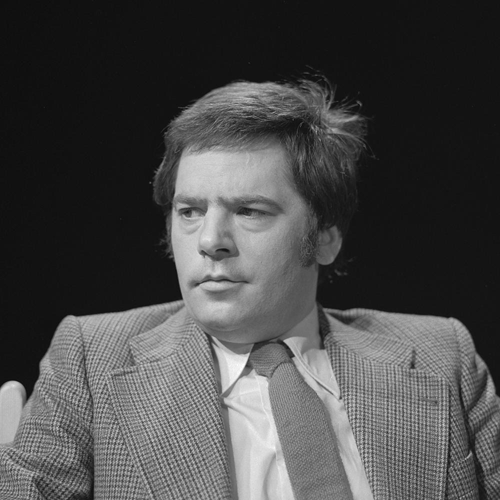
Ischa Meijer
14 februari

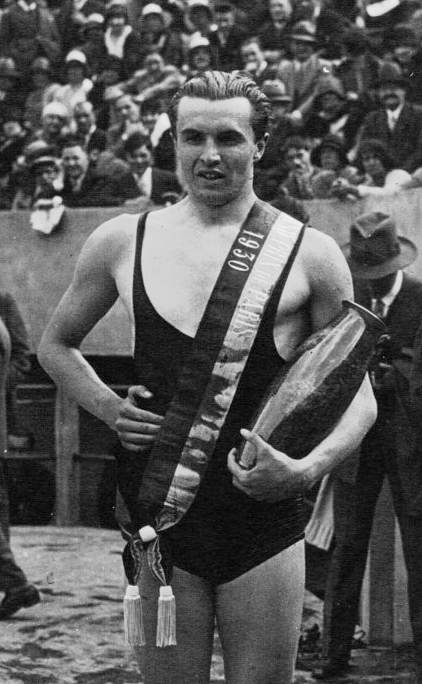
István Bárány
21 februari

| 1 | 2 | 3 | 4 | 5 | 6 | 7 | 8 | 9 | 10 | 11 | 12 | 13 | 14 | 15 | 16 | 17 | 18 | 19 | 20 | 21 | 22 | 23 | 24 | 25 | 26 | 27 | 28 |
| - | - | - | - | - | - | - | - | - | -- | -- | -- | -- | -- | -- | -- | -- | -- | -- | -- | -- | -- | -- | -- | -- | -- | -- | -- |

### 1 februari
- Marcel-Louis Baugniet (98), Belgisch kunstenaar
- Gerard Carlier (77), Nederlands atleet

### 2 februari
- André Frossard (80), Frans journalist en schrijver
- Fred Perry (85), Brits tennisser
- Donald Pleasence (75), Brits acteur

### 4 februari
- Patricia Highsmith (74), Amerikaans schrijfster
- Scott Smith (46), Amerikaans homorechtenactivist
- Désiré Van Daele (85), Belgisch politicus
- Roel Wiersma (62), Nederlands voetballer
- Walter Zeller (67), Duits motorcoureur

### 6 februari
- Ernst Fuhrmann (76), Duits ingenieur en bestuurder
- Aris Saal (86), Nederlands burgemeester en collaborateur

### 7 februari
- Massimo Pallottino (85), Italiaans archeoloog

### 8 februari
- Józef Maria Bocheński (92), Pools filosoof en theoloog
- Rinus Broos (94), Nederlands politicus

### 9 februari
- J. William Fulbright (89), Amerikaans politicus

### 10 februari
- Raoul Bonnel (76), Belgisch politicus

### 11 februari
- Ben Heijn (78), Nederlands voetballer
- Harry Merkel (77), Duits autocoureur

### 12 februari
- Luigi Arzuffi (63), Italiaans schilder en beeldhouwer
- Christa Ehrlich (91), Nederlands edelsmid

### 13 februari
- Sylvester Ahola (92), Amerikaans jazztrompettist
- Alberto Burri (77), Italiaans schilder en beeldhouwer
- Pedro Braña Martínez (93), Spaans componist en dirigent
- Raf Versteele (68), Belgisch politicus
- Li Zhisui (75), Chinees arts en schrijver

### 14 februari
- Michael Vicente Gazzo (71), Amerikaans acteur
- Ischa Meijer (52), Nederlands schrijver, columnist en journalist
- U Nu (87), Birmees politicus

### 16 februari
- Raymond Brimant (75), Belgisch politicus
- Wim Riemens (61), Nederlands fotograaf

### 18 februari
- Yank Lawson (83), Amerikaans jazztrompettist

### 19 februari
- David A. van Dorp (79), Nederlands chemicus
- Tetje Heeringa (89), Nederlands sociaal-geograaf
- André Hubeau (84), Belgisch politicus
- Paul Jamin (83), Belgisch cartoonist

### 21 februari
- István Bárány (87), Hongaars zwemmer
- Robert Bolt (70), Brits scenario- en toneelschrijver

### 22 februari
- Ed Flanders (60), Amerikaans acteur

### 23 februari
- Melvin Franklin (52), Amerikaans zanger
- Don Heck (66), Amerikaans stripauteur
- James Herriot (78), Brits veearts en schrijver

### 24 februari
- Roberto Ago (87), Italiaans rechter

### 26 februari
- Jack Clayton (73), Brits filmregisseur
- Max Schnur (58), Belgisch acteur

### 27 februari
- Giga Norakidze (64), Georgisch voetballer en voetbalcoach

### 28 februari
- Lodewijk Johannes Timmermans (78), Nederlands verzetsstrijder en militair

## Maart

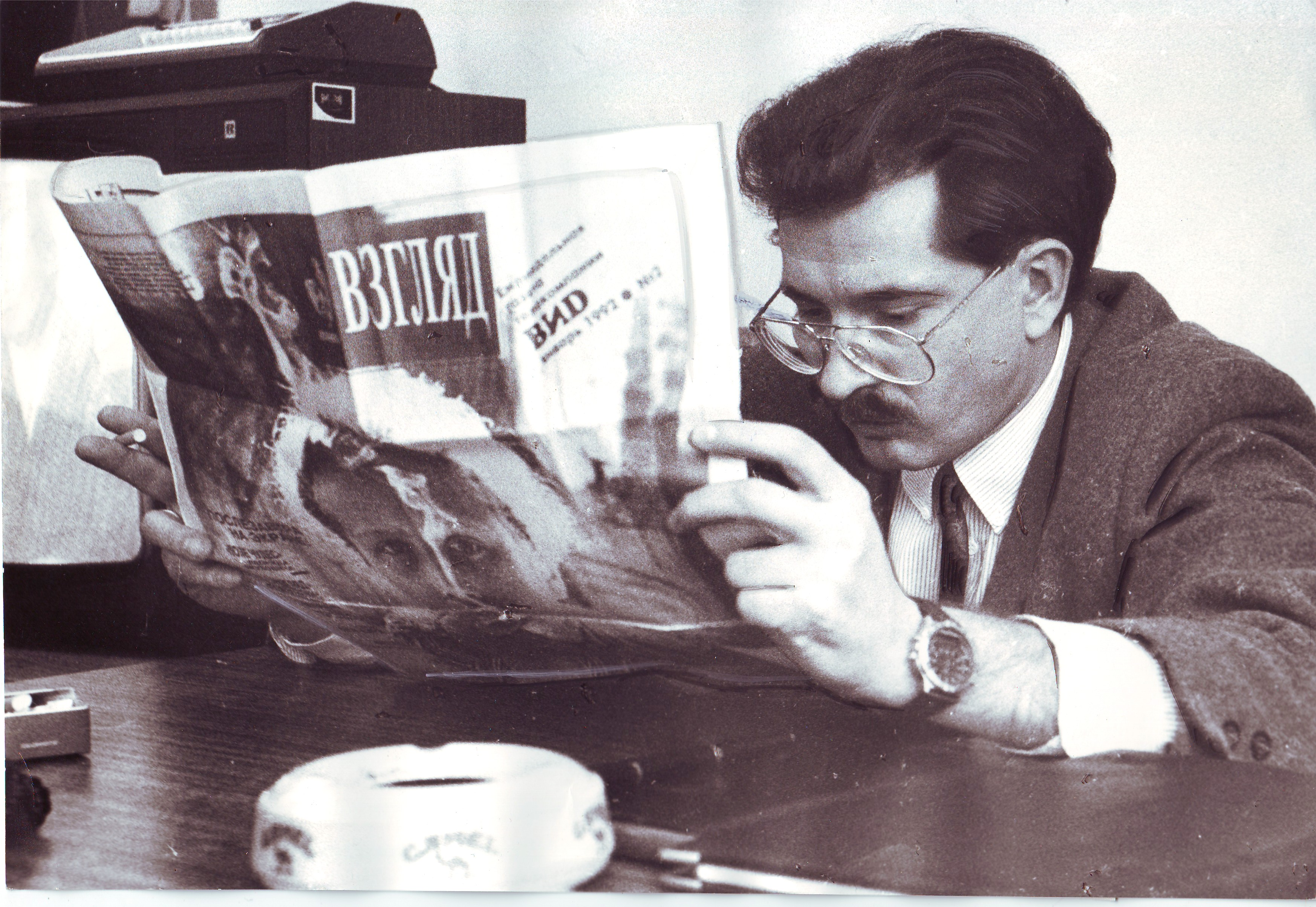
Vladislav Listjev
1 maart

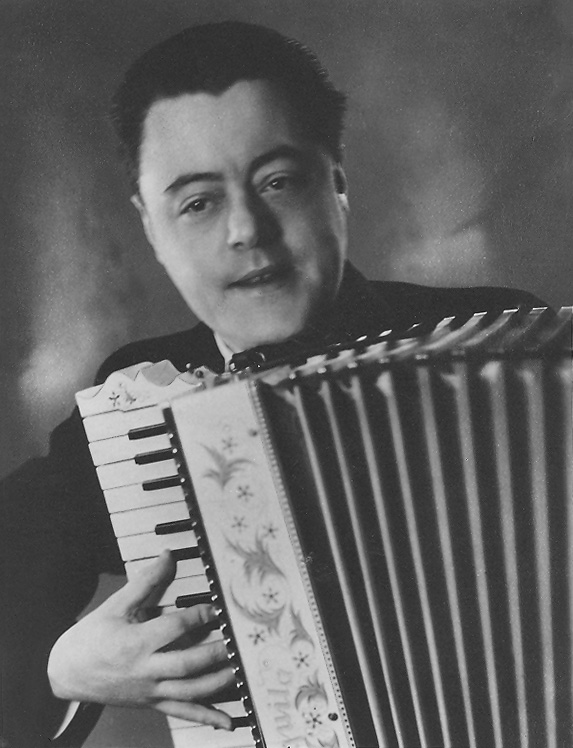
Wilhelm Heckmann
10 maart

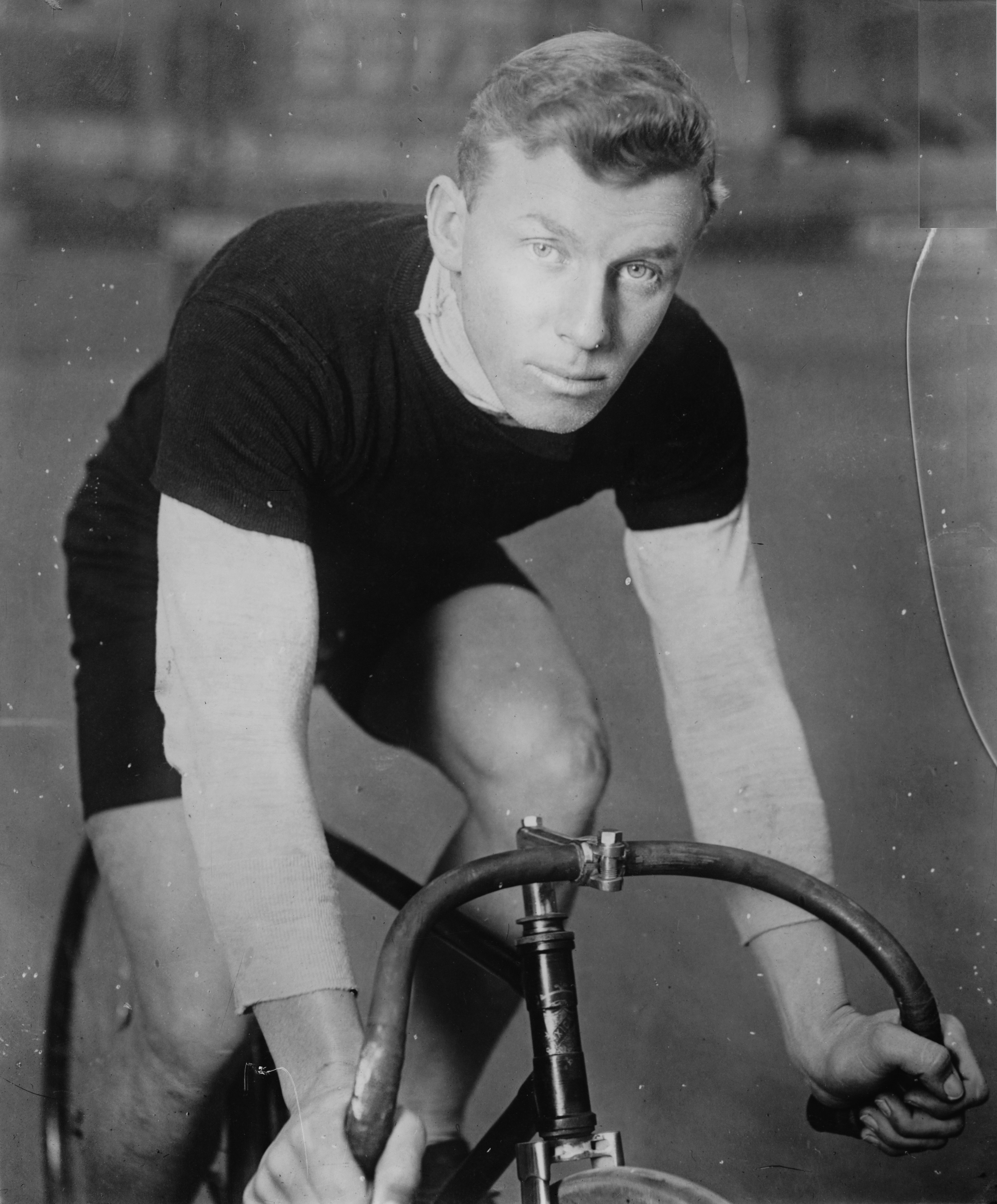
Alfred Goullet
11 maart

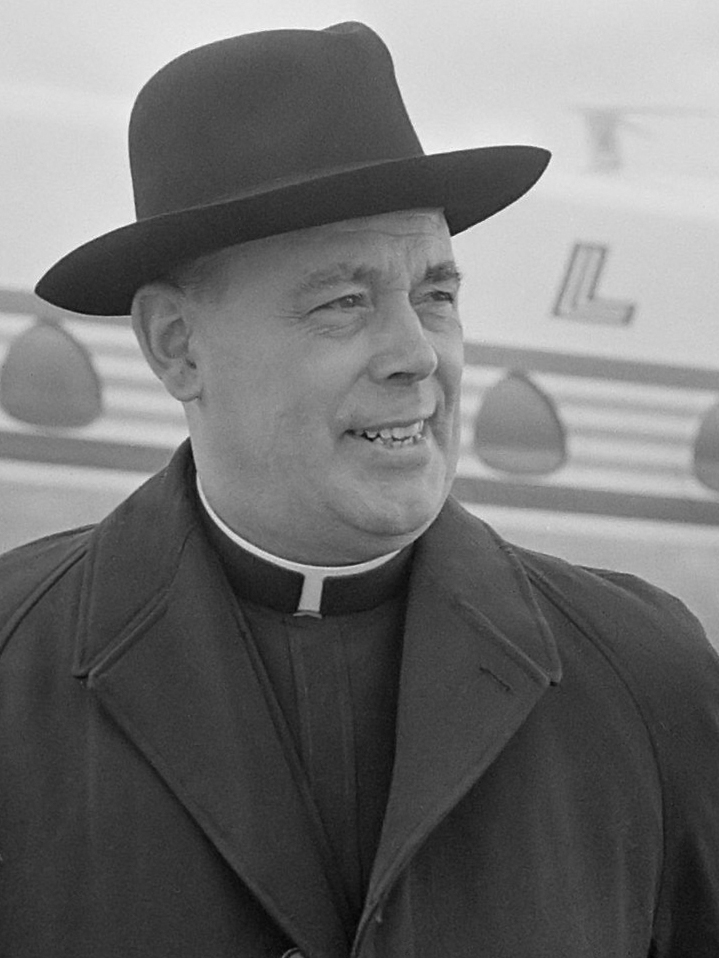
Petrus Canisius van Lierde
12 maart

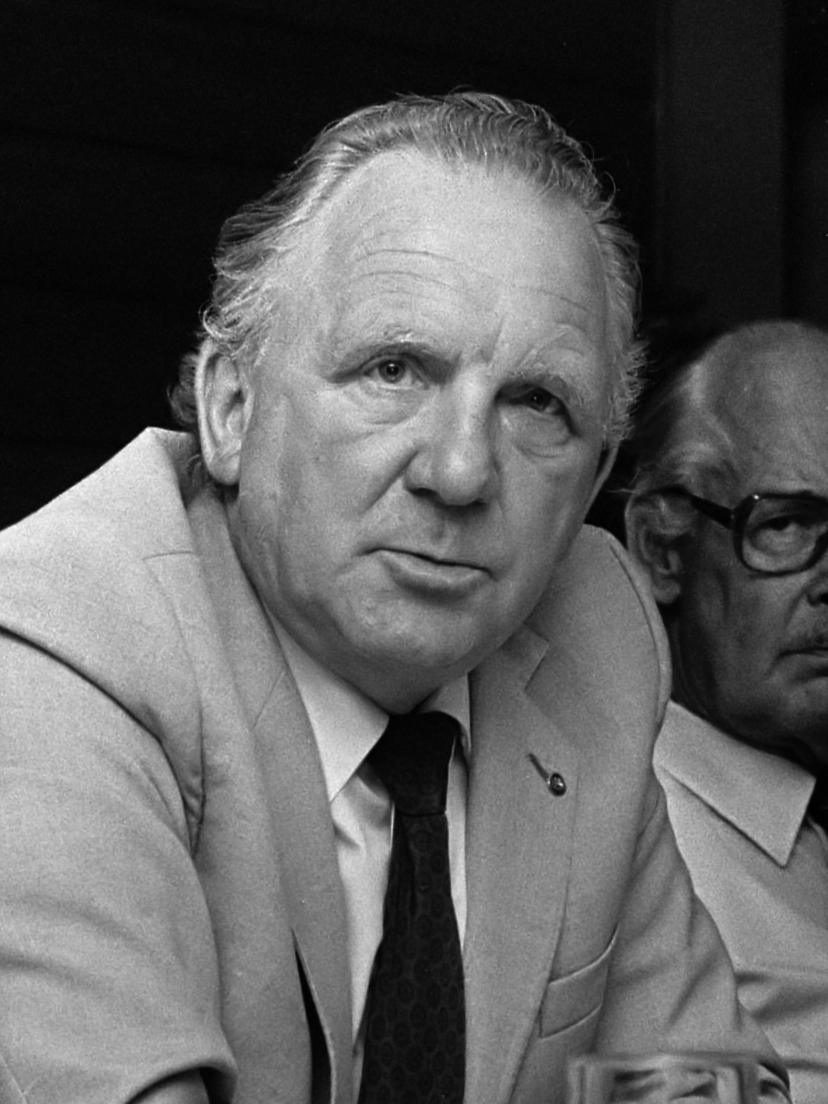
Jo van Marle
14 maart

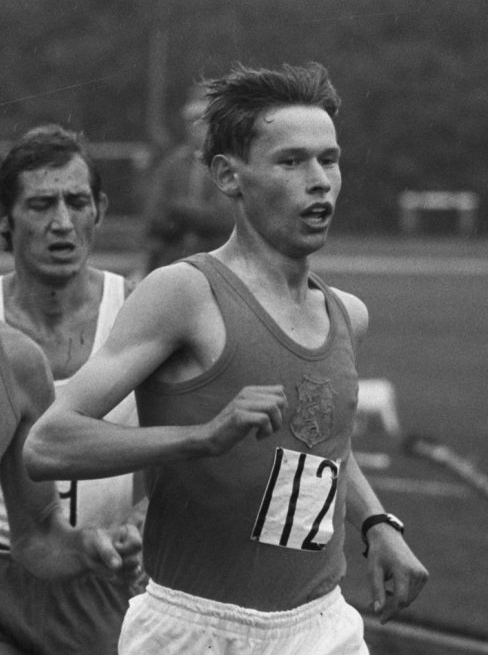
Gerard Tebroke
19 maart

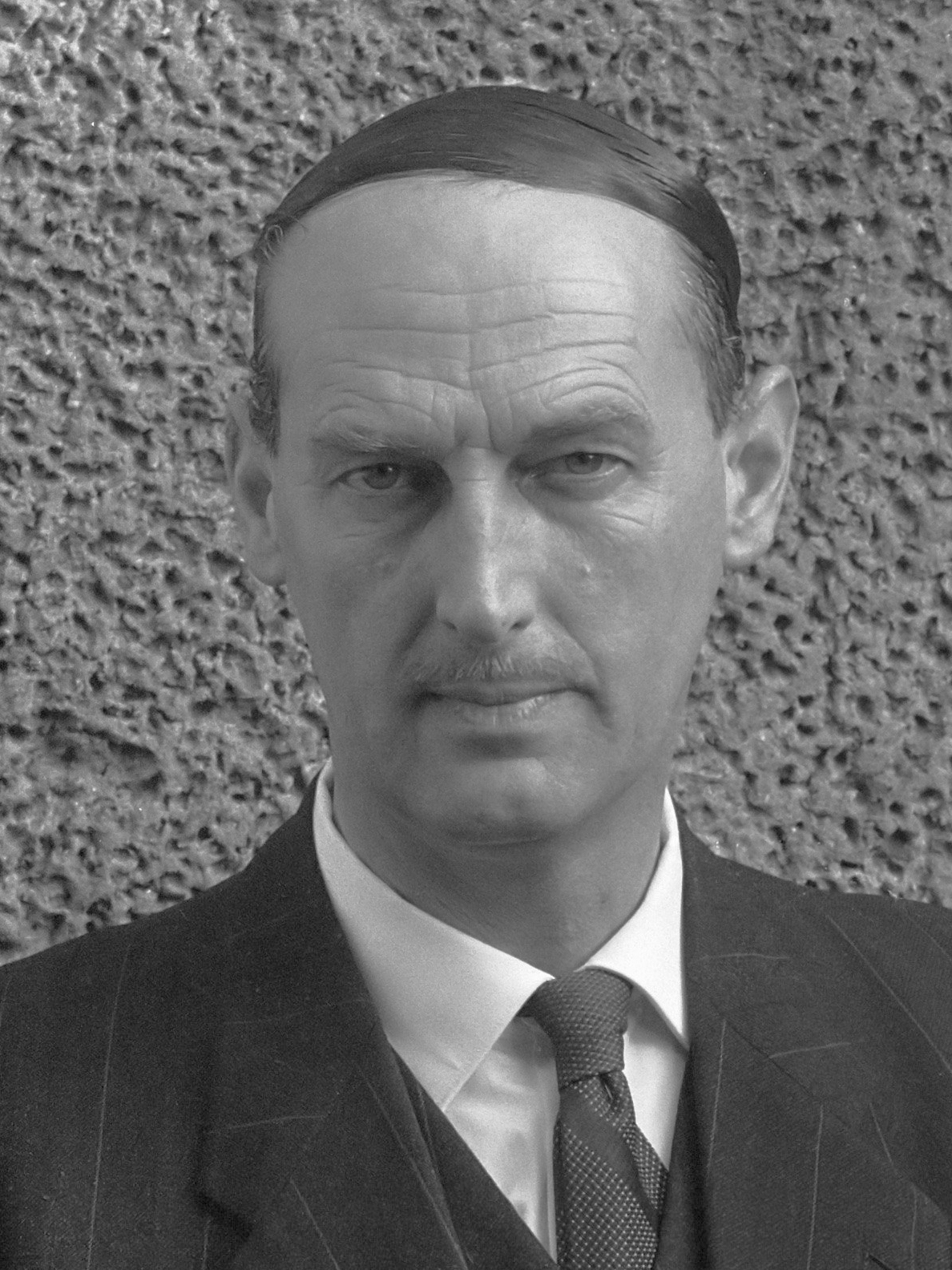
Hans Hugenholtz
25 maart

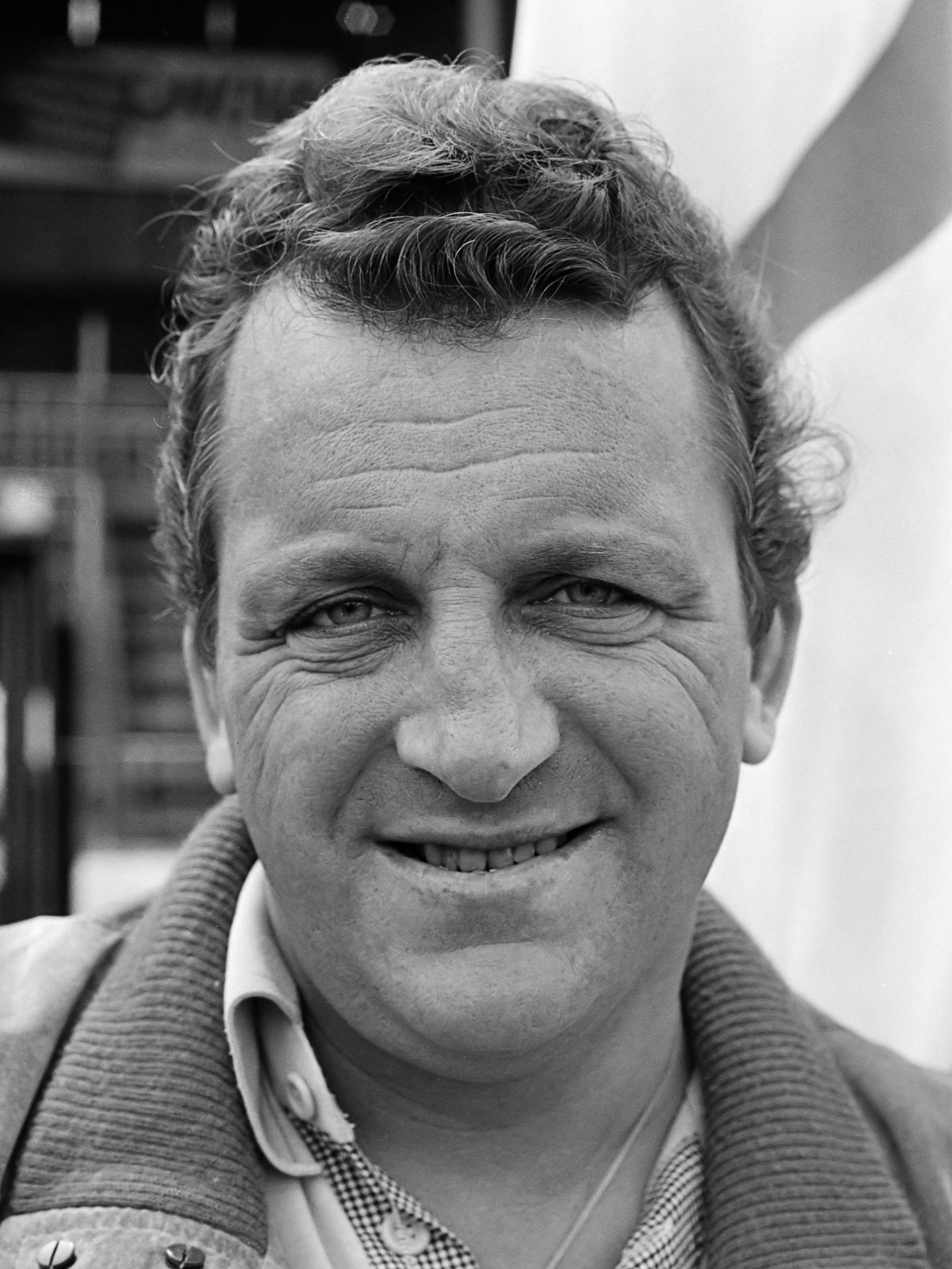
Frans Mahn
26 maart

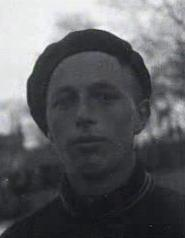
Sipke Castelein
31 maart

| 1 | 2 | 3 | 4 | 5 | 6 | 7 | 8 | 9 | 10 | 11 | 12 | 13 | 14 | 15 | 16 | 17 | 18 | 19 | 20 | 21 | 22 | 23 | 24 | 25 | 26 | 27 | 28 | 29 | 30 | 31 |
| - | - | - | - | - | - | - | - | - | -- | -- | -- | -- | -- | -- | -- | -- | -- | -- | -- | -- | -- | -- | -- | -- | -- | -- | -- | -- | -- | -- |

### 1 maart
- Simon Cornelis Dik (54), Nederlands taalkundige
- Jackie Holmes (74), Amerikaans autocoureur
- Georges J.F. Köhler (48), Duits bioloog
- Vladislav Listjev (38), Russisch journalist
- César Rodríguez (74), Spaans voetballer en voetbalcoach
- Jan van de Waterlaat (55), Nederlands beeldend kunstenaar

### 3 maart
- Carl Lans (81), Nederlands schrijver
- Eugène Laudy (73), Nederlands kunstenaar
- Bert Luttjeboer (35), Nederlands tenorzanger
- Paul Vandamme (65), Belgisch politicus

### 5 maart
- Frieda Belinfante (90), Nederlands dirigent en verzetsstrijdster
- Gregg Hansford (42), Australisch motor- en autocoureur
- Erwin Verstegen (24), Nederlands boogschutter

### 6 maart
- Emiel van Moerkerken (78), Nederlands schrijver, regisseur en fotograaf

### 8 maart
- Adam Heymowski (69), Pools-Zweeds geschiedkundige
- Jon King (32), Amerikaans pornoacteur
- Ingo Schwichtenberg (29), Duits drummer

### 9 maart
- Edward Bernays (103), Amerikaans psycholoog

### 10 maart
- Wilhelm Heckmann (97), Duits muzikant
- Mattityahu Peled (71), Israëlisch militair en politicus

### 11 maart
- Albert Beirnaert (78), Belgisch wielrenner
- Dick Frazier (76), Amerikaans autocoureur
- Alfred Goullet (103), Amerikaans wielrenner
- Herman Wisselink (76), Nederlands politicus

### 12 maart
- Petrus Canisius van Lierde (87), Nederlands bisschop
- Julia Tulkens (92), Belgisch dichter

### 13 maart
- Paul Kipkoech (32), Keniaans langeafstandsloper
- Abdul Ali Mazari (ca. 48), Afghaans politiek leider

### 14 maart
- Dewet Buri (94), Zwitsers politicus
- William Fowler (83), Amerikaans natuurkundige
- Jo van Marle (70), Nederlands sportbestuurder
- Gerard Victory (73), Iers componist

### 16 maart
- Simon Fraser, 15e Lord Lovat (83), Brits militair en lid Schotse adel
- Eduard Kudelásek (71), Tsjechisch componist en dirigent
- Zeng Yongya (77), Chinees generaal en politicus

### 17 maart
- Denny Willis (74), Brits komiek

### 18 maart
- Gé Dekker (90), Nederlands zwemmer
- Theo Van den Bosch (81), Belgisch acteur en komiek

### 19 maart
- Trevor Blokdyk (59), Zuid-Afrikaans autocoureur
- Fernand Lodewick (85), Nederlands literatuurhistoricus
- Gerard Tebroke (45), Nederlands langeafstandsloper

### 20 maart
- Reinhard Schaletzki (78), Duits voetballer
- Big John Studd (47), Amerikaans professioneel worstelaar
- Víctor Ugarte (68), Boliviaans voetballer
- Gaston Vandekerkhove (81), Belgisch verzetsstrijder en schrijver

### 21 maart
- Étienne Martin (82), Frans beeldhouwer
- Daan Wildschut (81), Nederlands kunstenaar

### 22 maart
- Hein Kray (94), Nederlands kunstschilder

### 23 maart
- Alfons Deloor (84), Belgisch wielrenner

### 24 maart
- Nicolaas Willem Elsen (79), Nederlands burgemeester

### 25 maart
- Hans Hugenholtz (80), Nederlands ontwerper van racecircuits

### 26 maart
- Eazy-E (30), Amerikaans rapper en producent
- Frans Mahn (61), Nederlands wielrenner
- Vladimir Maksimov (64), Russisch schrijver
- Alejandro Morera (85), Costa Ricaans voetballer en politicus

### 27 maart
- Tony Lovink (92), Nederlands diplomaat

### 29 maart
- Willy Schermelé (90), Nederlands illustratrice

### 30 maart
- Léon De Lille (97), Belgisch politicus
- Edgar Elder (71), Amerikaans autocoureur
- Wim Peters (91), Nederlands atleet
- Paul Rothchild (59), Amerikaans muziekproducer

### 31 maart
- Gustaf Adolf Boltenstern jr. (90), Zweeds ruiter
- Sipke Castelein (84), Nederlands schaatser
- Selena Quintanilla (23), Amerikaans zangeres

## April

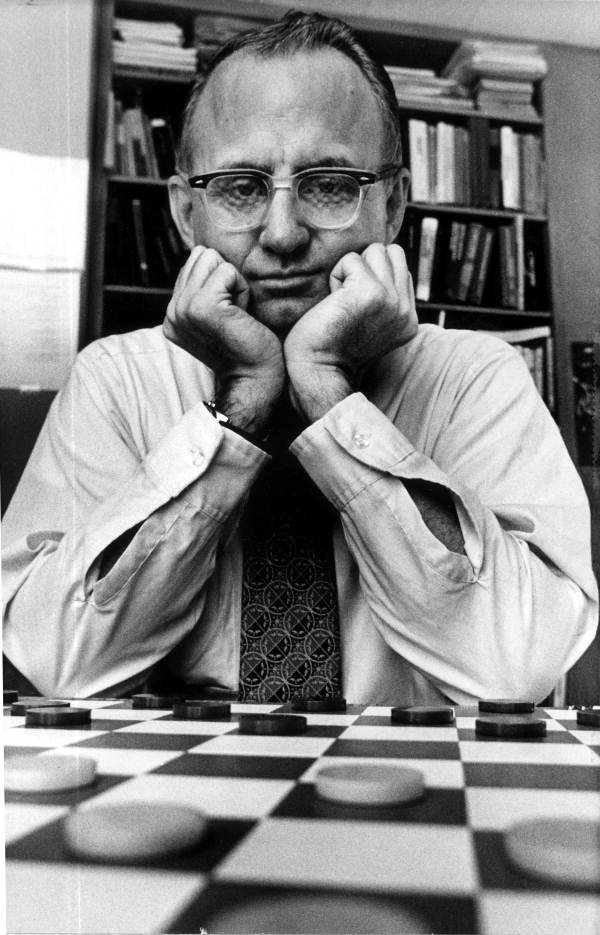
Marion Tinsley
3 april

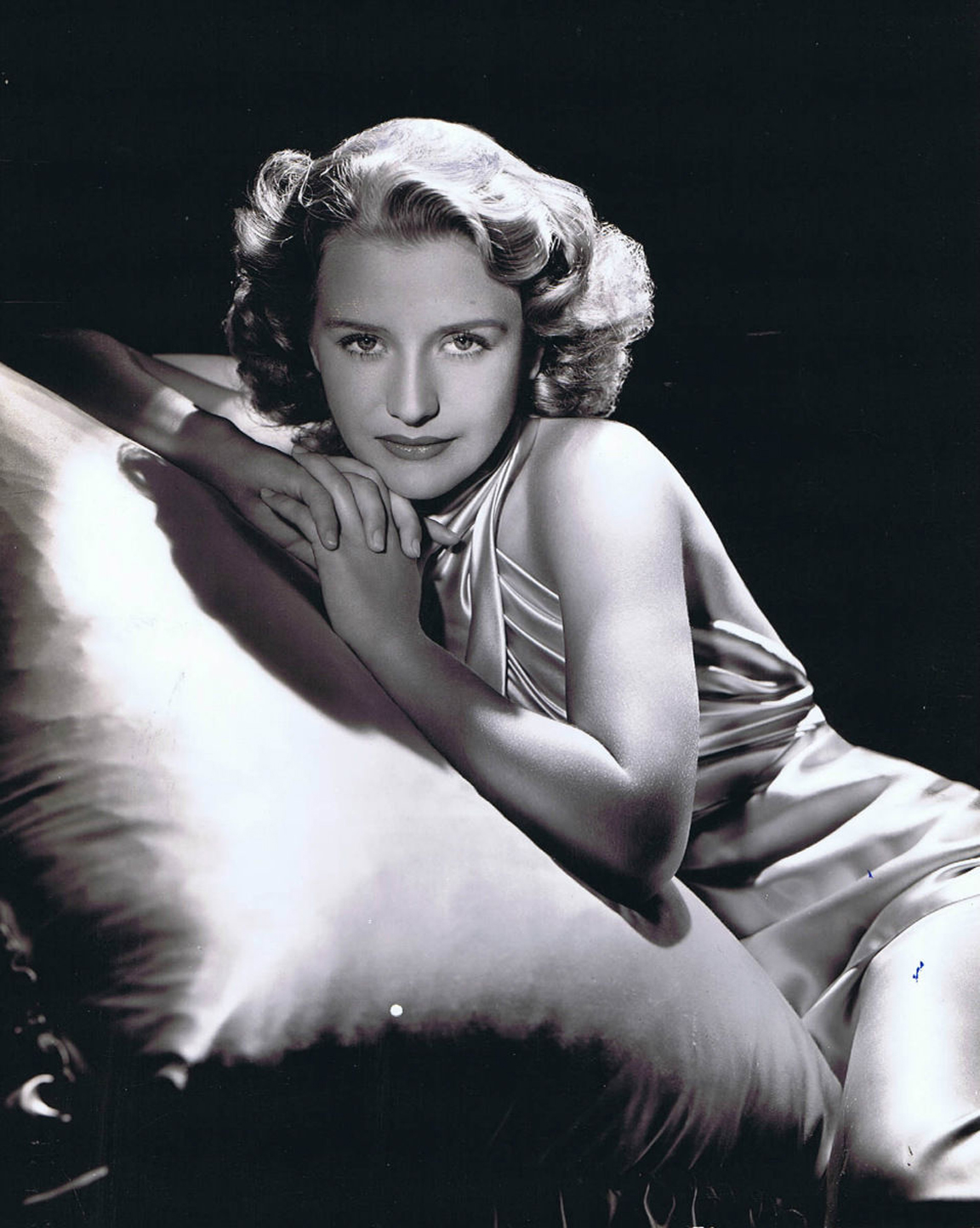
Priscilla Lane
4 april

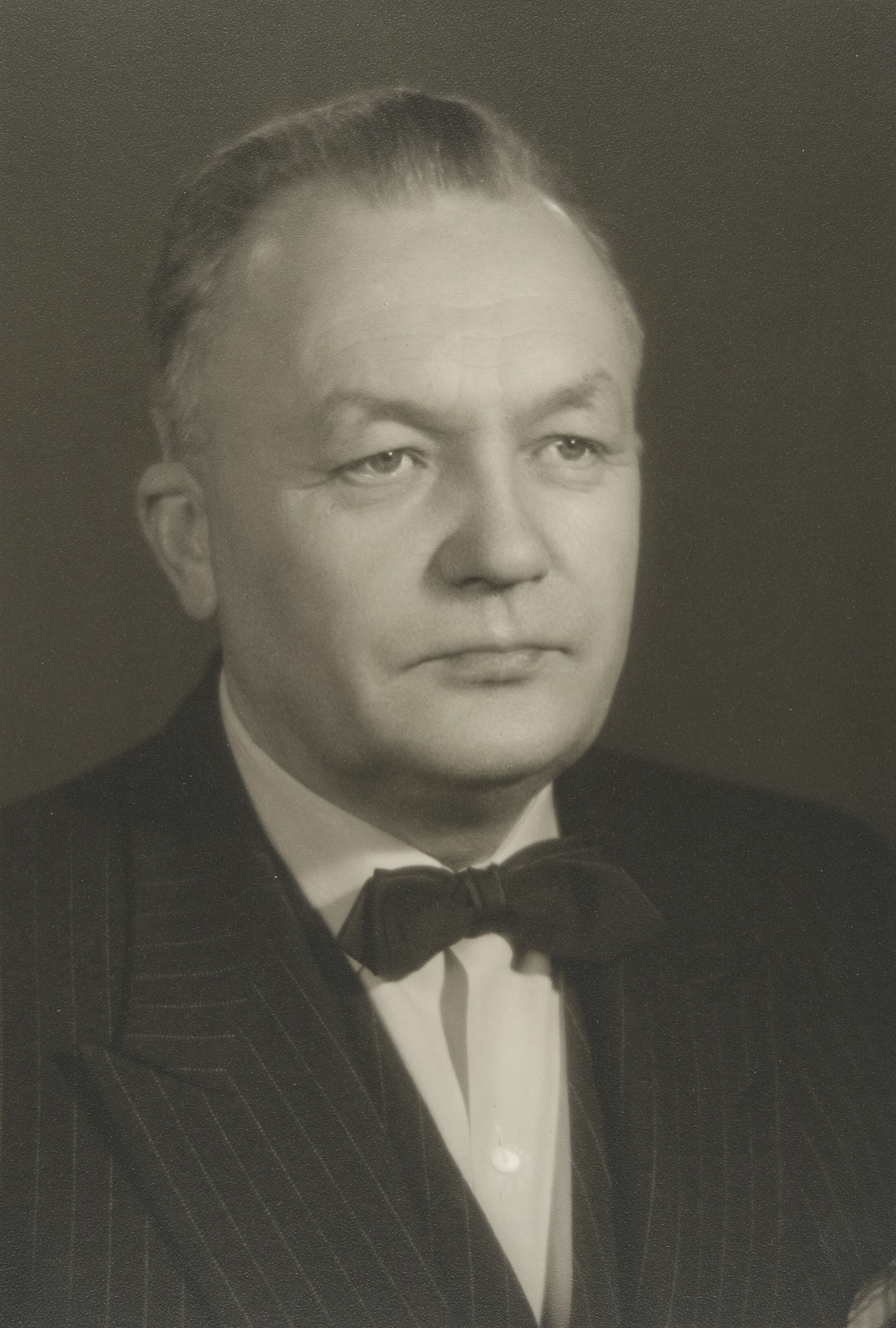
Jussi Sukselainen
6 april

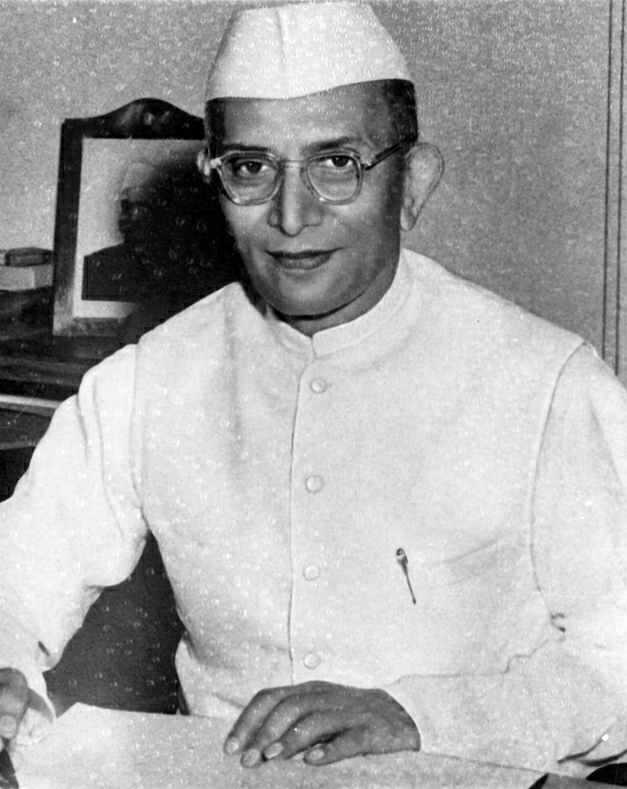
Morarji Desai
10 april

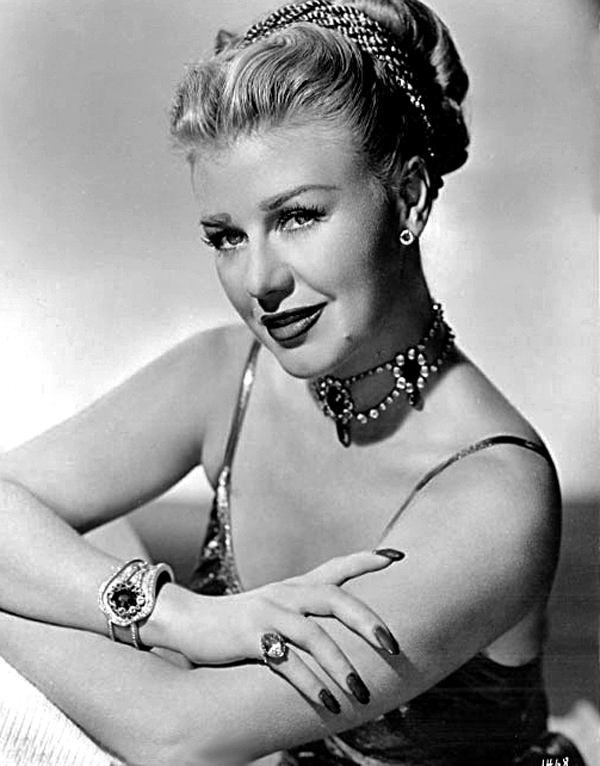
Ginger Rogers
25 april

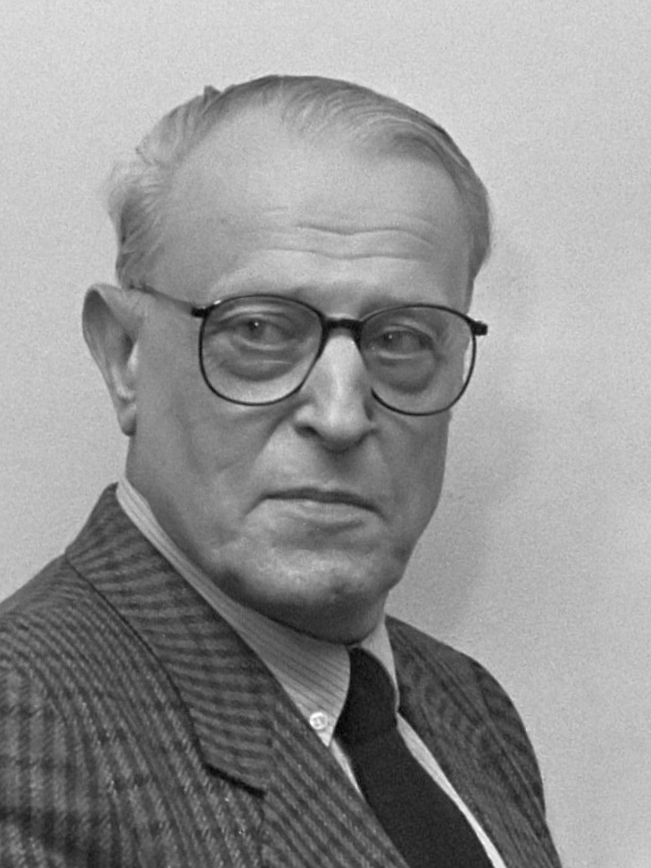
W.F. Hermans
27 april

| 1 | 2 | 3 | 4 | 5 | 6 | 7 | 8 | 9 | 10 | 11 | 12 | 13 | 14 | 15 | 16 | 17 | 18 | 19 | 20 | 21 | 22 | 23 | 24 | 25 | 26 | 27 | 28 | 29 | 30 |
| - | - | - | - | - | - | - | - | - | -- | -- | -- | -- | -- | -- | -- | -- | -- | -- | -- | -- | -- | -- | -- | -- | -- | -- | -- | -- | -- |

### 2 april
- Hannes Alfvén (86), Zweeds natuurkundige
- Gaston Étienne (93), Belgisch atleet
- Jan Grauls senior (82), Belgisch diplomaat
- Julius Hemphill (57), Amerikaans jazzmuzikant

### 3 april
- F.R.M. Meltzer (78), Nederlands burgemeester van Bunnik
- Rika Steyaert (70), Belgisch politicus
- Giovanni Rappazzo (101), Italiaans elektrotechnicus en uitvinder
- Marion Tinsley (68), Amerikaans checkersspeler

### 4 april
- Priscilla Lane (79), Amerikaans actrice

### 5 april
- Jaap van Boeijen (63), Nederlands burgemeester
- Nicolaas Cortlever (79), Nederlands schaker
- Emilio Greco (81), Italiaans beeldhouwer
- Christian Pineau (90), Frans vakbondsleider en politicus

### 6 april
- Ioannis Alevras (82), Grieks politicus
- Jussi Sukselainen (88), Fins politicus

### 9 april
- Paola Borboni (95), Italiaans actrice

### 10 april
- Morarji Desai (99), Indiaas politicus
- Günter Guillaume (68), Oost-Duits geheim agent

### 12 april
- Chris Pyne (56), Brits trombonist

### 16 april
- Cheyenne Brando (25), Tahitiaans model
- Arthur English (75), Brits acteur
- Iqbal Masih (12), Pakistaans activist tegen kinderarbeid
- Athanasius Yeshu Samuel (87), aartsbisschop van de Syrisch-orthodoxe Kerk

### 18 april
- Emil Landolt (99), Zwitsers politicus

### 19 april
- Wilson Godett (62), Curaçaose vakbondsleider

### 20 april
- Milovan Đilas (83), Joegoslavisch politicus

### 21 april
- Sem Nijveen (82), Nederlands jazzviolist

### 22 april
- Adriaan van Hartingsveldt (82), Nederlands schrijver
- Ad de Laat (48), Nederlands zanger

### 23 april
- Lonesome Sundown (66), Amerikaans bluesmusicus
- Pier Tania (70), Nederlands tv-presentator

### 24 april
- Hideyuki Ashihara (50), Japans karateka
- Lodewijk Bruckman (91), Nederlands kunstschilder

### 25 april
- Ginger Rogers (83), Amerikaans actrice en danseres

### 26 april
- Willi Krakau (83), Duits autocoureur

### 27 april
- Rosa Geinger (82), Belgisch actrice
- Willem Frederik Hermans (73), Nederlands schrijver
- George Stam (89), Nederlandse organist
- Peter Wright (78), Brits publicist

### 28 april
- Wilfrido Maria Guerrero (84), Filipijns toneelschrijver en regisseur
- Adolf Ryszka (60), Pools beeldhouwer

### 30 april
- Otto de Kat (87), Nederlands kunstenaar

## Mei

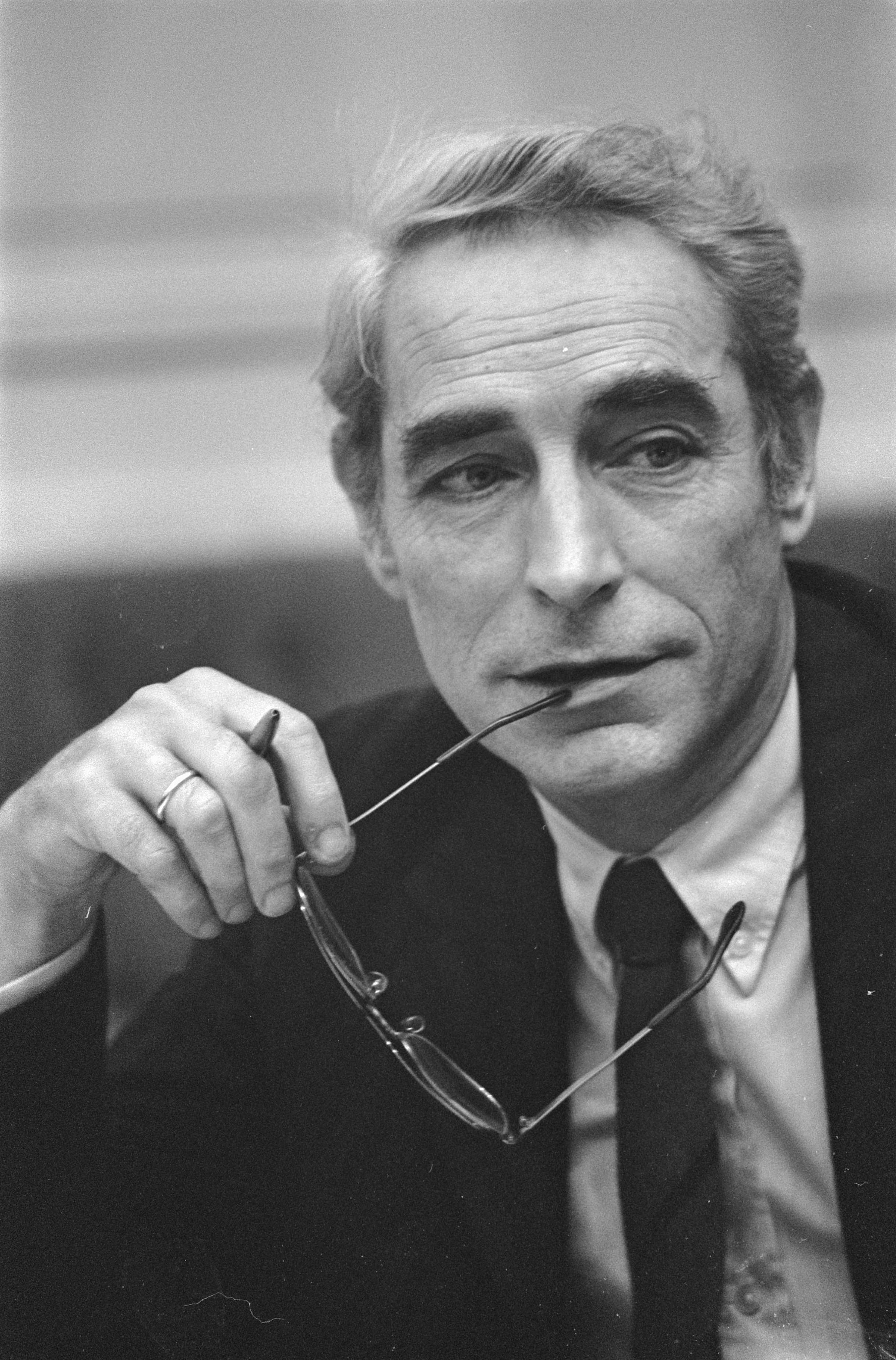
Wim Keja
4 mei

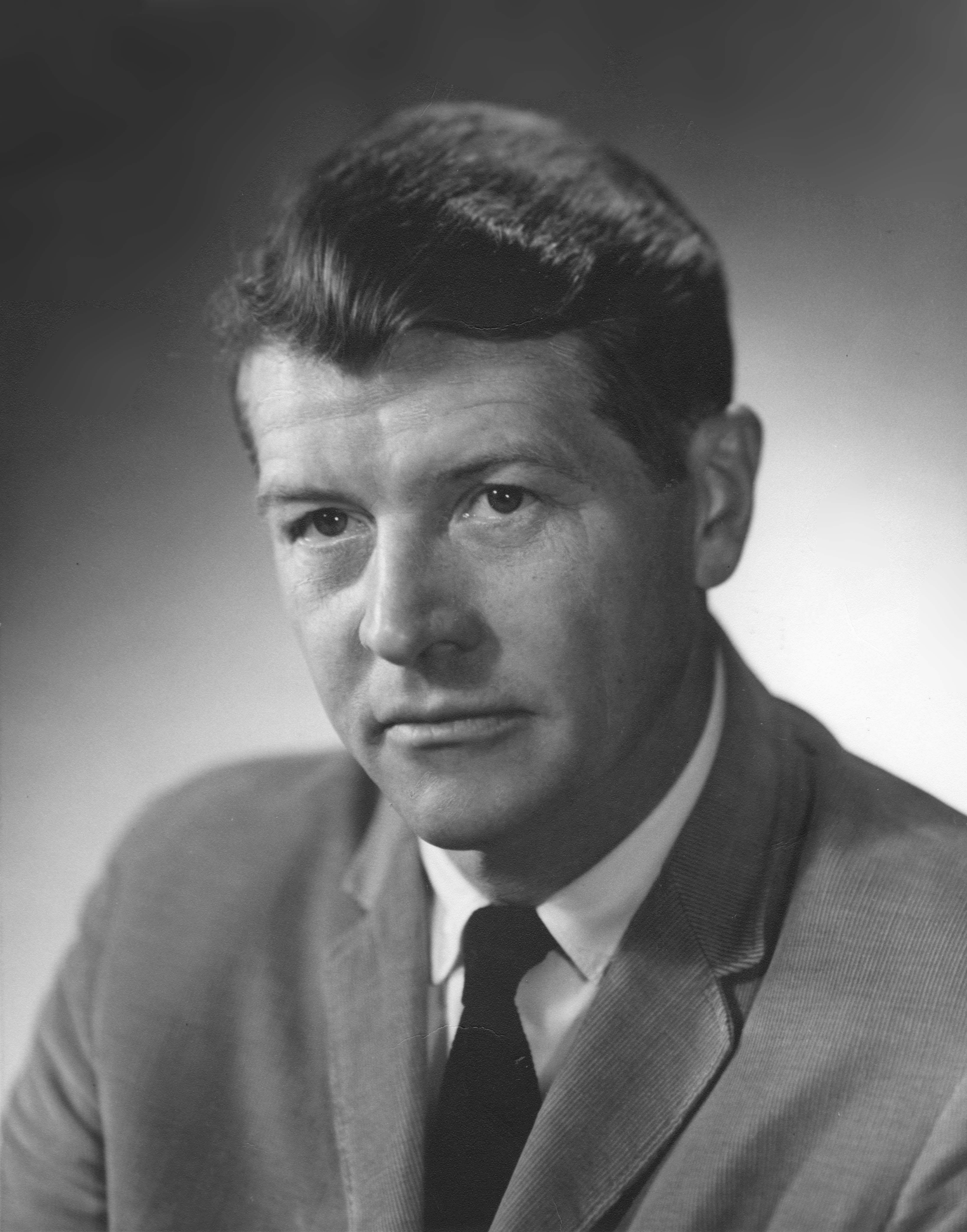
Christian Anfinsen
14 mei

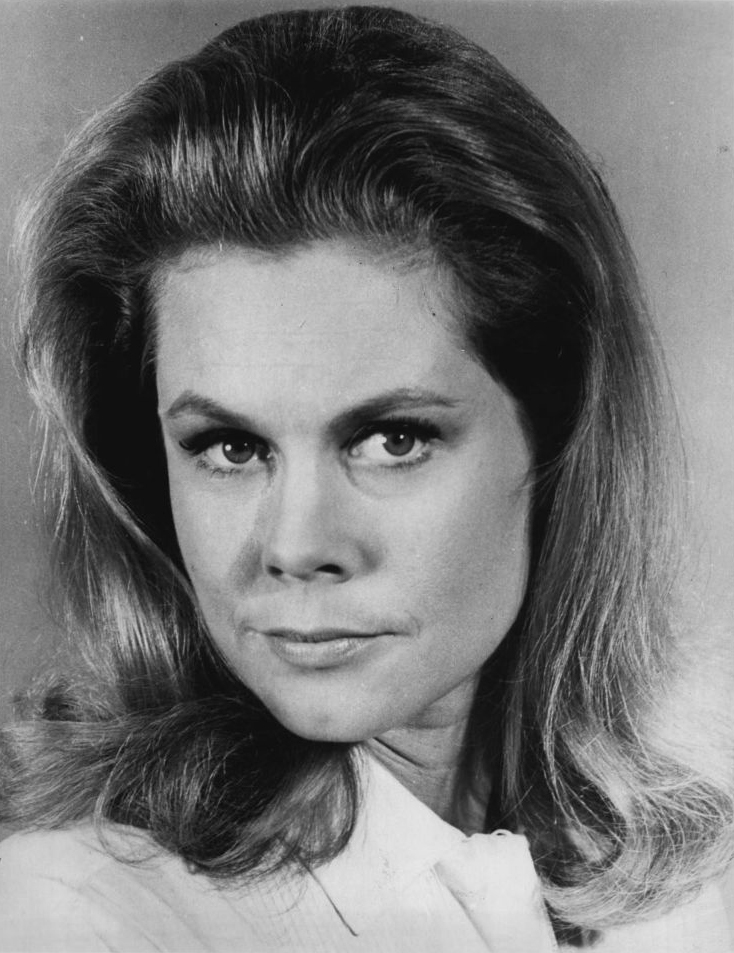
Elizabeth Montgomery
18 mei

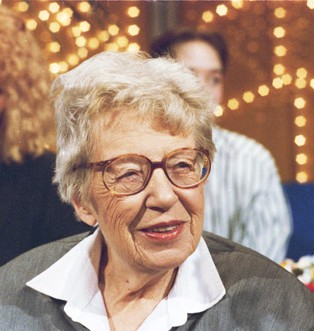
Annie M.G. Schmidt
21 mei

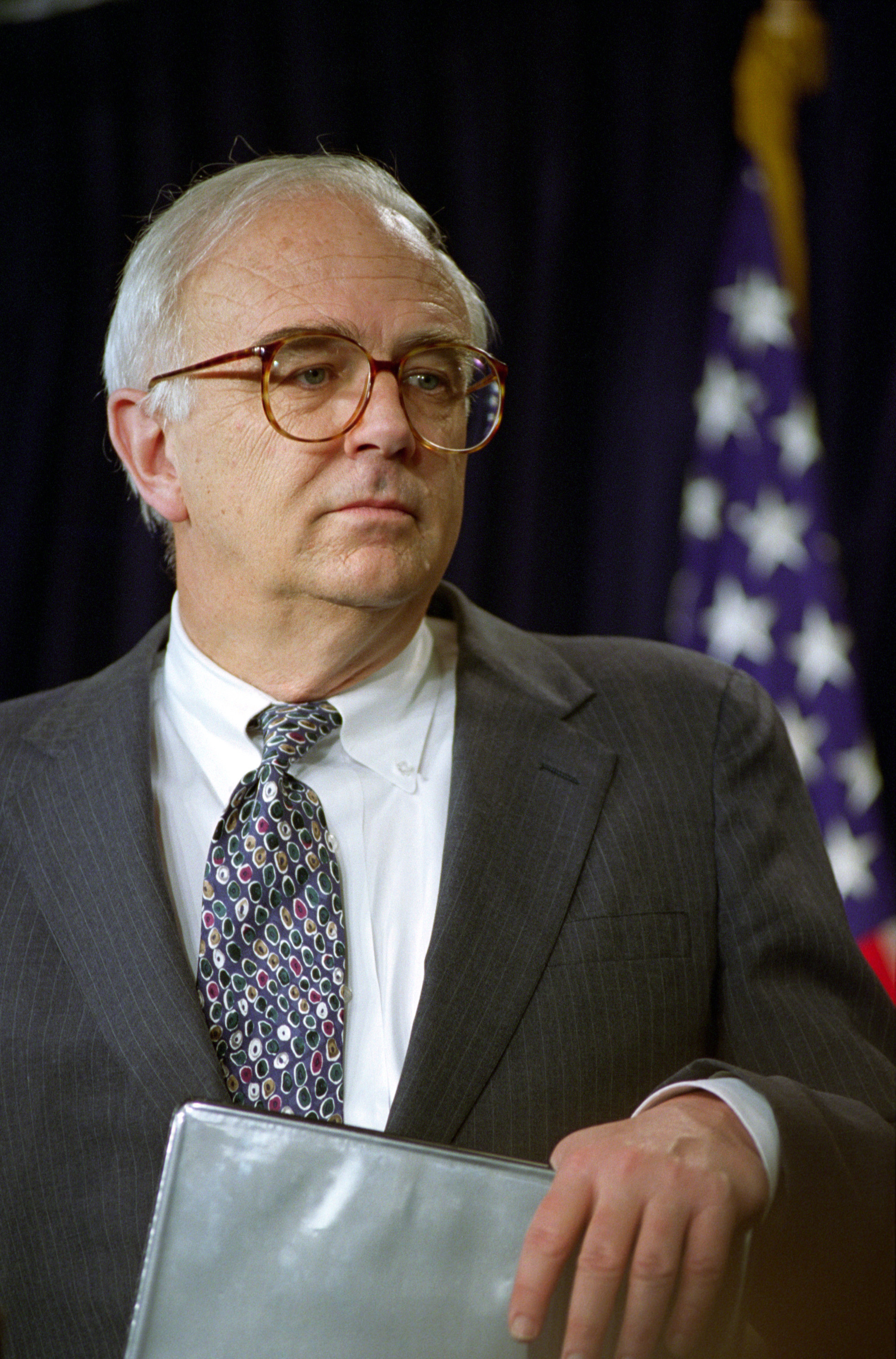
Les Aspin
21 mei

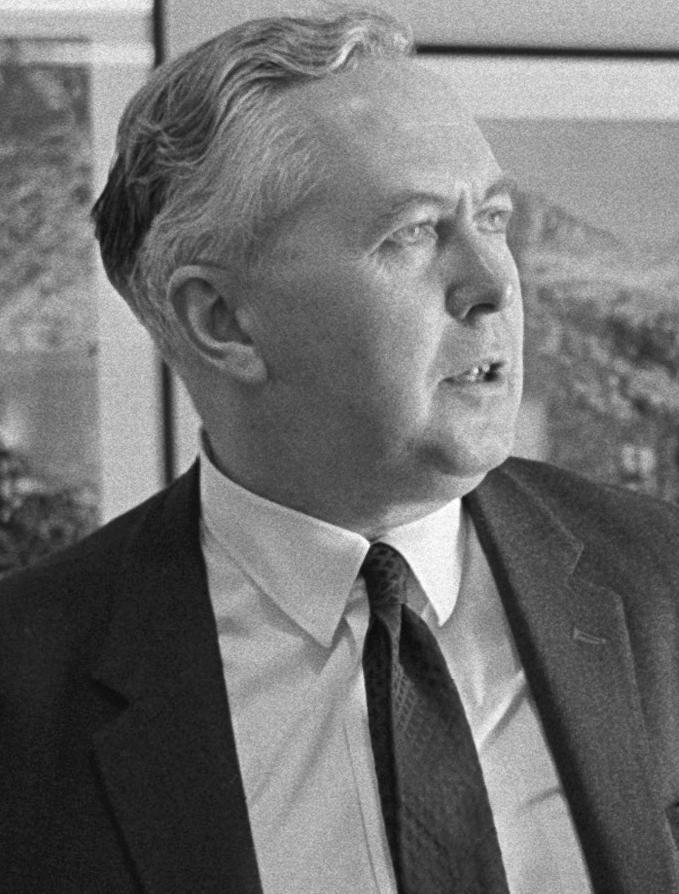
Harold Wilson
24 mei

| 1 | 2 | 3 | 4 | 5 | 6 | 7 | 8 | 9 | 10 | 11 | 12 | 13 | 14 | 15 | 16 | 17 | 18 | 19 | 20 | 21 | 22 | 23 | 24 | 25 | 26 | 27 | 28 | 29 | 30 | 31 |
| - | - | - | - | - | - | - | - | - | -- | -- | -- | -- | -- | -- | -- | -- | -- | -- | -- | -- | -- | -- | -- | -- | -- | -- | -- | -- | -- | -- |

### 2 mei
- Huibert Victor Quispel (88), Nederlands militair
- Bruno Torpigliani (80), Italiaans geestelijke

### 4 mei
- Wim Keja (68), Nederlands politicus

### 5 mei
- Michail Botvinnik (83), Russisch schaker

### 6 mei
- Gottfried Haberler (94), Oostenrijks-Amerikaans econoom
- Clarence Paul (67), Amerikaans songwriter en muziekproducent

### 8 mei
- Knut Gadd (78), Zweeds waterpolospeler
- Teresa Teng (42), Chinees zangeres

### 9 mei
- John Elwood Price (59), Amerikaans componist

### 10 mei
- Jimmy Raney (67), Amerikaans jazzgitarist

### 11 mei
- Frans Diekstra (40), Nederlands ondernemer
- Ivo Samkalden (82), Nederlands politicus

### 12 mei
- Giorgio Belladonna (71), Italiaans bridgespeler
- P.J. Koets (93), Nederlands journalist en wethouder
- Ștefan Kovács (74), Roemeens voetballer en voetbalcoach
- Mia Martini (47), Italiaans zangeres
- Adolfo Pedernera (76), Argentijns voetballer
- Marcel Rubin (89), Oostenrijks componist

### 14 mei
- Christian Anfinsen (79), Amerikaans biochemicus

### 15 mei
- Enk Feldhaus van Ham (78), Nederlands verzetsstrijder
- Taizan Maezumi (64), Japans geestelijke

### 16 mei
- Red Amick (66), Amerikaans autocoureur
- Lola Flores (72), Spaans zangeres, flamencodanseres en actrice

### 17 mei
- Kurt Vangompel (21), Belgisch voetballer

### 18 mei
- Elisha Cook jr. (91), Amerikaans acteur
- Alexander Godunov (45), Russisch-Amerikaans balletdanser
- Peter van de Kamp (93), Nederlands astronoom
- Elizabeth Montgomery (62), Amerikaans actrice
- Åke Nauman (87), Zweeds waterpolospeler

### 19 mei
- Hector De Bruyne (78), Belgisch politicus
- Robert S. Dietz (80), Amerikaans geofysicus en oceanograaf
- Nico van Gageldonk (81), Nederlands wielrenner

### 20 mei
- Jan Willem Holsbergen (80), Nederlands auteur

### 21 mei
- Les Aspin (56), Amerikaans politicus
- Agnelo Rossi (82), Braziliaans geestelijke
- Annie M.G. Schmidt (84), Nederlands schrijfster

### 24 mei
- Harold Wilson (79), Brits politicus

### 25 mei
- Élie Bayol (81), Frans autocoureur

### 26 mei
- Georges van den Abeelen (75), Belgisch bestuurder
- Friz Freleng (89), Amerikaans animator
- Riek Wesseling (80), Nederlands tekenares

### 27 mei
- Epi Drost (49), Nederlands voetballer

### 30 mei
- Ted Drake (82), Engels voetballer en voetbaltrainer
- Marc De Wintere (42), Belgisch kunstenaar

## Juni

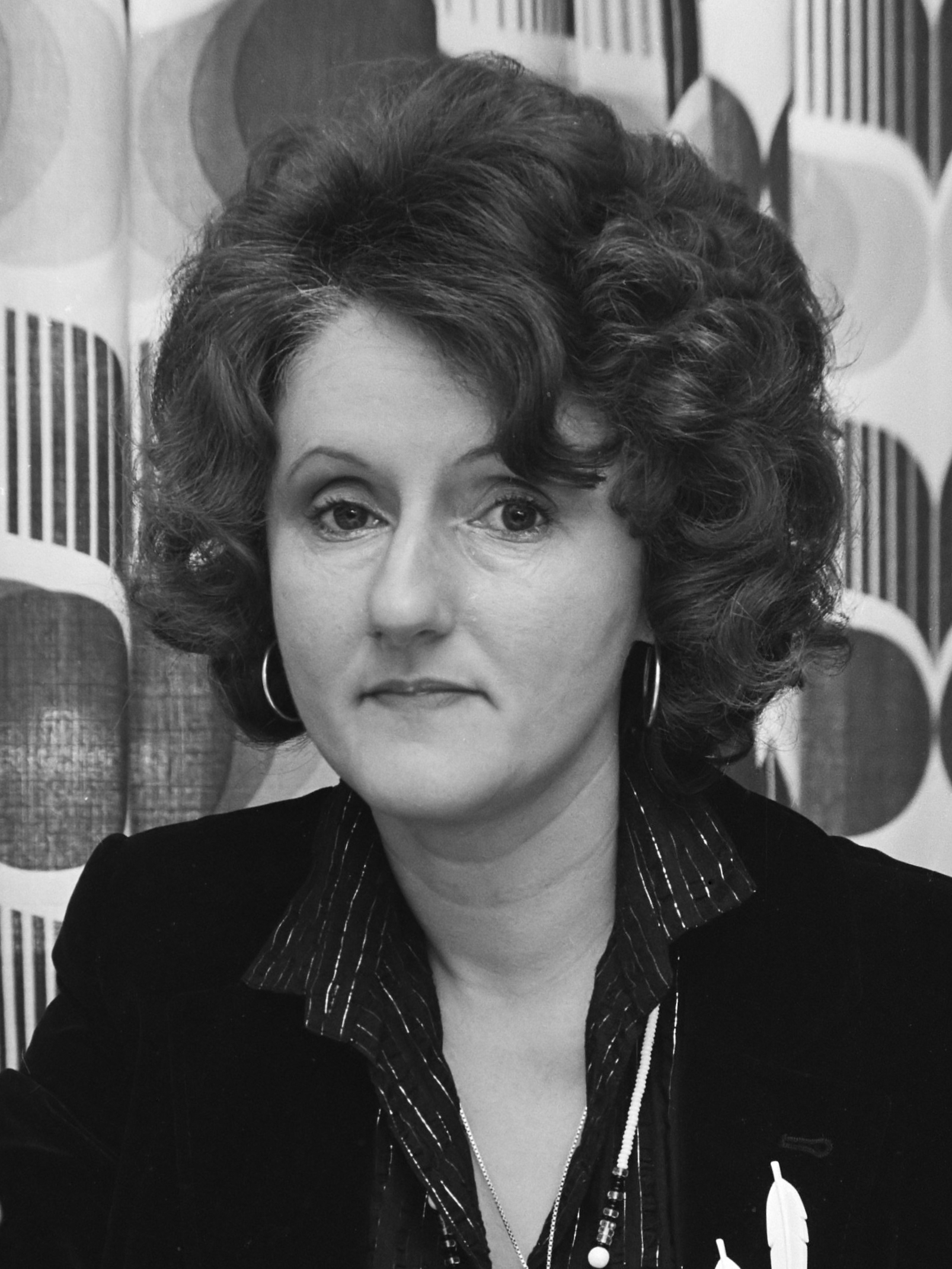
Wijnie Jabaaij
7 juni

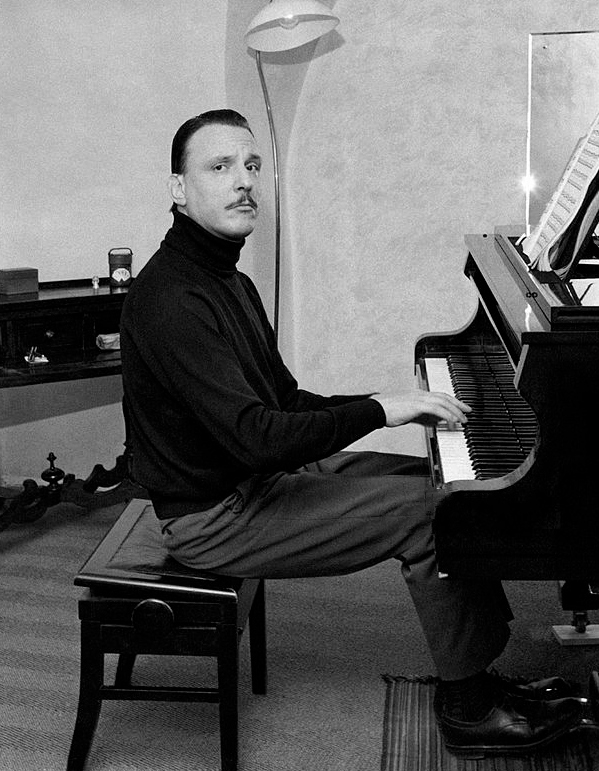
Arturo B. Michelangeli
12 juni

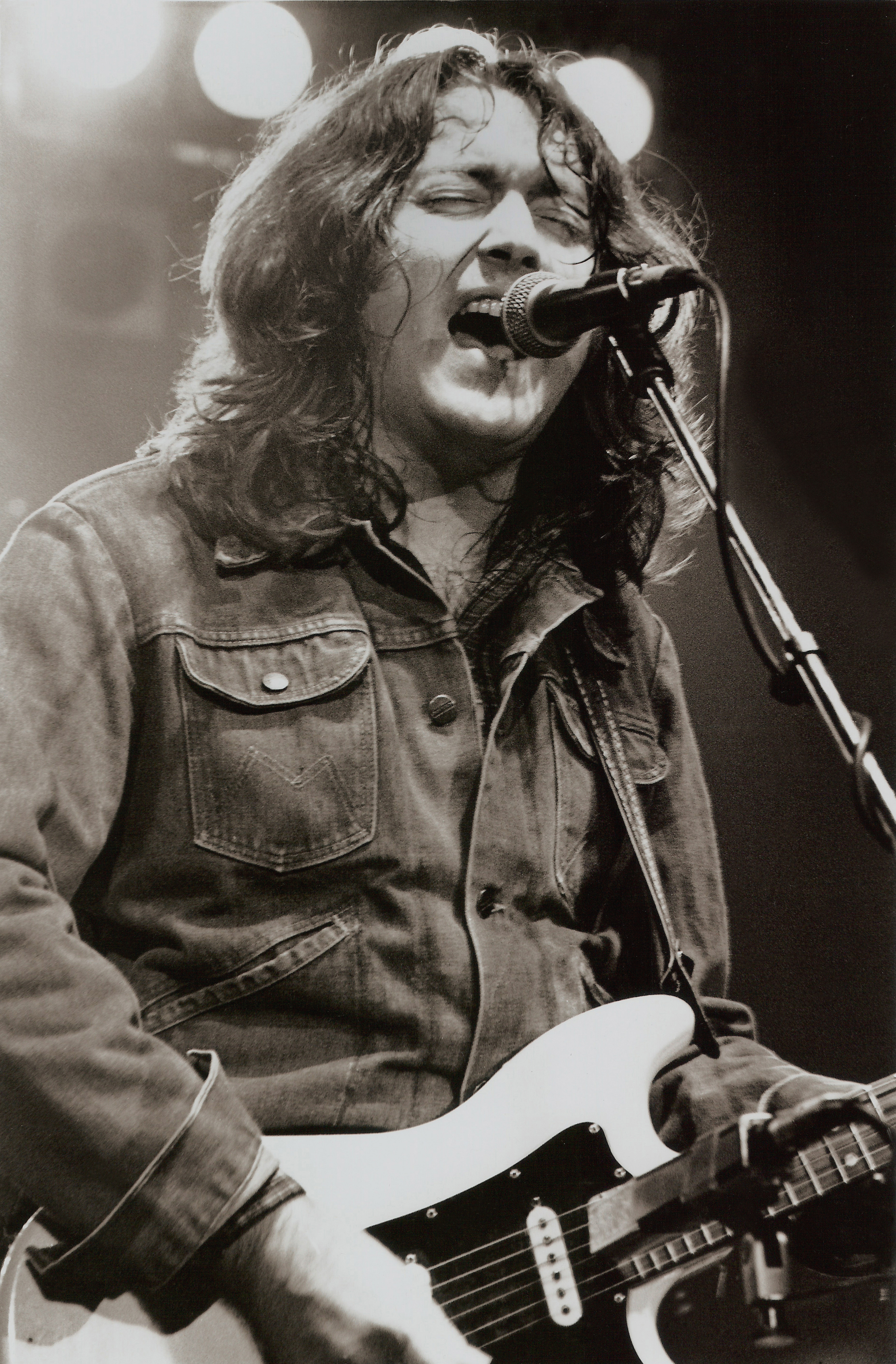
Rory Gallagher
14 juni

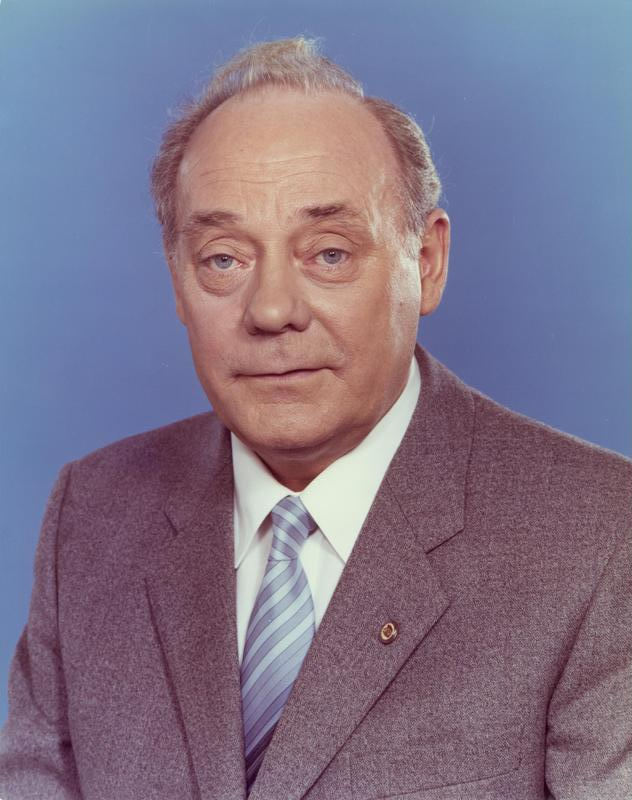
Harry Tisch
18 juni

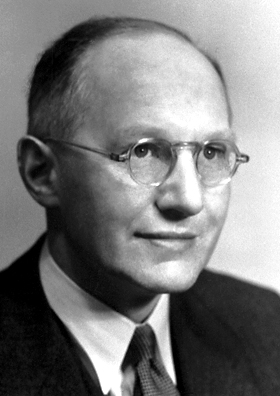
Ernest Walton
25 juni

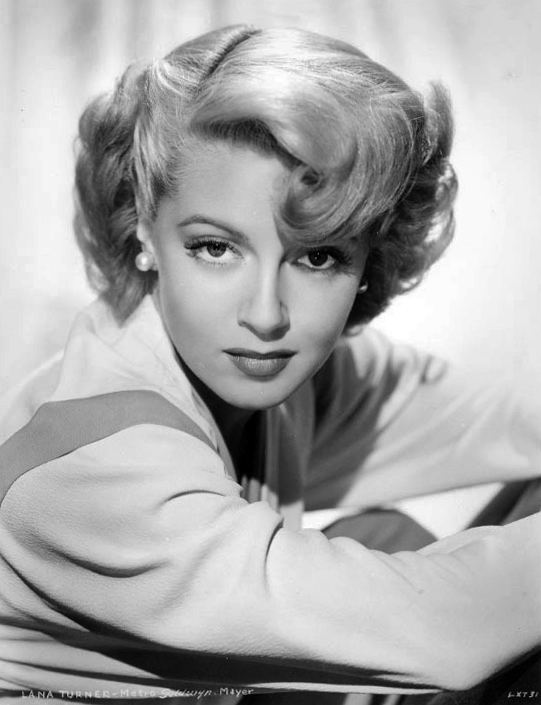
Lana Turner
29 juni

| 1 | 2 | 3 | 4 | 5 | 6 | 7 | 8 | 9 | 10 | 11 | 12 | 13 | 14 | 15 | 16 | 17 | 18 | 19 | 20 | 21 | 22 | 23 | 24 | 25 | 26 | 27 | 28 | 29 | 30 |
| - | - | - | - | - | - | - | - | - | -- | -- | -- | -- | -- | -- | -- | -- | -- | -- | -- | -- | -- | -- | -- | -- | -- | -- | -- | -- | -- |

### 2 juni
- Herman van Keeken (55), Nederlands zanger
- Sixto Orosa jr. (78), Filipijns bankier

### 3 juni
- Jan Zonneveld (76), Nederlands geoloog

### 4 juni
- Edgard Hismans (65), Belgisch politicus

### 7 juni
- Wijnie Jabaaij (55), Nederlands politica

### 8 juni
- Juan Carlos Onganía (81), Argentijns president

### 10 juni
- Madeleine Moreau (67), Frans schoonspringster

### 11 juni
- Martin Veltman (66), Nederlandse dichter en tekstschrijver

### 12 juni
- Arturo Benedetti Michelangeli (75), Italiaans pianist
- Roger Roger (83), Frans componist en dirigent

### 14 juni
- Els Aarne (78), Estisch componiste en pianiste
- Rory Gallagher (47), Iers bluesgitarist
- Bobby Grim (70), Amerikaans autocoureur
- Jos Hoevenaars (62), Belgisch wielrenner
- Roger Zelazny (58), Amerikaans sciencefictionschrijver

### 15 juni
- John Vincent Atanasoff (91), Amerikaans natuurkundige
- Amy van Marken (82), Nederlands letterkundige
- Esko Suomalainen (85), Fins entomoloog

### 18 juni
- Harry Tisch (68), Oost-Duits politicus

### 20 juni
- Emil Cioran (84), Roemeens-Frans filosoof
- Willy Langestraat (81), Nederlands componist en musicus

### 22 juni
- Yves Congar (91), Frans geestelijke

### 23 juni
- Francesco Camusso (87), Italiaans wielrenner
- Sailor Roberts (64), Amerikaans pokerspeler
- Jonas Salk (80), Amerikaans microbioloog
- Paul Scholz (92), Oost-Duits politicus

### 24 juni
- Robert Guthrie (78), Amerikaans medicus

### 25 juni
- Warren Burger (87), Amerikaans rechter
- Sergej Popov (64), Sovjet-Russisch atleet
- Ernest Walton (91), Iers natuurkundige

### 27 juni
- François Janssens (51), Belgisch vakbondsbestuurder
- Nida Senff (75), Nederlands zwemster

### 28 juni
- Chris Broerse (92), Nederlands landschapsarchitect
- Arne Mattsson (75), Zweeds filmregisseur
- Maurinho (62), Braziliaans voetballer

### 29 juni
- Sicco Mansholt (86), Nederlands politicus
- Lana Turner (74), Amerikaans filmster

### 30 juni
- Freerk Fontein (71), Nederlands burgemeester
- Gale Gordon (89), Amerikaans komisch acteur

## Juli

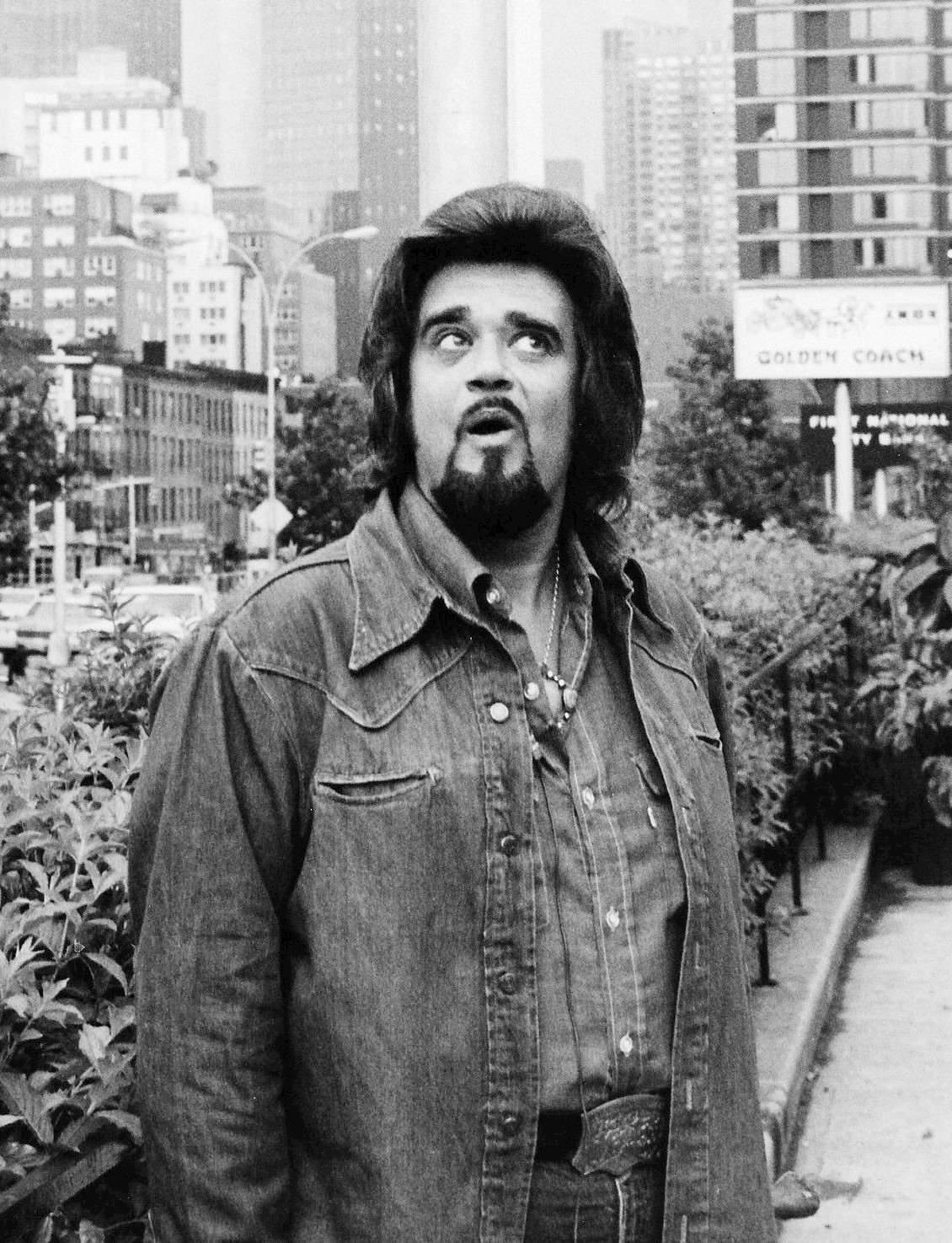
Wolfman Jack
1 juli

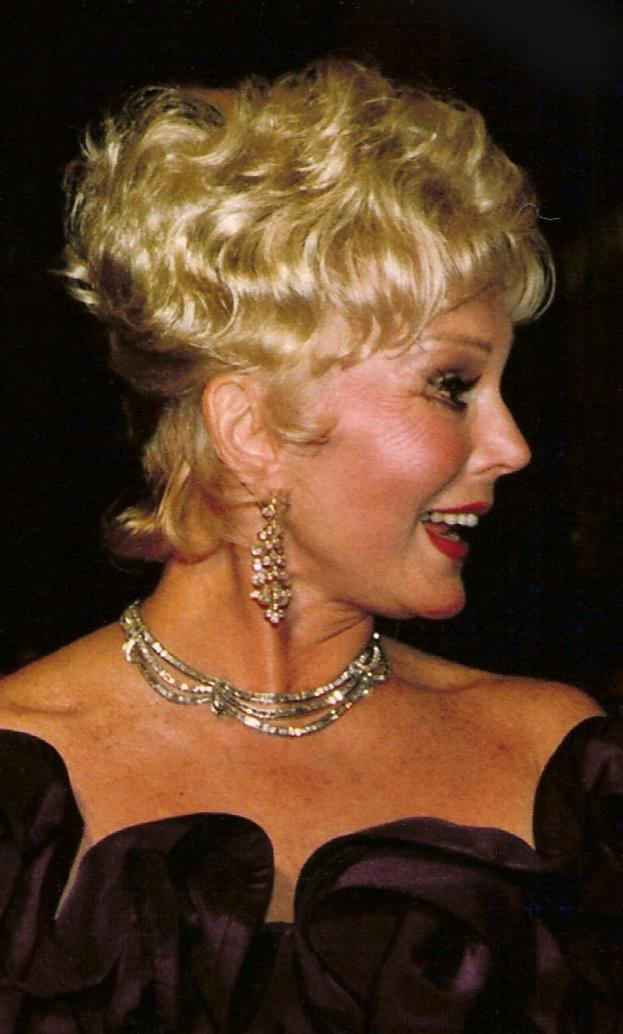
Eva Gabor
4 juli

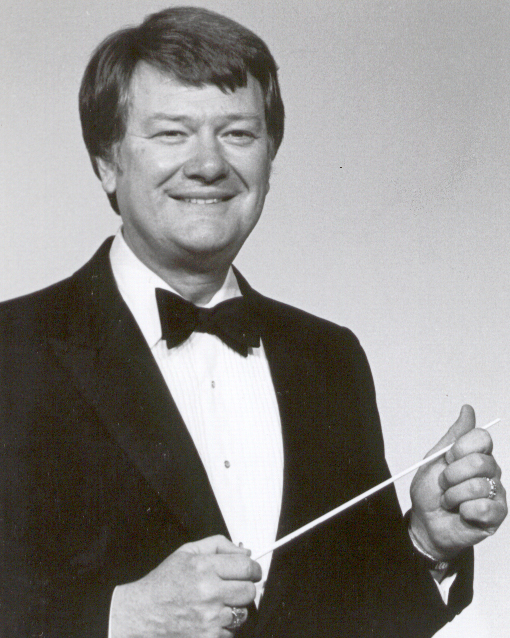
Thomas Tyra
7 juli

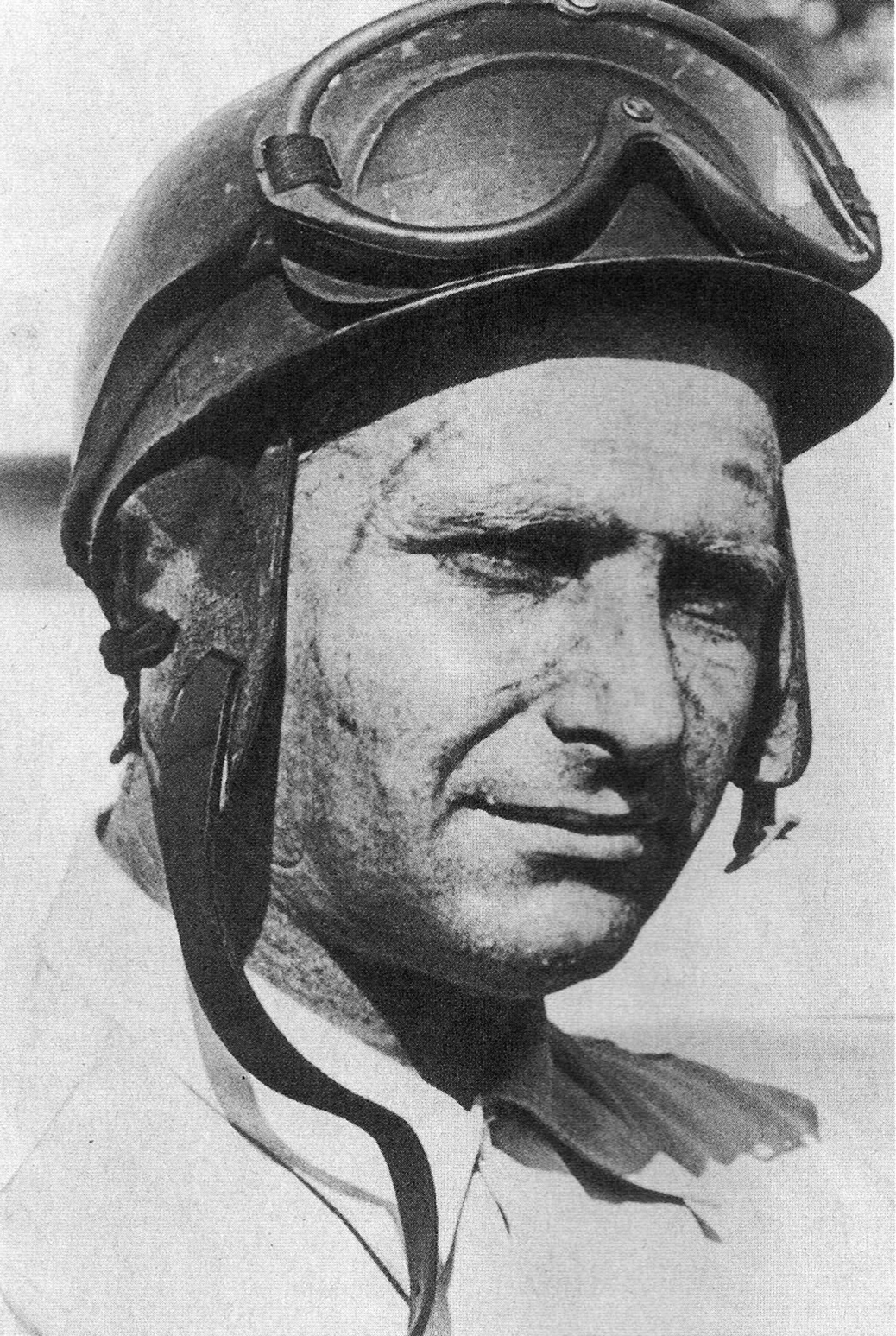
Juan Manuel Fangio
17 juli

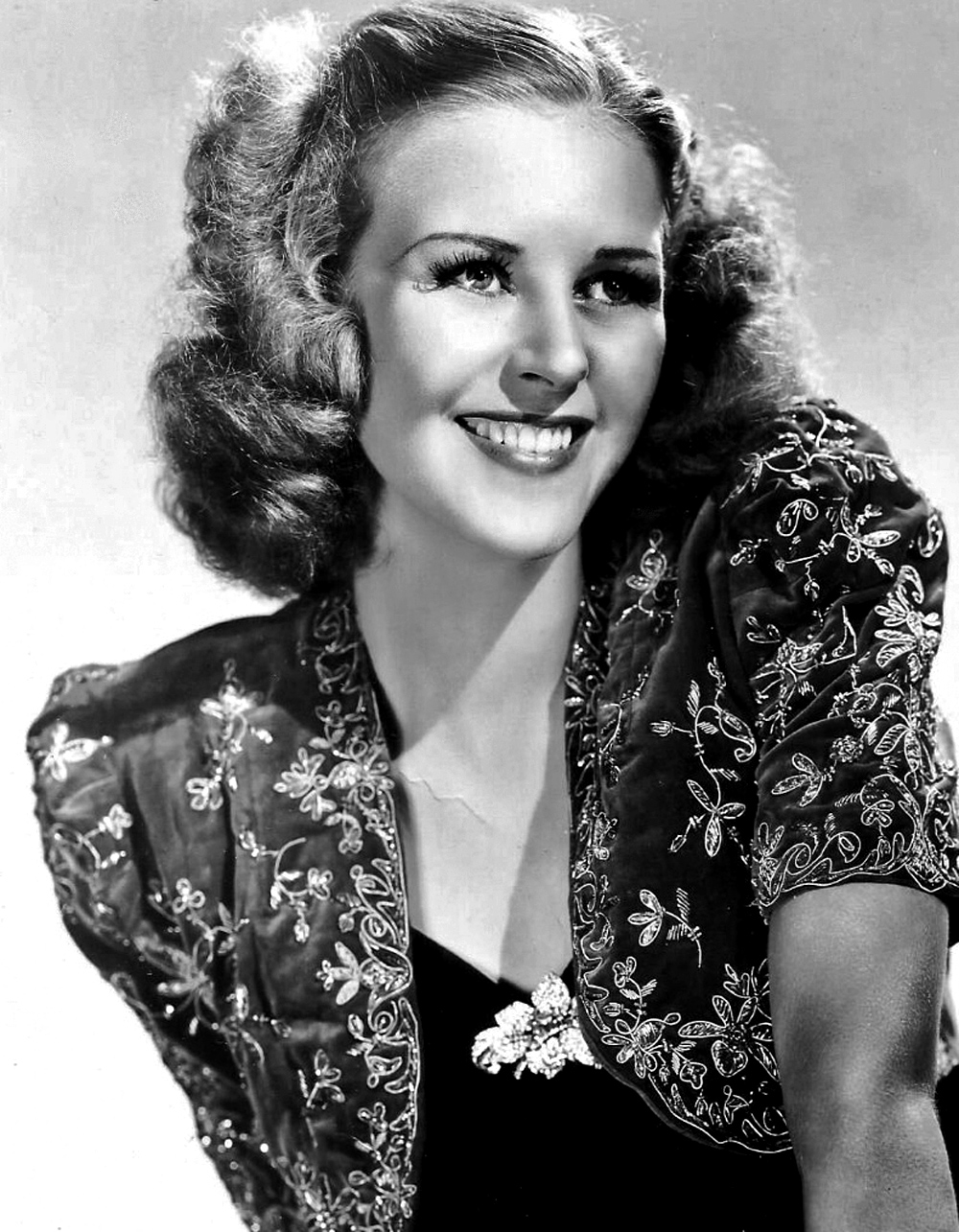
Genevieve Tobin
21 juli

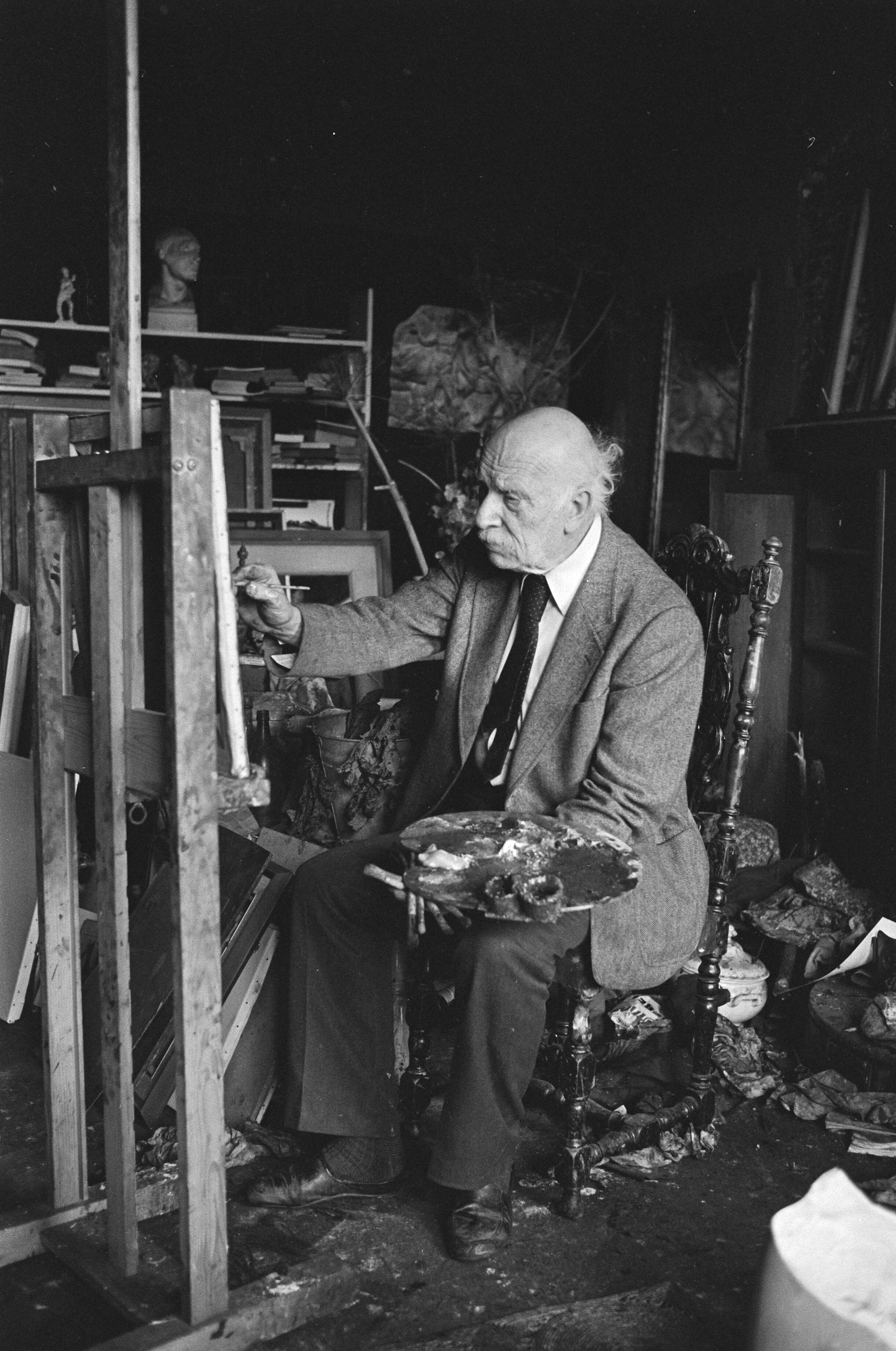
Kees Verwey
23 juli

| 1 | 2 | 3 | 4 | 5 | 6 | 7 | 8 | 9 | 10 | 11 | 12 | 13 | 14 | 15 | 16 | 17 | 18 | 19 | 20 | 21 | 22 | 23 | 24 | 25 | 26 | 27 | 28 | 29 | 30 | 31 |
| - | - | - | - | - | - | - | - | - | -- | -- | -- | -- | -- | -- | -- | -- | -- | -- | -- | -- | -- | -- | -- | -- | -- | -- | -- | -- | -- | -- |

### 1 juli
- Pieter Jacobus Wemelsfelder (87), Nederlands waterbouwkundige
- Wolfman Jack (57), Amerikaans diskjockey

### 3 juli
- Sherill Lynn Rettino (39), Amerikaans actrice

### 4 juli
- Gilberto Bosques (102), Mexicaans diplomaat, politicus en verzetsstrijder
- Eva Gabor (76), Hongaars-Amerikaans actrice
- Bob Ross (52), Amerikaans kunstschilder

### 6 juli
- Abraham Kipp (78), Nederlands oorlogsmisdadiger

### 7 juli
- Thomas Tyra (62), Amerikaans componist en dirigent

### 8 juli
- Pál Kovács (82), Hongaars schermer
- Willy Langestraat (81), Nederlands componist
- Piet Zoetmulder (89), Nederlands taalkundige

### 10 juli
- Daniel Johannes Huygens (ong. 87), Nederlands verzetsstrijder

### 11 juli
- Don Starr (77), Amerikaans acteur

### 12 juli
- Piet Berkhout (64), Nederlands burgemeester
- Tane Ikai (116), Japans oudste supereeuwelinge
- Alain Péters (43), Frans muzikant en dichter
- Piet Thöenes (73), Nederlands socioloog

### 13 juli
- Godtfred Kirk Christiansen (75), Deens ondernemer
- Robert Prigent (84), Frans vakbondsman en politicus

### 15 juli
- Robert Coffy (74), Frans kardinaal
- Lou Hoefnagels (74), Nederlands politicus

### 16 juli
- Patsy Ruth Miller (91), Amerikaans actrice
- May Sarton (83), Amerikaans schrijfster
- Stephen Spender (86), Brits dichter en schrijver

### 17 juli
- Juan Manuel Fangio (84), Argentijns autocoureur

### 18 juli
- Fabio Casartelli (24), Italiaans wielrenner
- Jozef De Jaegere (70), Belgisch politicus
- Charles Jongejans (77), Nederlands grafisch en industrieel ontwerper

### 19 juli
- René Privat (64), Frans wielrenner
- Willem Tuik (66), Nederlands burgemeester

### 20 juli
- Ernest Mandel (72), Belgisch econoom

### 21 juli
- Aad de Graaf (55), Nederlands baanwielrenner
- Genevieve Tobin (95), Amerikaans actrice

### 23 juli
- René Bourgeois (84), Belgisch politicus
- Kees Verwey (95), Nederlands kunstschilder

### 24 juli
- Edith Alice Müller (77), Zwitsers astronoom

### 25 juli
- Osvaldo Pugliese (89), Argentijnse tanguero

### 26 juli
- Jaime Mora y Aragón (70), lid Spaanse adel en societyfiguur
- George W. Romney (88), Amerikaans politicus

### 27 juli
- Miklós Rózsa (88), Hongaars-Amerikaans componist en dirigent

### 29 juli
- Philippe De Lacy (78), Frans-Amerikaans acteur en regisseur

## Augustus

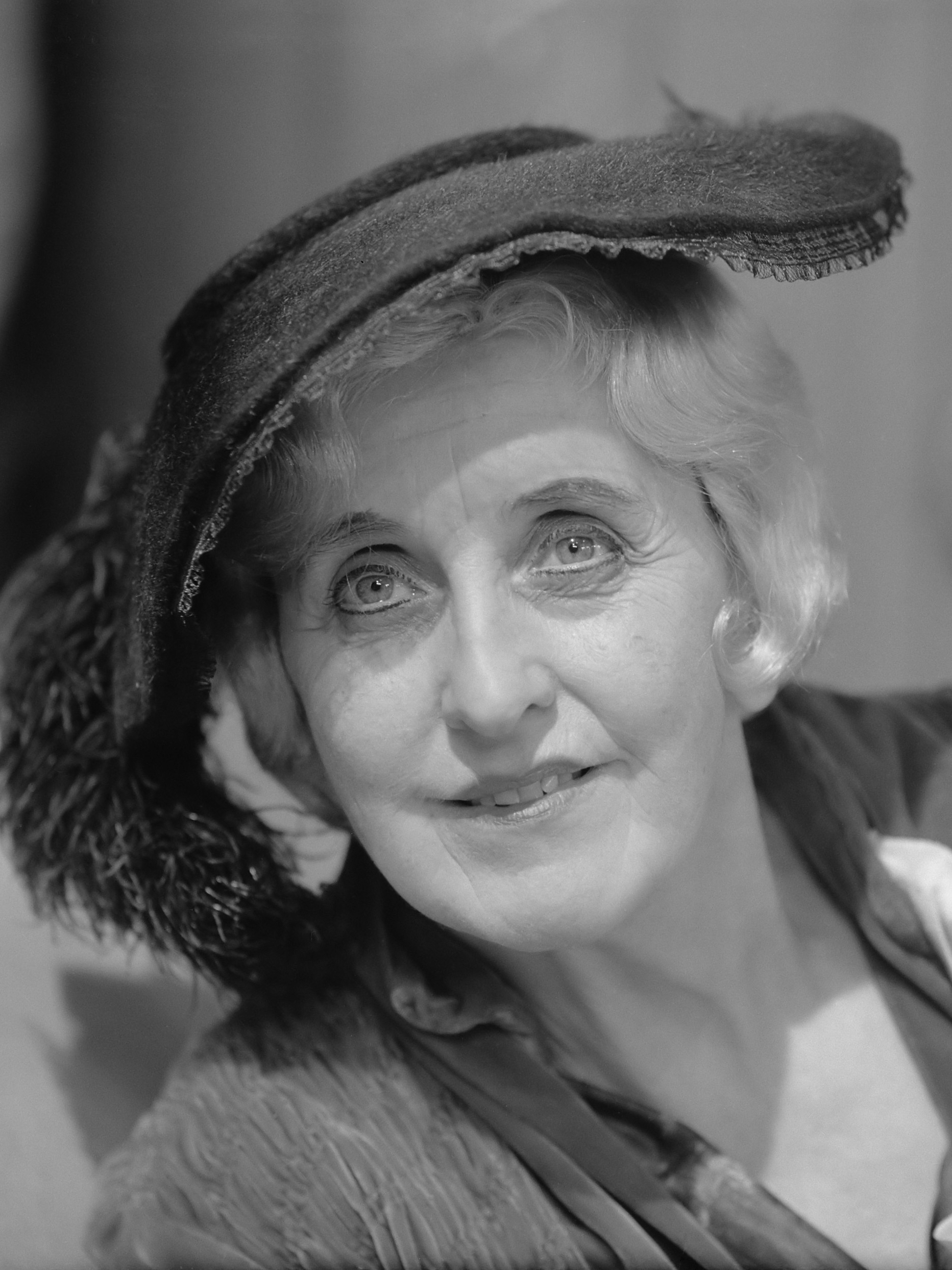
Loudi Nijhoff
1 augustus

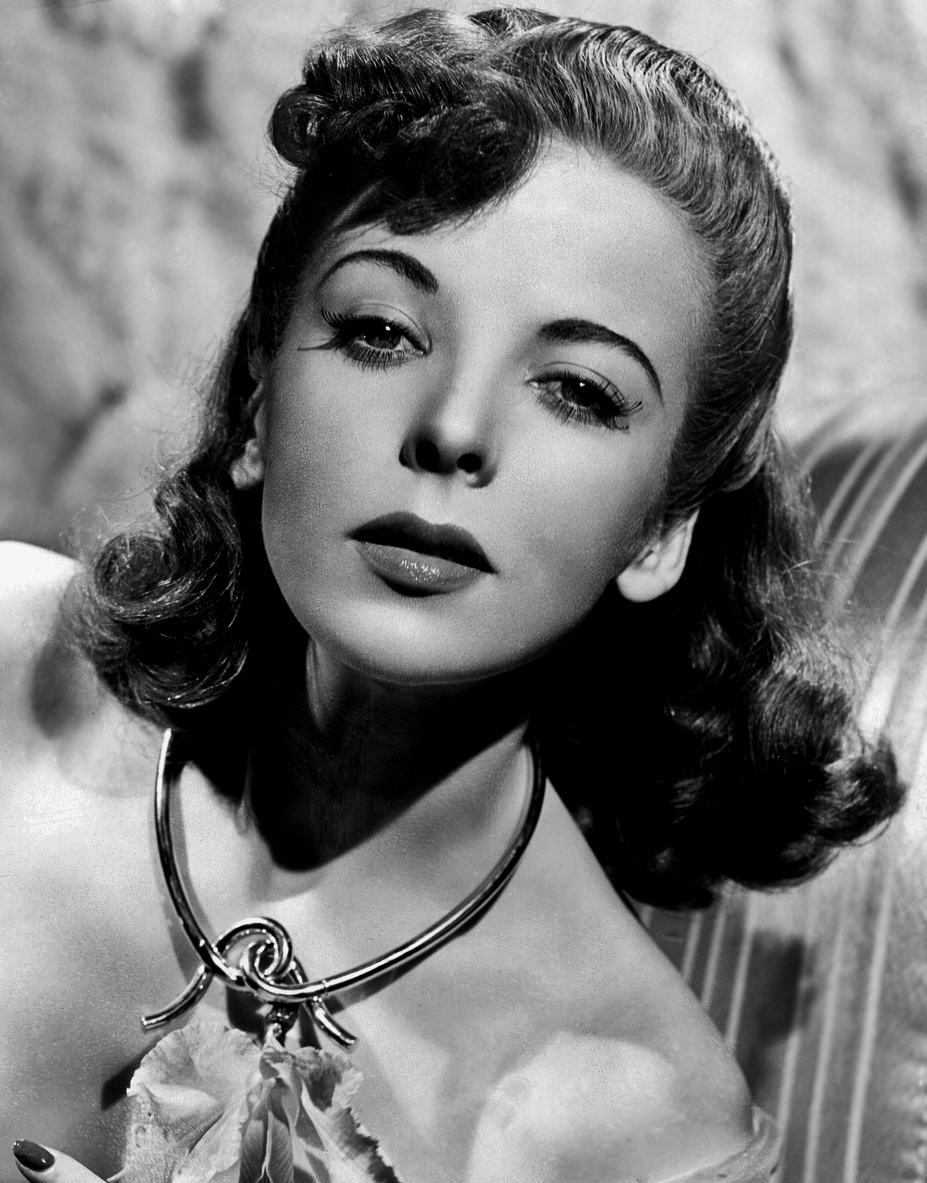
Ida Lupino
3 augustus

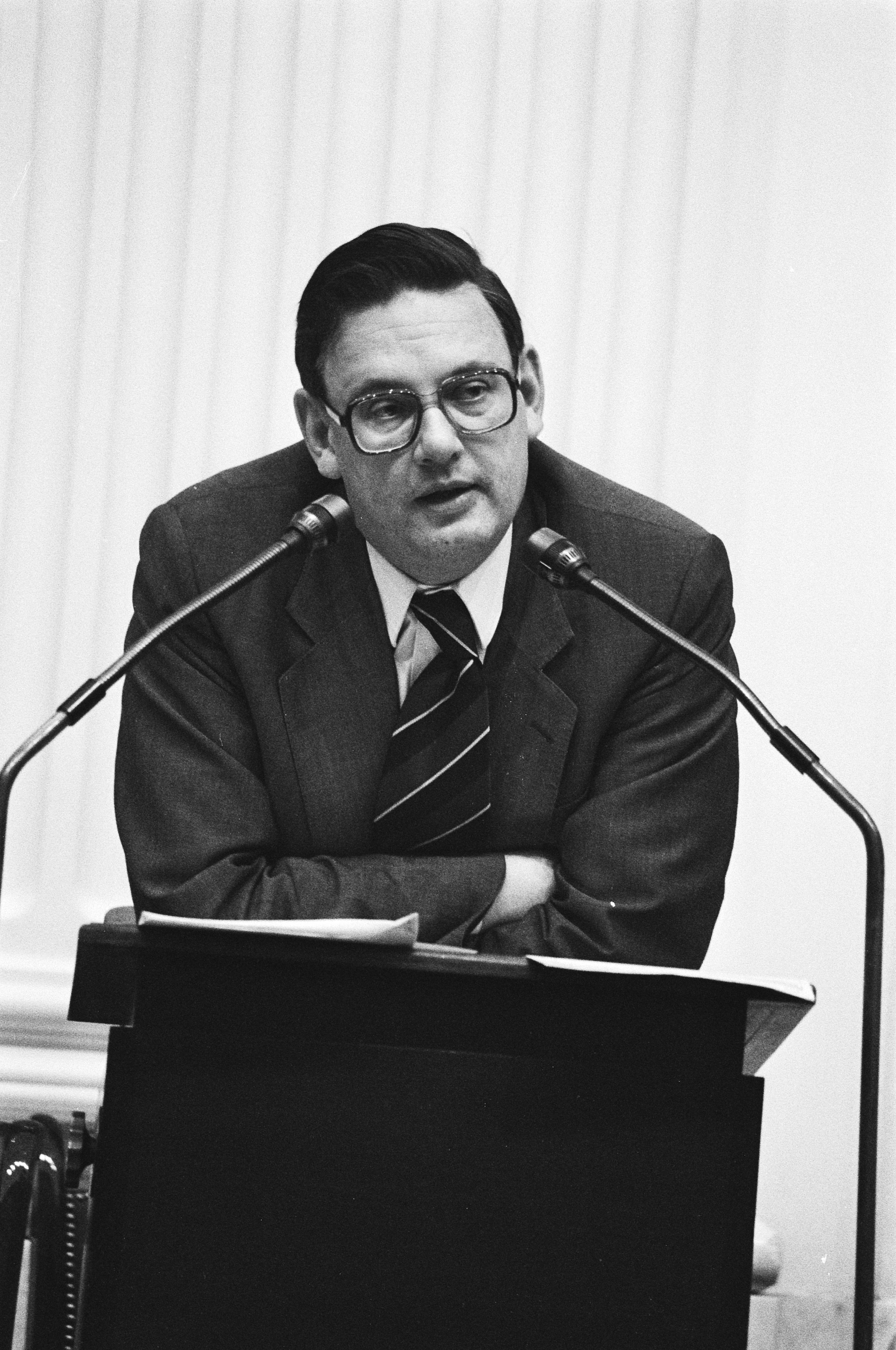
Gijs van Aardenne
10 augustus

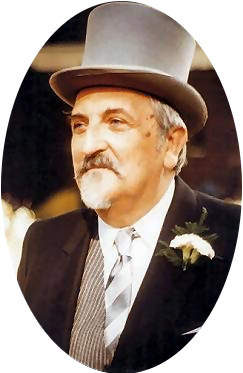
Jan Křesadlo
13 augustus

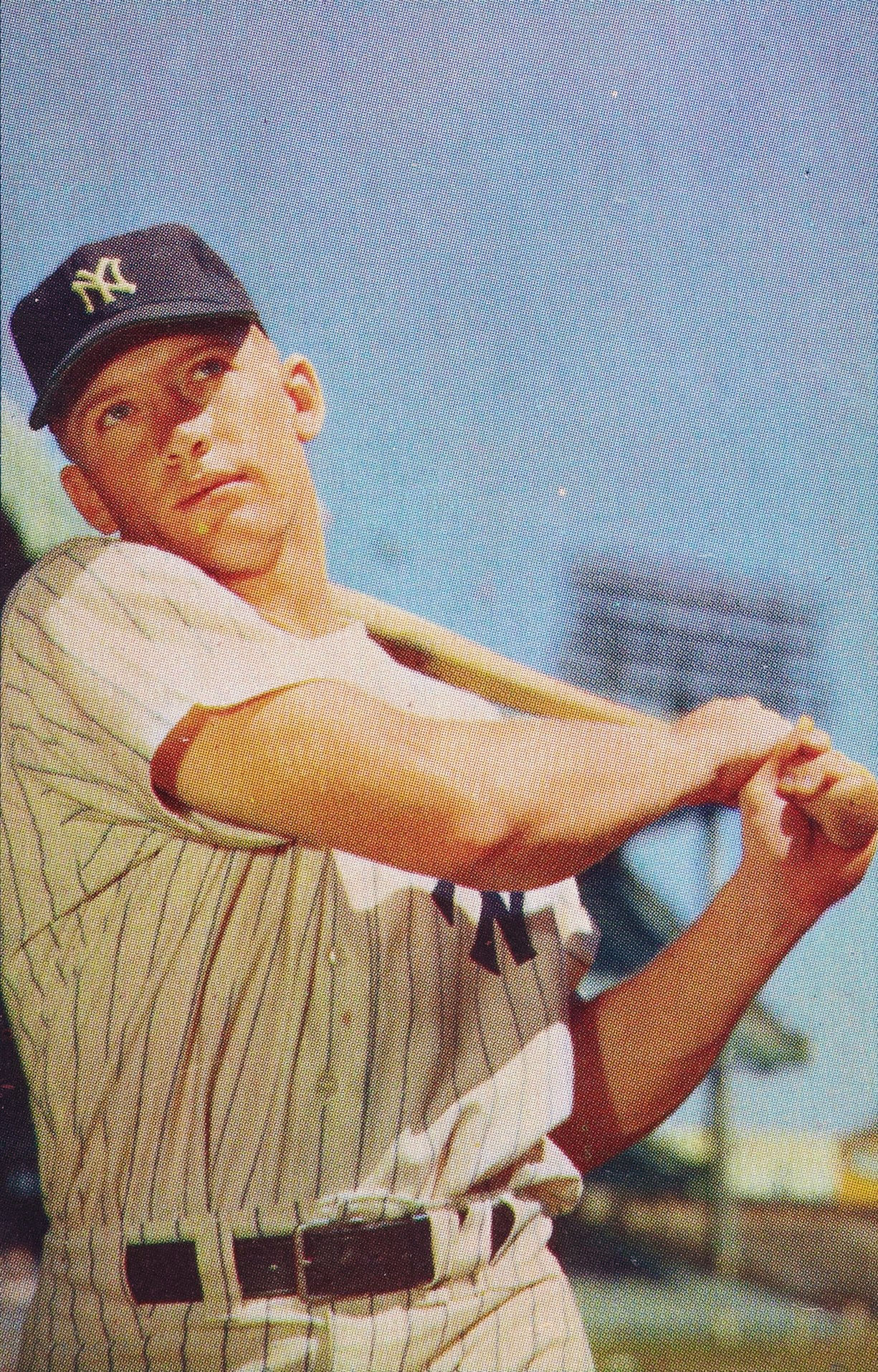
Mickey Mantle
13 augustus

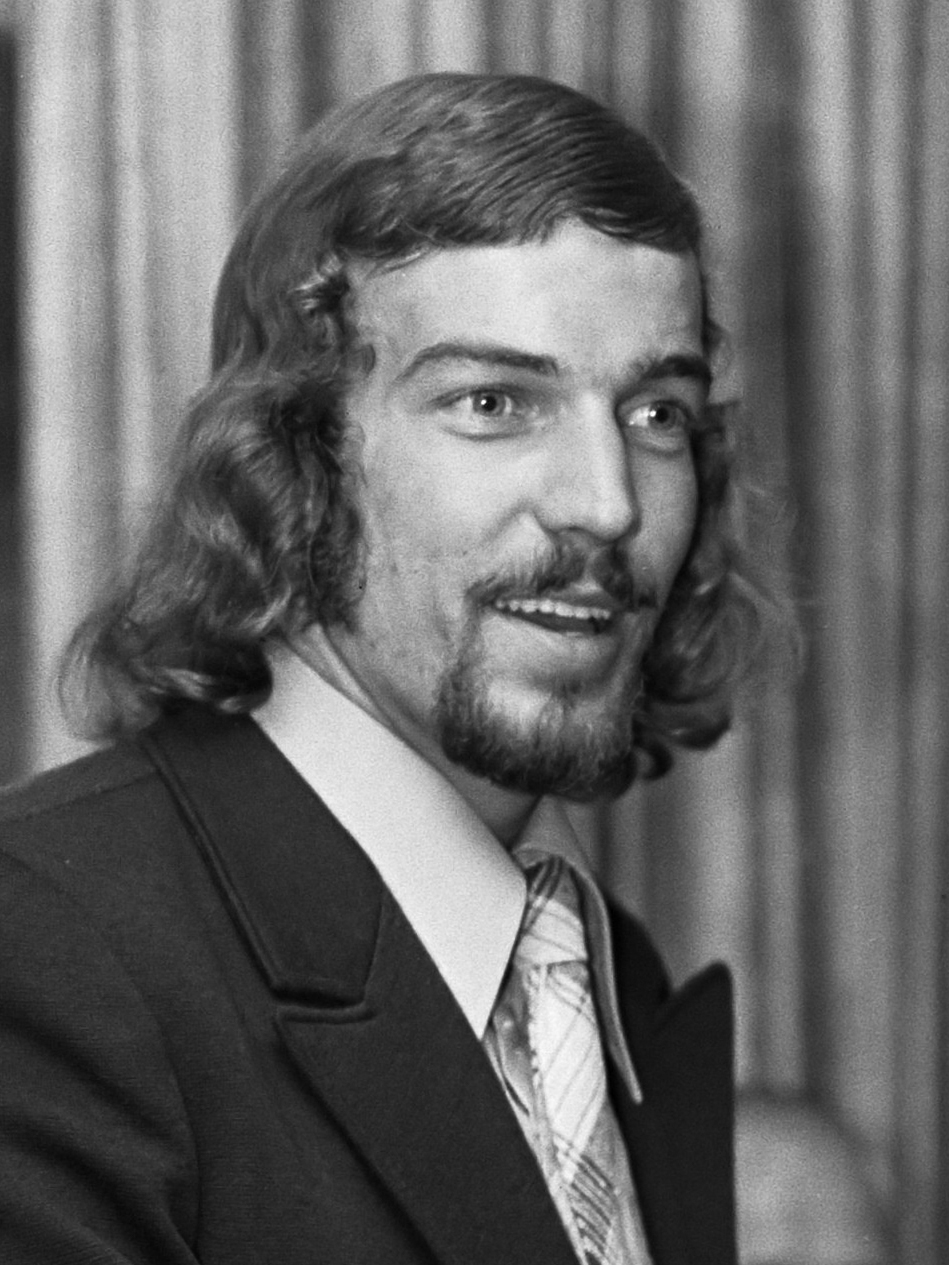
René Notten
22 augustus

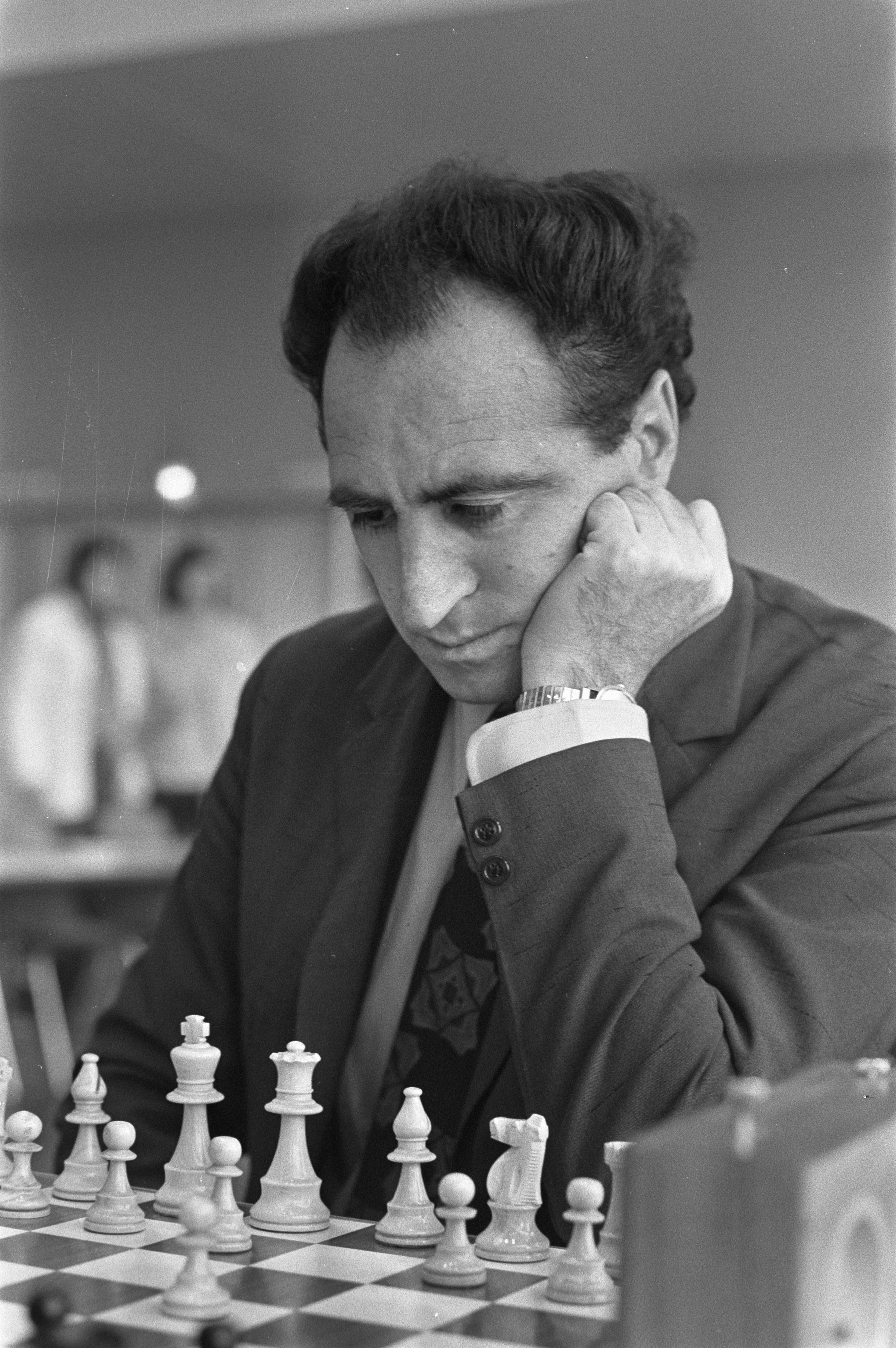
Lev Poloegajevski
30 augustus

| 1 | 2 | 3 | 4 | 5 | 6 | 7 | 8 | 9 | 10 | 11 | 12 | 13 | 14 | 15 | 16 | 17 | 18 | 19 | 20 | 21 | 22 | 23 | 24 | 25 | 26 | 27 | 28 | 29 | 30 | 31 |
| - | - | - | - | - | - | - | - | - | -- | -- | -- | -- | -- | -- | -- | -- | -- | -- | -- | -- | -- | -- | -- | -- | -- | -- | -- | -- | -- | -- |

### 1 augustus
- Martha Genenger (83), Duits zwemster
- Loudi Nijhoff (94), Nederlands actrice

### 2 augustus
- Irwin Bazelon (73), Amerikaans componist

### 3 augustus
- Marcel Busieau (81), Belgisch politicus
- Ida Lupino (77), Brits-Amerikaans actrice

### 4 augustus
- Alejandro Almendras (76), Filipijns politicus
- Saïd Ramadan (69), Egyptisch politicus, leider Moslimbroederschap

### 5 augustus
- Fletcher Allen (90), Amerikaans jazzmusicus
- Bert Peleman (80), Belgisch dichter en schrijver

### 6 augustus
- Armand Louis De Riemaecker (85), Belgisch politicus
- Willem Harm van der Heide (82), Nederlands burgemeester

### 7 augustus
- Don Patinkin (73), Israëlisch-Amerikaans econoom

### 9 augustus
- Ann Flower (110), oudste inwoner van Nederland
- Jerry Garcia (53), Amerikaans musicus
- Wim Noordhoek (78), fotograaf

### 10 augustus
- Gijs van Aardenne (65), Nederlands politicus
- Leo Apostel (69), Belgisch filosoof

### 11 augustus
- Alonzo Church (92), Amerikaans wiskundige
- Phil Harris (91), Amerikaanse drummer, zanger en bandleider

### 13 augustus
- Jan Křesadlo (68), Tsjecho-Slowaaks schrijver en dichter
- Mickey Mantle (63), Amerikaans honkbalspeler

### 16 augustus
- Benny Behr (84), Nederlands violist
- Ljubiša Broćić (83), Joegoslavisch voetbaltrainer
- Jan Willem Schulte Nordholt (74), Nederlands historicus en dichter

### 18 augustus
- Alex Joffé (76), Frans filmregisseur

### 19 augustus
- Pierre Schaeffer (85), Frans componist

### 20 augustus
- Hugo Pratt (68), Italiaans striptekenaar
- Cor van Stam (75), Nederlands verzetsstrijder en burgemeester

### 21 augustus
- Subramanyan Chandrasekhar (84), Indiaas theoretisch natuurkundige
- Manfred Donike (61), Duits wielrenner en chemicus
- Chuck Stevenson (75), Amerikaans autocoureur

### 22 augustus
- Rini Leefsma-Nagtegaal (79), Nederlands kunstenaar
- René Notten (45), Nederlands voetballer en voetbaltrainer

### 23 augustus
- Jo Esenkbrink (61), Nederlands beeldhouwer

### 24 augustus
- Alfred Eisenstaedt (96), Duits-Amerikaans fotograaf
- Shamaï Haber (73), Frans-Israëlisch beeldhouwer
- Georgette Hagedoorn (85), Nederlands actrice
- George Momberg (61), Nederlands-Amerikaans professioneel worstelaar

### 25 augustus
- Arnie Treffers (48), Nederlands zanger

### 26 augustus
- John Brunner (60), Brits schrijver
- Ronnie White (56), Amerikaans zanger
- Staf Versluys (66), Belgisch zeiler

### 27 augustus
- Václav Ježek (71), Tsjecho-Slowaaks voetballer en voetbalcoach
- Ernest Van den Berghe (97), Belgisch politicus

### 28 augustus
- Michael Ende (65), Duits schrijver

### 29 augustus
- Vito Galfano (49), Italiaans kunstenaar

### 30 augustus
- Fischer Black (57), Amerikaans econoom
- Lev Poloegajevski (60), Russisch schaker

### 31 augustus
- Zdeněk Jonák (78), Tsjecho-Slowaaks componist

## September

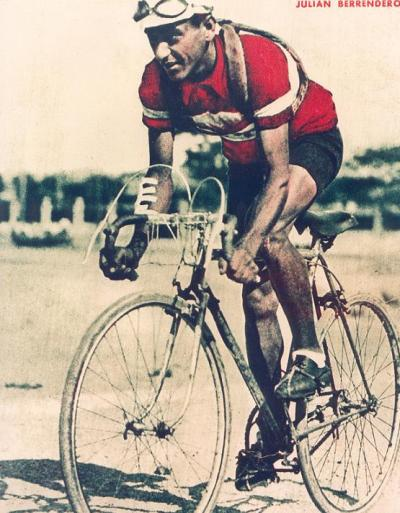
Julián Berrendero
1 september

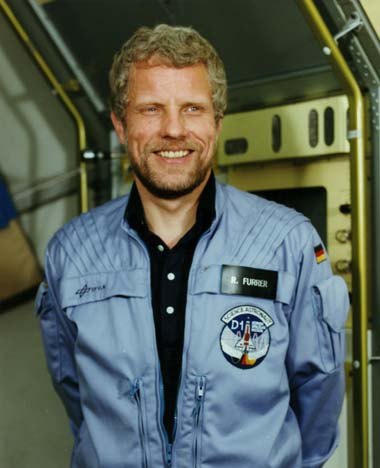
Reinhard Furrer
9 september

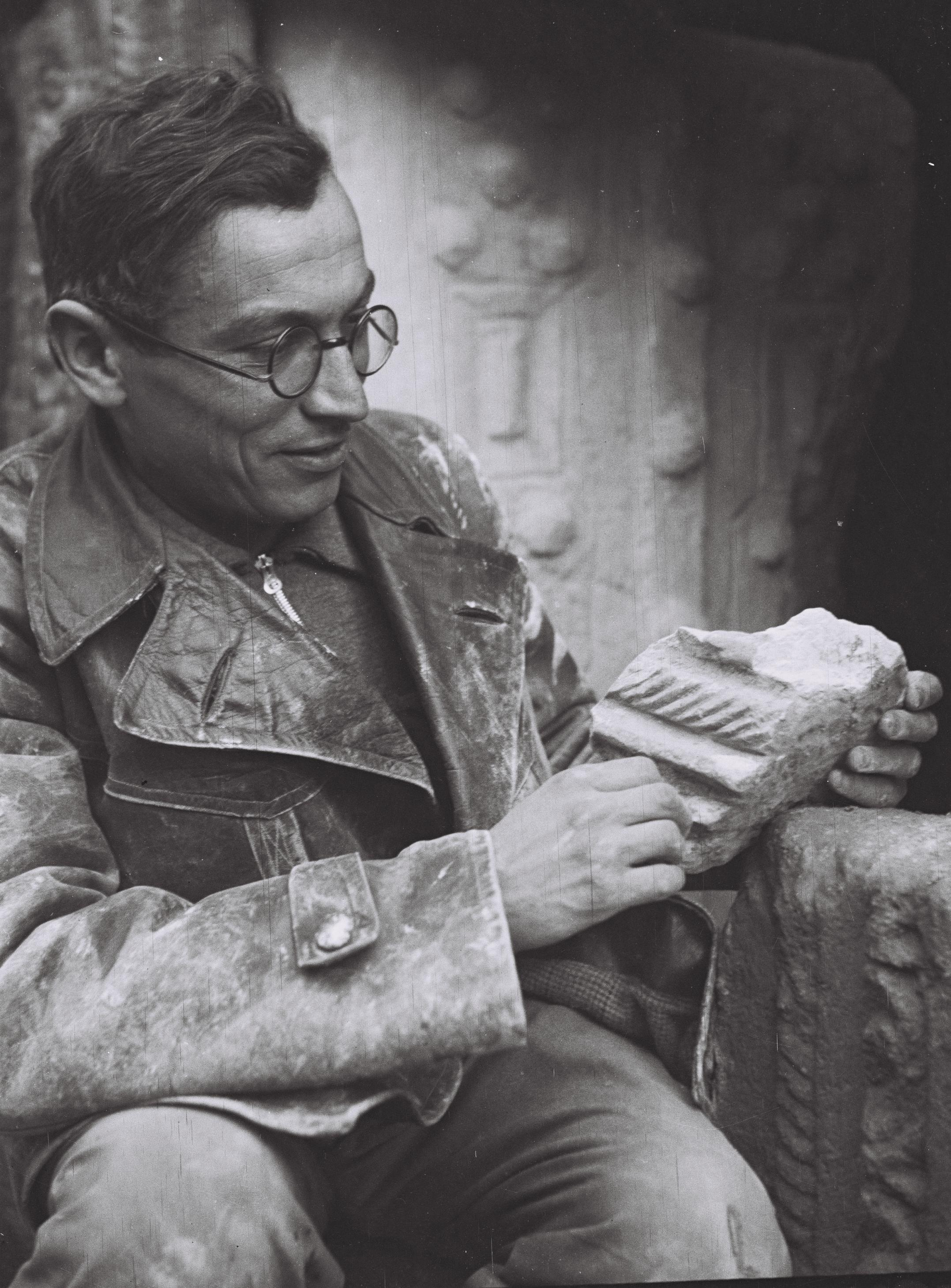
Benjamin Mazar
9 september

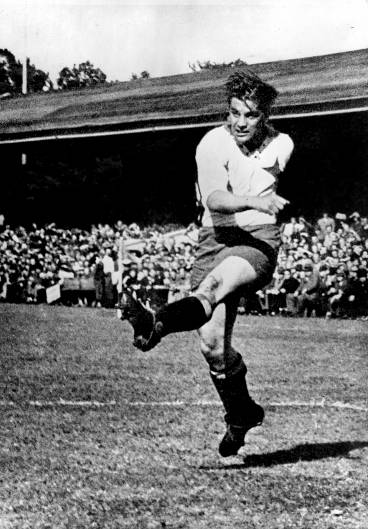
Gunnar Nordahl
15 september

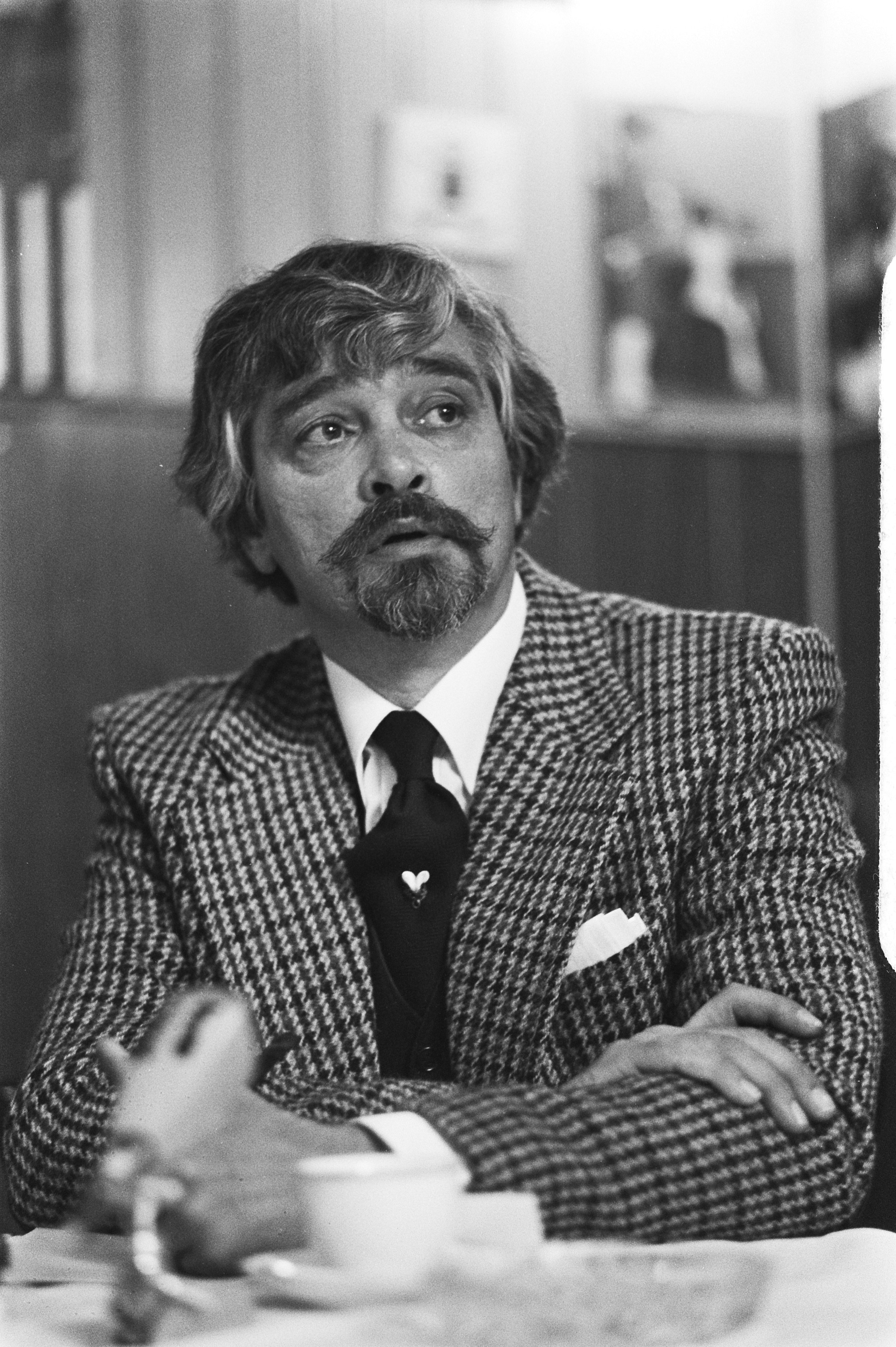
Rien Poortvliet
15 september

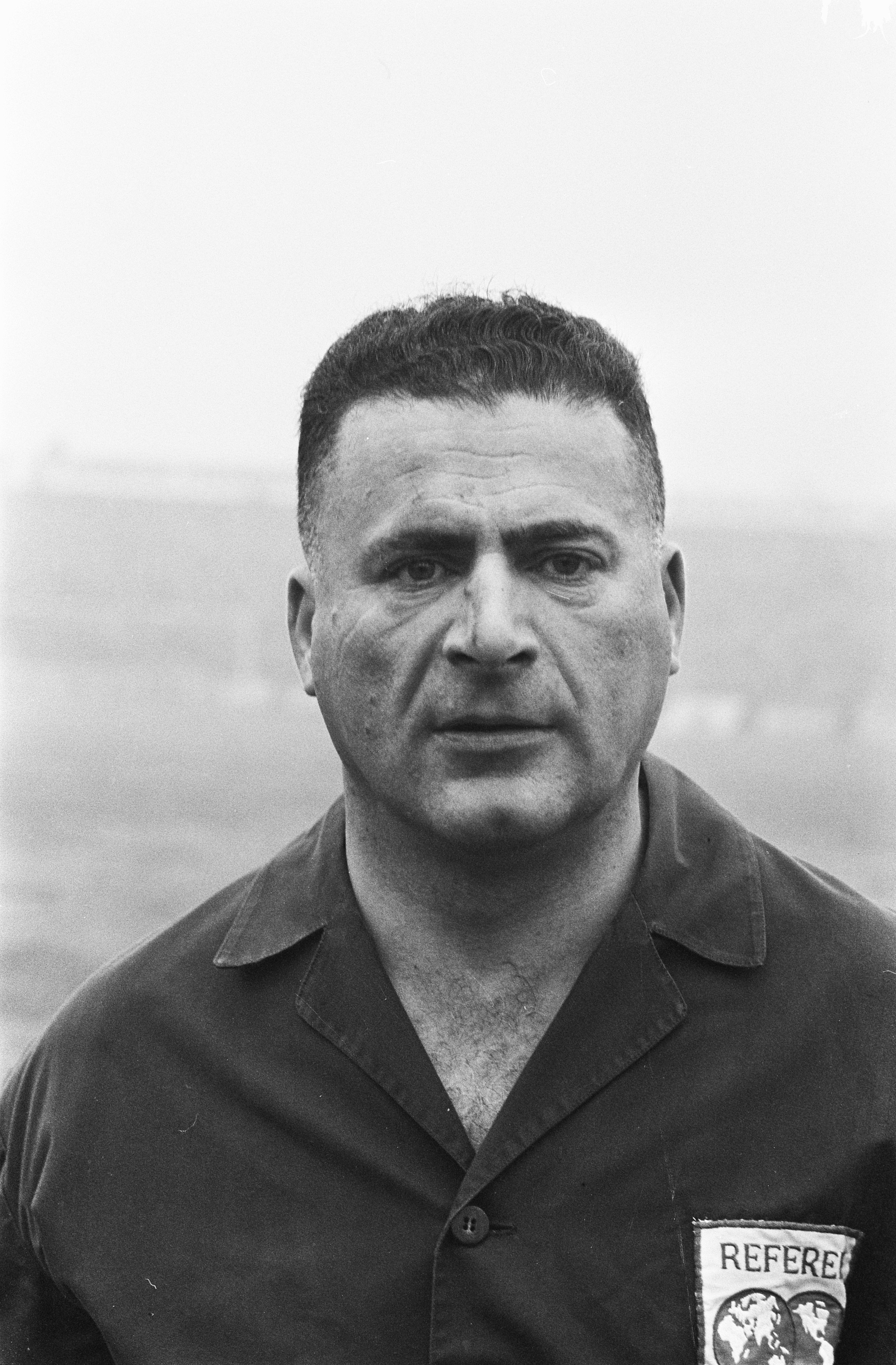
Leo Horn
16 september

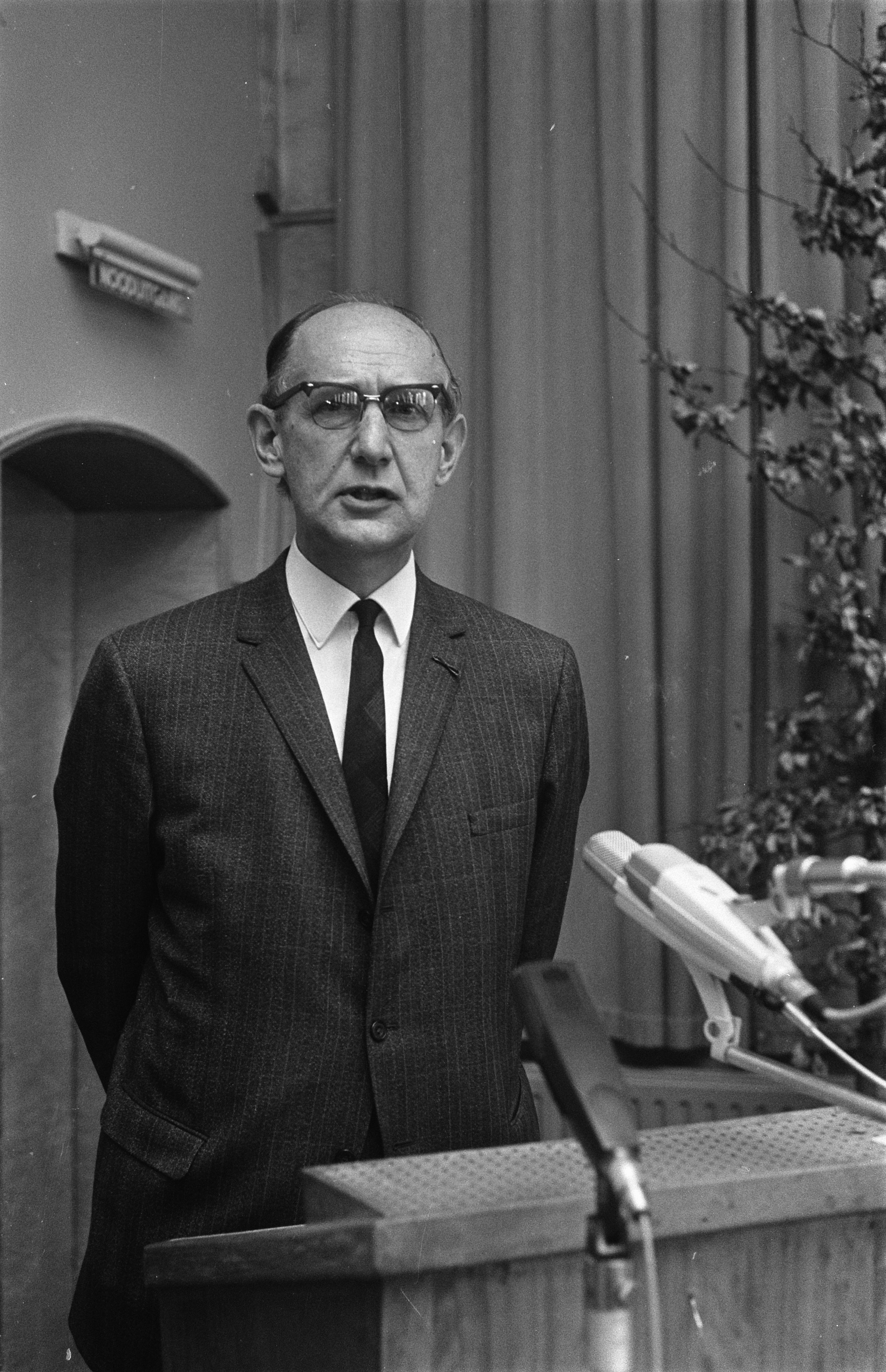
Donald Johan Kuenen
21 september

| 1 | 2 | 3 | 4 | 5 | 6 | 7 | 8 | 9 | 10 | 11 | 12 | 13 | 14 | 15 | 16 | 17 | 18 | 19 | 20 | 21 | 22 | 23 | 24 | 25 | 26 | 27 | 28 | 29 | 30 |
| - | - | - | - | - | - | - | - | - | -- | -- | -- | -- | -- | -- | -- | -- | -- | -- | -- | -- | -- | -- | -- | -- | -- | -- | -- | -- | -- |

### 1 september
- Julián Berrendero (83), Spaans wielrenner

### 2 september
- Marcel Brauns (81), Belgisch jezuïet en Vlaams nationalist
- Lenie Keller (70), Nederlands schoonspringster
- Václav Neumann (74), Tsjecho-Slowaaks dirigent, historicus en filosoof

### 3 september
- Rudolf Hoflehner (79), Oostenrijks schilder, graficus en beeldhouwer
- Wenceslao Lagumbay (81), Filipijns politicus
- Ebe Yoder (78), Amerikaans autocoureur

### 5 september
- Abraham Elzas (86), Nederlands architect

### 9 september
- Reinhard Furrer (54), Duits ruimtevaarder
- Benjamin Mazar (89), Israëlisch archeoloog
- Erik Nilsson (79), Zweeds voetballer

### 10 september
- Charles Denner (69), Frans acteur
- Josepha Mendels (93), Nederlands schrijfster

### 12 september
- Lubomír Beneš (59), Tsjechisch poppenanimator
- Johnny Bothwell (76), Amerikaans jazzmusicus
- Jeremy Brett (61), Brits acteur
- Georges Canguilhem (91), Frans filosoof en medicus
- John Grahame Douglas Clark (88), Brits archeoloog
- Ernest Pohl (62), Pools voetballer

### 13 september
- Hendrik Aukes (73), Nederlands politicus
- Ben van Buel (82), Nederlands politicus
- Eberhard Godt (95), Duits militair
- Frank Silva (45), Amerikaans acteur

### 14 september
- Albert De Smaele (94), Belgisch politicus
- Arthur Wilder-Smith (79), Brits scheikundige

### 15 september
- Dirceu José Guimarães (43), Braziliaans voetballer
- Gunnar Nordahl (73), Zweeds voetballer
- Rien Poortvliet (63), Nederlands tekenaar en schilder

### 16 september
- Leo Horn (79), Nederlands voetbalscheidsrechter
- Aldo Novarese (75), Italiaans letterontwerper

### 17 september
- Wim ter Burg (81), Nederlands componist, kerkmusicus en koordirigent
- Lucien Victor (64), Belgisch wielrenner

### 18 september
- Jean Gol (53), Belgisch politicus
- Willem Krikken (74), Nederlands burgemeester

### 19 september
- Ghislaine de Menten de Horne (87), Belgisch kunstenares
- Rudolf Peierls (88), Duits-Brits natuurkundige

### 20 september
- Franz de Voghel (91), Belgisch politicus
- Hans Mondt (54), Nederlands radiopresentator

### 21 september
- Carl Hollander (61), Nederlands illustrator
- Donald Johan Kuenen (83), Nederlands milieubioloog

### 22 september
- Robert Conrotte (72), Belgisch politicus

### 23 september
- Gerard Kuppen (80), Nederlands voetballer

### 24 september
- Gérard Jaumain (51), Belgisch politicus

### 25 september
- Hugo Landheer (98), Nederlands kunstenaar

### 28 september
- Carl Hollander (61), Nederlands illustrator van kinderboeken
- Edmundo O'Gorman (88), Mexicaans historicus en filosoof

### 29 september
- Seger Ellis (91), Amerikaans jazzmusicus
- Leopold Flam (83), Belgisch filosoof, essayist en verzetsstrijder
- Elja Pelgrom (44), Nederlands actrice

### 30 september
- Paul Spiertz (83), Nederlands burgemeester

## Oktober

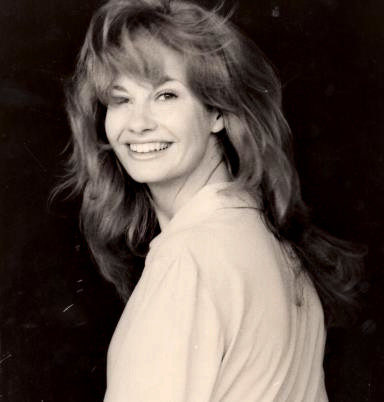
Linda Gary
5 oktober

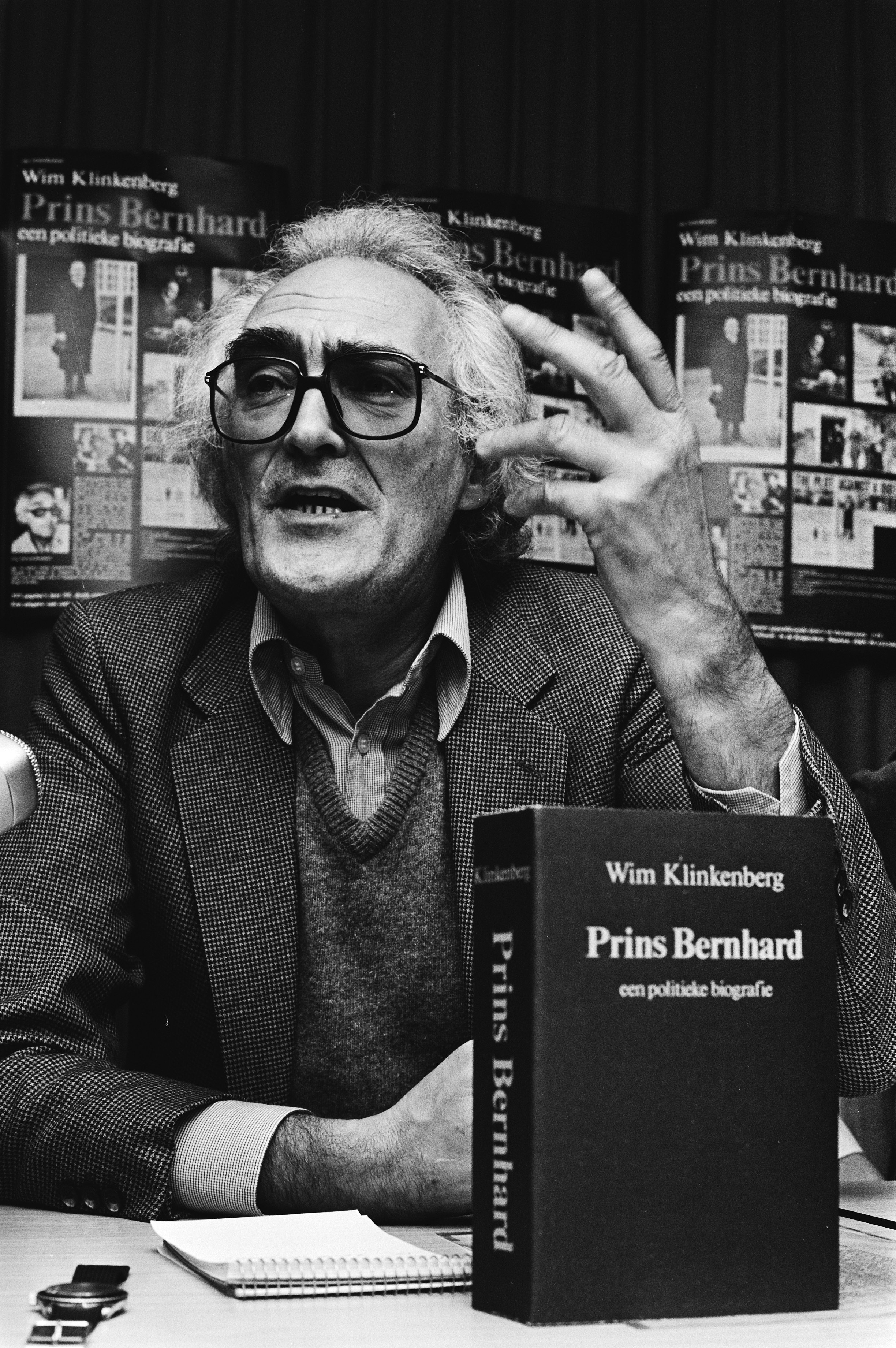
Wim Klinkenberg
7 oktober

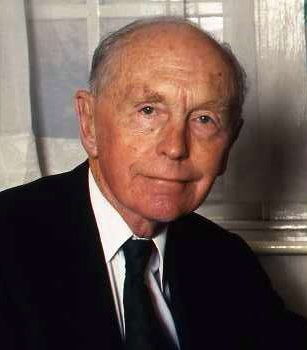
Alec Douglas-Home
9 oktober

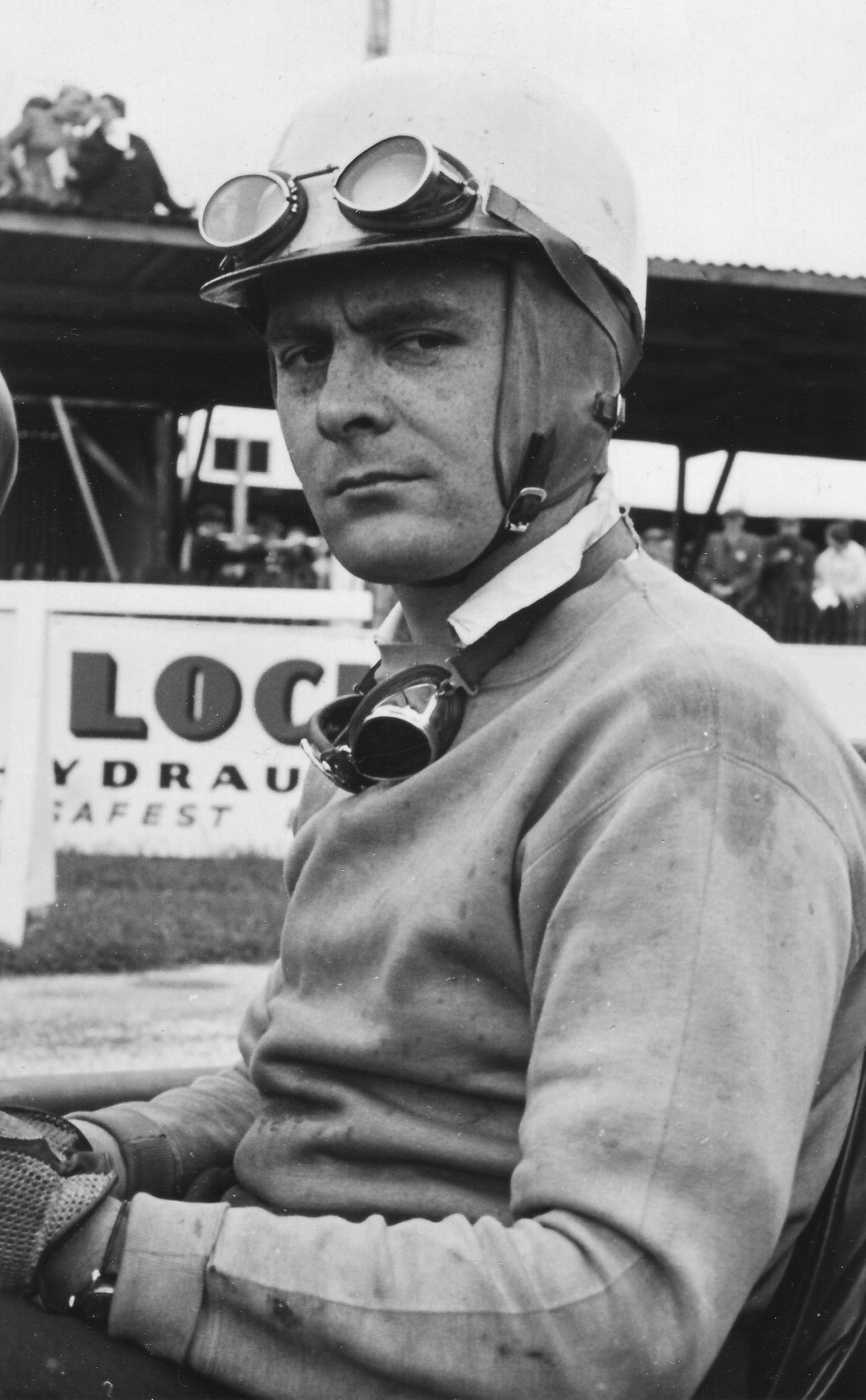
Ted Whiteaway
18 oktober

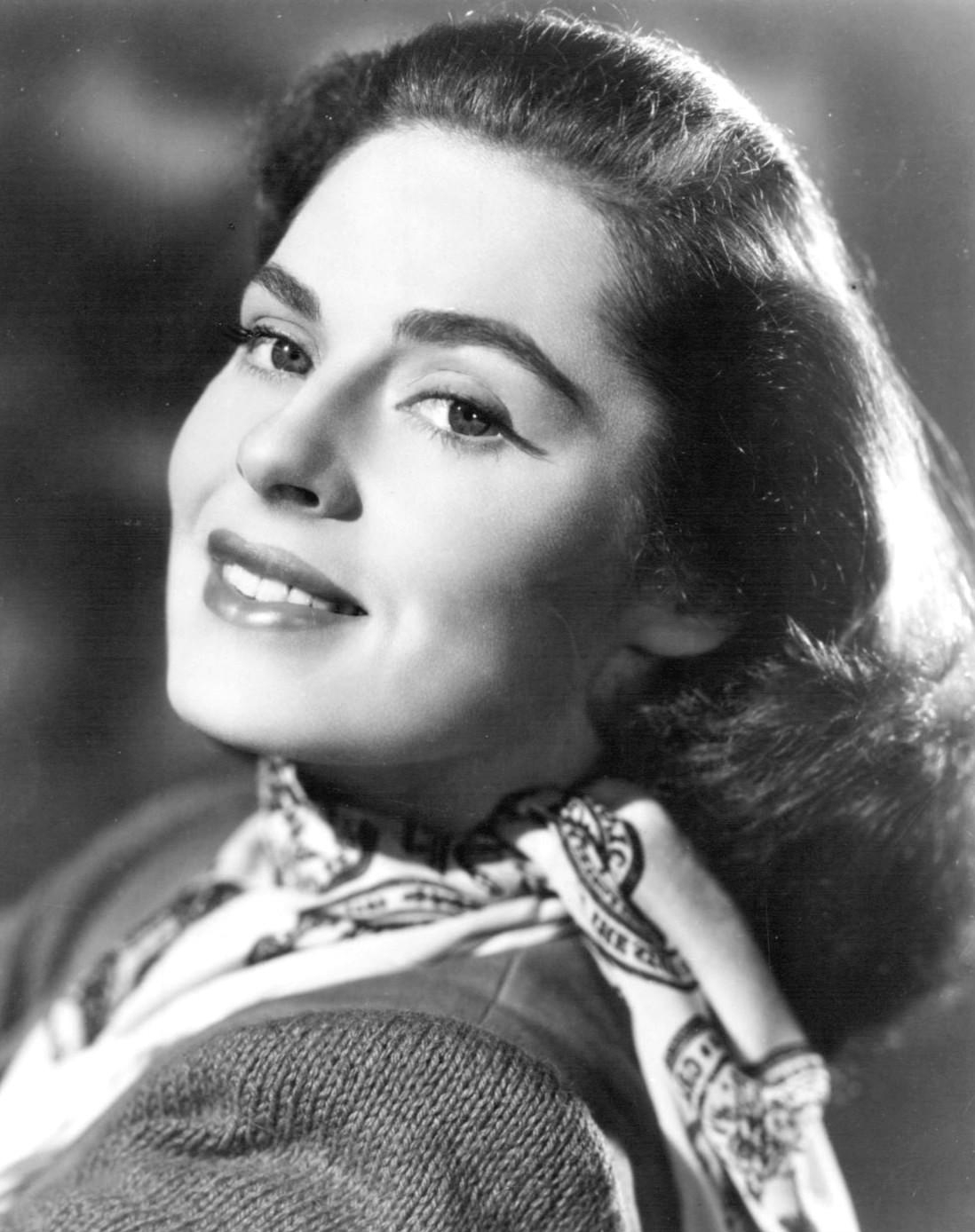
Viveca Lindfors
25 oktober

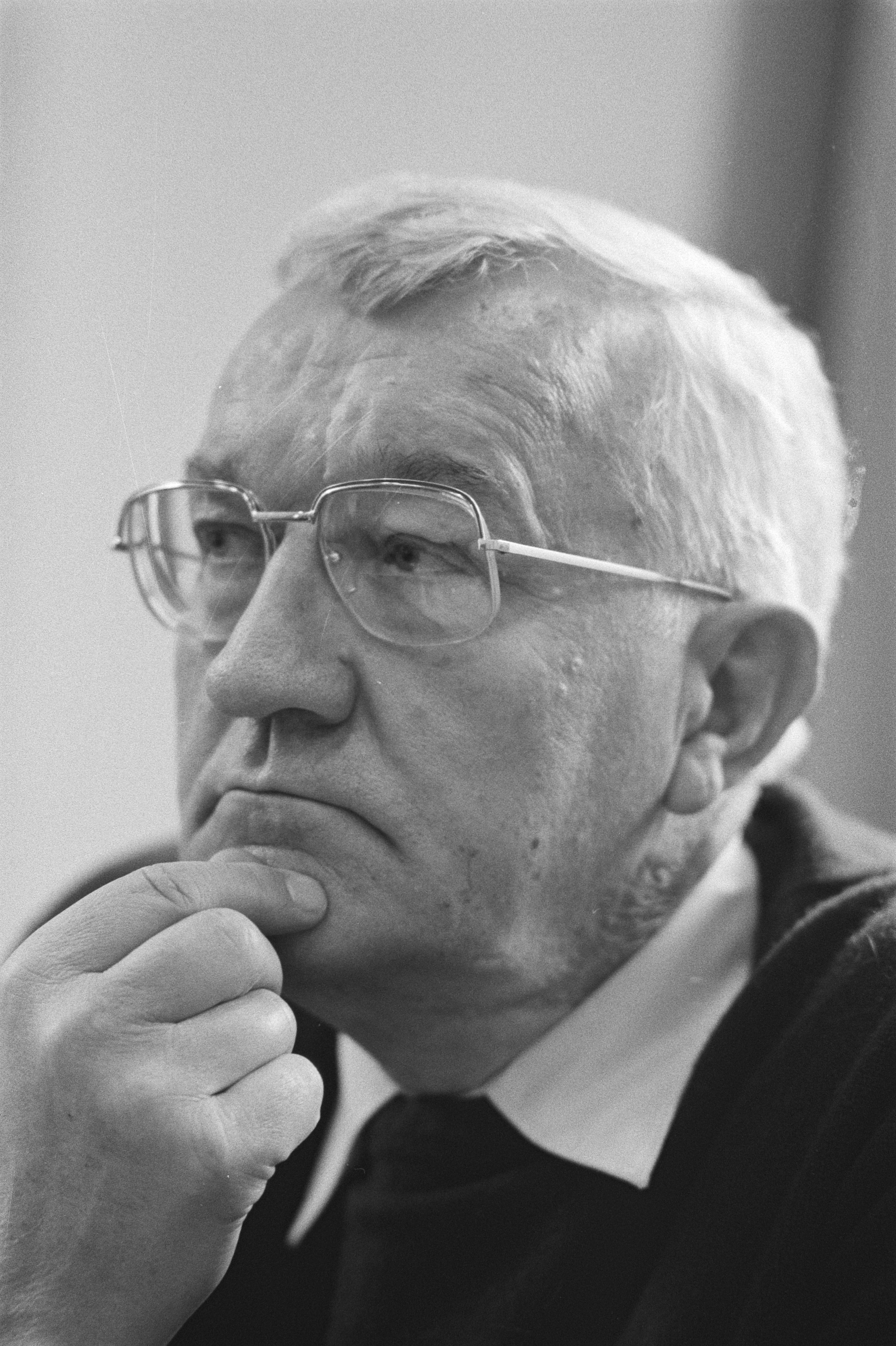
Jan Kassies
31 oktober

| 1 | 2 | 3 | 4 | 5 | 6 | 7 | 8 | 9 | 10 | 11 | 12 | 13 | 14 | 15 | 16 | 17 | 18 | 19 | 20 | 21 | 22 | 23 | 24 | 25 | 26 | 27 | 28 | 29 | 30 | 31 |
| - | - | - | - | - | - | - | - | - | -- | -- | -- | -- | -- | -- | -- | -- | -- | -- | -- | -- | -- | -- | -- | -- | -- | -- | -- | -- | -- | -- |

### 1 oktober
- Emiel Jozef De Smedt (85), Belgisch bisschop

### 3 oktober
- Jan Cobbaert (86), Belgisch kunstenaar
- Charles Veach (51), Amerikaans astronaut

### 4 oktober
- Tammo Jacob Bezemer (90), Nederlands bedrijfskundige en bestuurder
- Max Staal (79), Nederlands elektrotechnicus en ondernemer

### 5 oktober
- Lillian Fuchs (93), Amerikaans violiste
- Linda Gary (50), Amerikaans stemactrice

### 6 oktober
- Ruurd Elzer (80), Nederlands kunstschilder
- Fred ten Houten (79), Nederlands kunstverzamelaar

### 7 oktober
- Emanuele Del Vecchio (61), Braziliaans voetballer
- Wim Klinkenberg (72), Nederlands journalist
- Jan van Luijn (79), Nederlands beeldhouwer
- Louis Meyer (91), Amerikaans autocoureur
- Antonie Frans Monna (86), Nederlands wiskundige en wetenschapshistoricus

### 8 oktober
- John Cairncross (82), Brits spion

### 9 oktober
- Alec Douglas-Home (92), Brits politicus

### 10 oktober
- Marcus Jan Adriani (86), Nederlands botanicus
- Lars Näsman (52), Fins voetballer en voetbalcoach
- Leopold Verhenne (83), Belgisch politicus

### 11 oktober
- Isolde Ahlgrimm (81), Oostenrijks klaveciniste

### 14 oktober
- Ellis Peters (82), Brits schrijfster

### 16 oktober
- Jean Amado (68), Frans beeldhouwer

### 17 oktober
- Aage Pedersen (74), Deens elektrotechnicus

### 18 oktober
- Bryan Johnson (59), Brits zanger
- Ted Whiteaway (66), Brits autocoureur

### 20 oktober
- John Tonkin (93), 20e premier van West-Australië

### 21 oktober
- Shannon Hoon (28), Amerikaans zanger
- Bram Roth (79), Nederlands beeldhouwer

### 22 oktober
- Kingsley Amis (73), Brits schrijver
- Mary Wickes (85), Amerikaans actrice

### 24 oktober
- Andrés Aguilar Mawdsley (71), Venezolaans politicus en diplomaat

### 25 oktober
- Sem Hartz (83), Nederlands graficus
- Bernhard Heiliger (79), Duits beeldhouwer
- Viveca Lindfors (74), Zweeds-Amerikaans actrice
- Bobby Riggs (77), Amerikaans tennisser

### 26 oktober
- Dick van den Honert (75), Nederlands vliegenier

### 31 oktober
- Jan Kassies (75), Nederlands politicus, omroepvoorzitter en verzetsstrijder
- Mario Napolitano (85), Italiaans schaker

## November

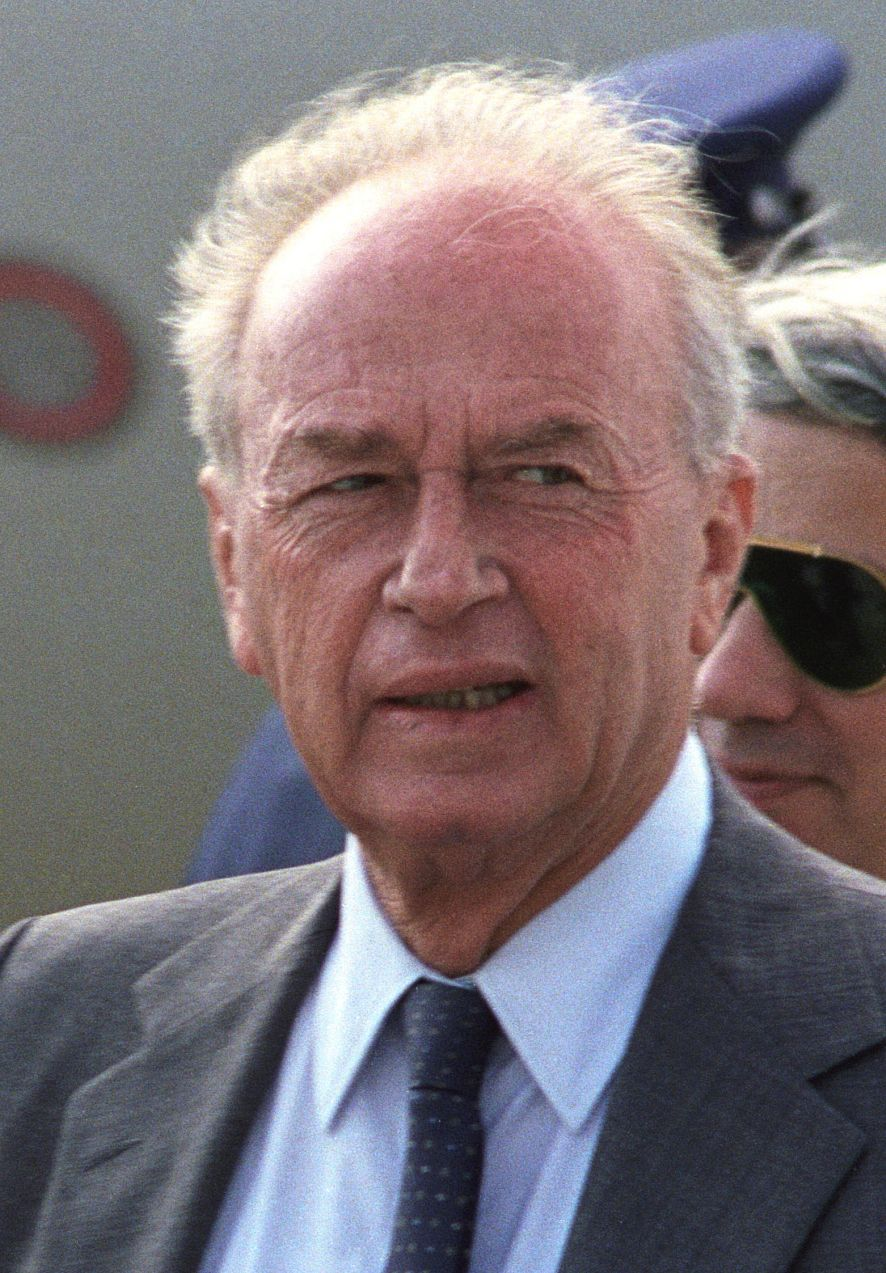
Yitzhak Rabin
4 november

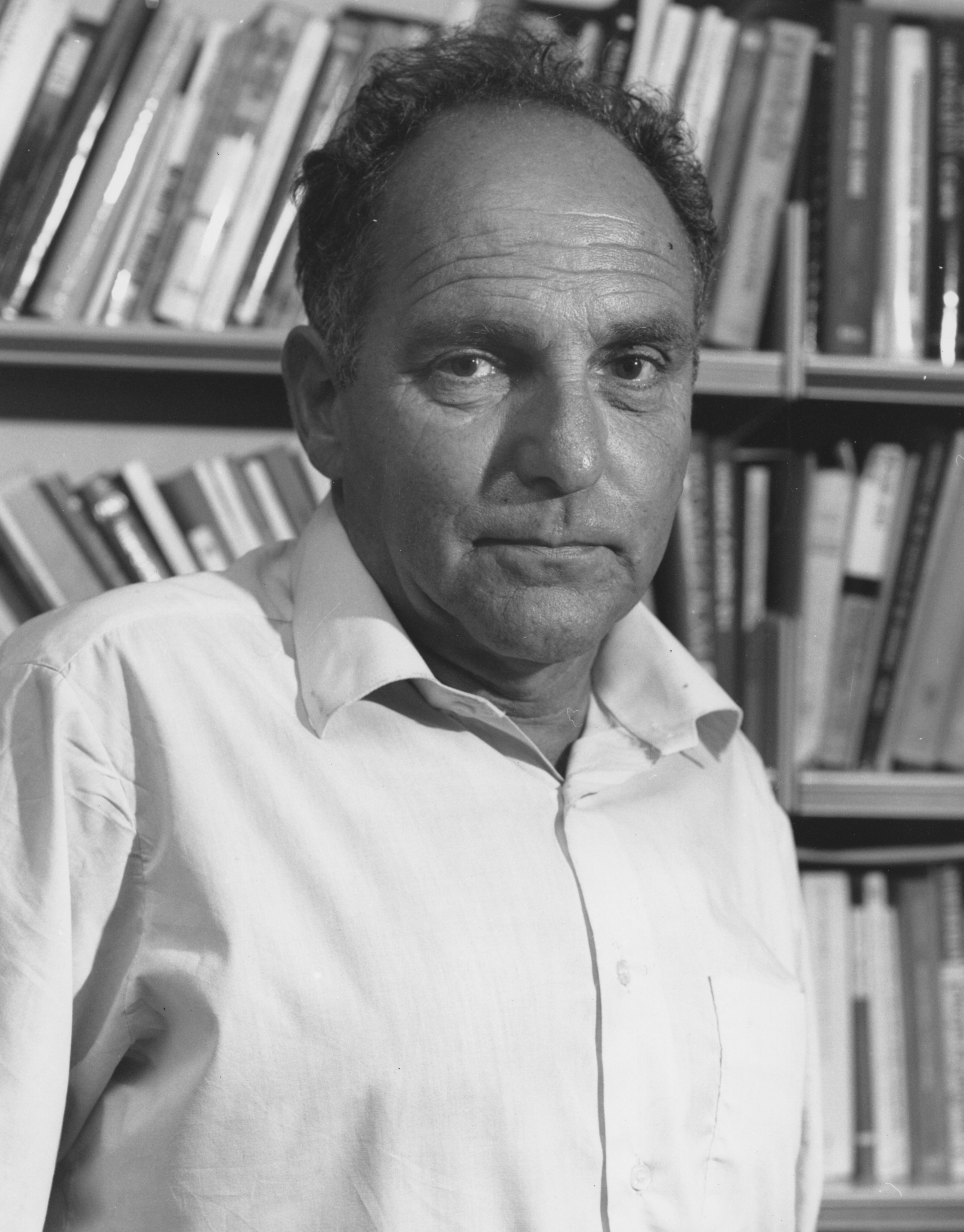
Ernest Gellner
5 november

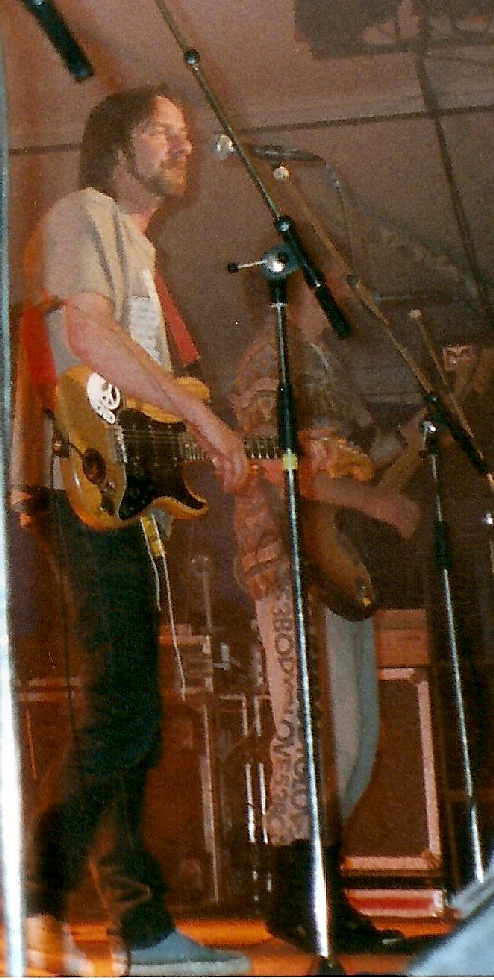
Alan Hull
17 november

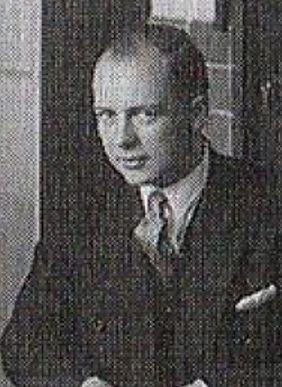
R.W. Starreveld
18 november

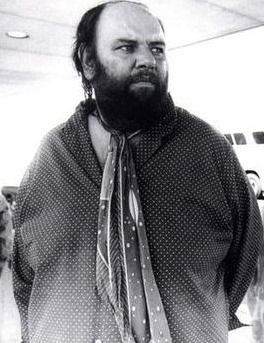
Peter Grant
21 november

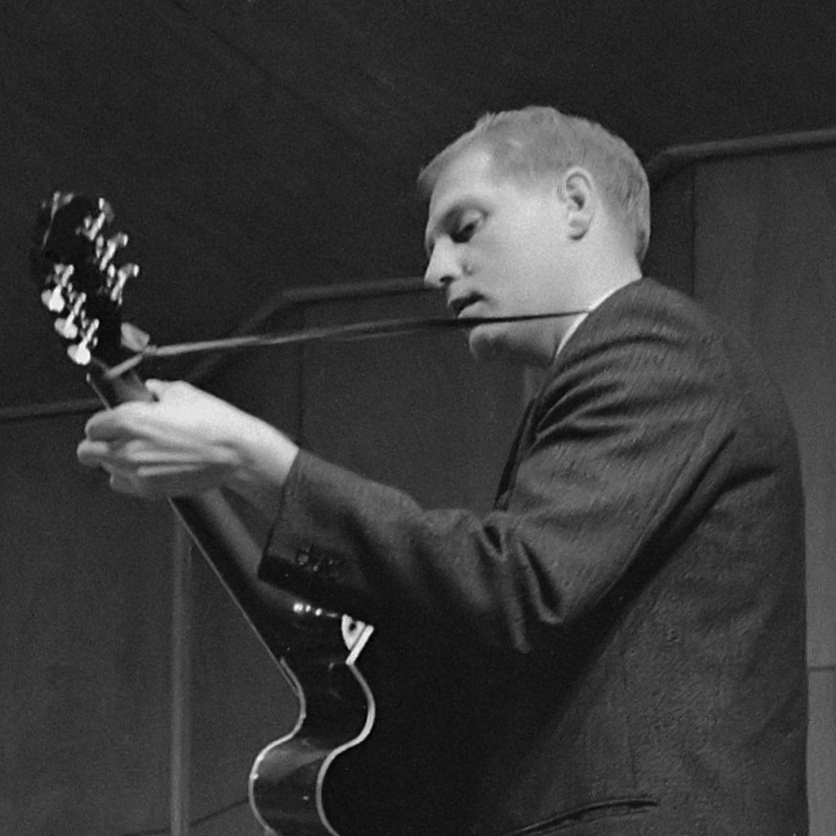
Wim Overgaauw
30 november

| 1 | 2 | 3 | 4 | 5 | 6 | 7 | 8 | 9 | 10 | 11 | 12 | 13 | 14 | 15 | 16 | 17 | 18 | 19 | 20 | 21 | 22 | 23 | 24 | 25 | 26 | 27 | 28 | 29 | 30 |
| - | - | - | - | - | - | - | - | - | -- | -- | -- | -- | -- | -- | -- | -- | -- | -- | -- | -- | -- | -- | -- | -- | -- | -- | -- | -- | -- |

### 2 november
- Jan Linssen (82), Nederlands voetballer

### 3 november
- Friedl Baruch (90), Duits-Nederlands journalist
- John Orchard (66), Brits-Amerikaans acteur
- Isang Yun (78), Zuid-Koreaans componist en dirigent

### 4 november
- Gilles Deleuze (70), Frans filosoof
- Paul Eddington (68), Brits acteur
- Yitzhak Rabin (73), Israëlisch politicus

### 5 november
- Ernest Gellner (69), Brits filosoof, antropoloog en socioloog
- Leo Uittenbogaard (80), Nederlands journalist

### 6 november
- Bill Cheesbourg (68), Amerikaans autocoureur
- Aneta Corsaut (62), Amerikaans actrice

### 7 november
- Carolus Convent (87), Belgisch politicus
- Tine Cuijpers-Boumans (87), Nederlands politicus

### 8 november
- Kosso Eloul (75), Israëlisch-Canadese beeldhouwer

### 9 november
- Foka van Loon (94), Nederlands schrijfster

### 10 november
- Ken Saro-Wiwa (54), Nigeriaans schrijver, televisieproducent, en milieu-activist

### 13 november
- Willy Lauwens (66), Belgisch schrijver

### 14 november
- Mien van den Berg (85), Nederlands gymnaste

### 16 november
- Maartje Draak (88), Nederlands taalkundige
- Ralph Kronig (91), Duits-Amerikaans natuurkundige

### 17 november
- Alan Hull (50), Brits singer-songwriter

### 18 november
- Mohammed Khaïr-Eddine (54), Marokkaans schrijver
- Reinhard Kolldehoff (81), Duits acteur
- Remmer Willem Starreveld (88), Nederlands automatiseringspionier

### 19 november
- Geert Prummel (67), Nederlands voetballer

### 20 november
- Sergej Grinkov (28), Russisch kunstschaatser

### 21 november
- Peter Grant (60), Amerikaans muziekmanager

### 23 november
- Jan Knippenberg (47), Nederlands ultraloper
- Louis Malle (63), Frans regisseur

### 24 november
- Paul van de Rovaart (91), Nederlands hockeyer

### 25 november
- Wildchild (24), Brits muziekproducer
- Bernard Weinstein (43), Belgisch crimineel

### 26 november
- David Briggs (51), Amerikaans muziekproducent
- Toshia Mori (83), Amerikaans actrice
- Wim Thoelke (68), Duits televisiepresentator
- Frans Vasen (65), Nederlands acteur

### 27 november
- Giancarlo Baghetti (60), Italiaans autocoureur

### 29 november
- Margarete Schell Noé (90), Oostenrijks actrice

### 30 november
- Wim Overgaauw (66), Nederlands jazzgitarist
- Sven-Pelle Pettersson (83), Zweeds waterpolospeler
- Stretch (27), Amerikaans rapper

## December

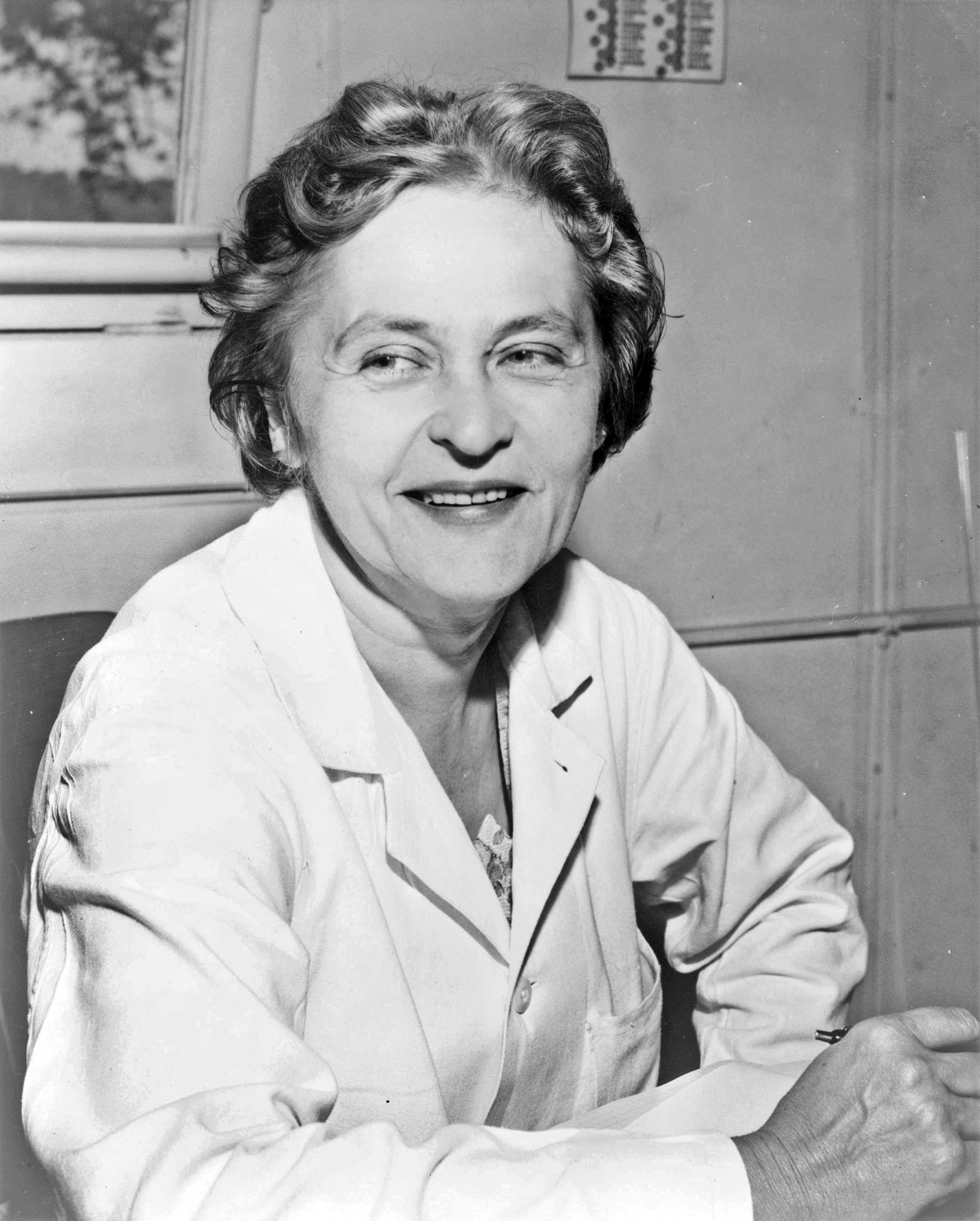
Mária Telkes
2 december

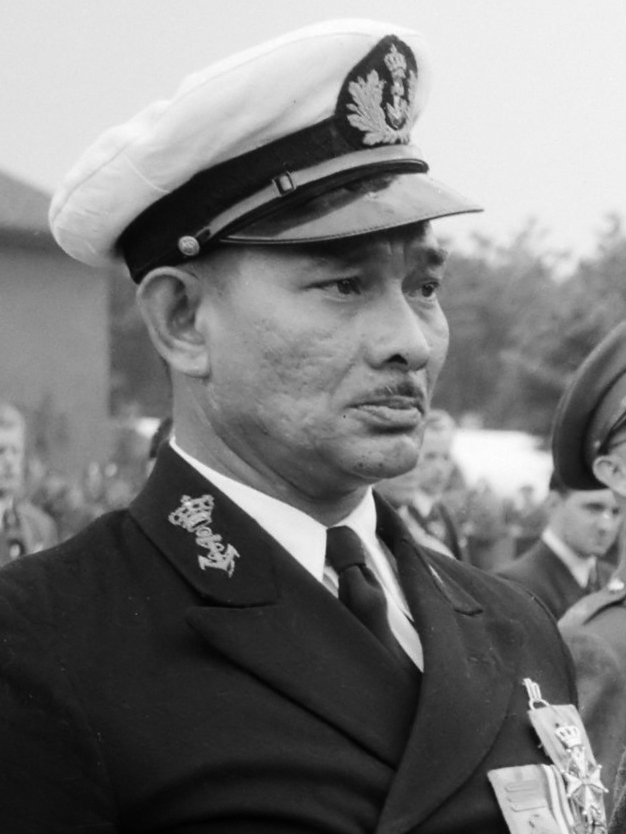
C.D. van der Krap
9 december

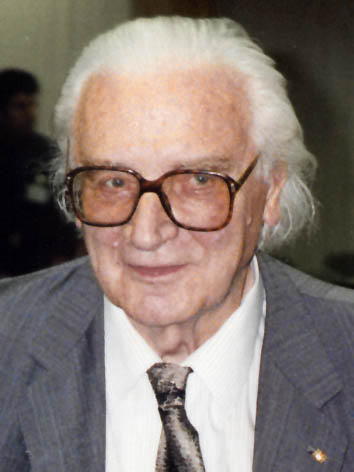
Konrad Zuse
18 december

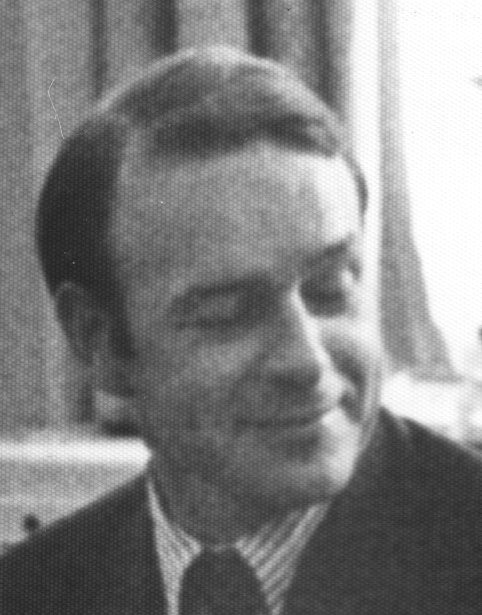
Max Alwin
22 december

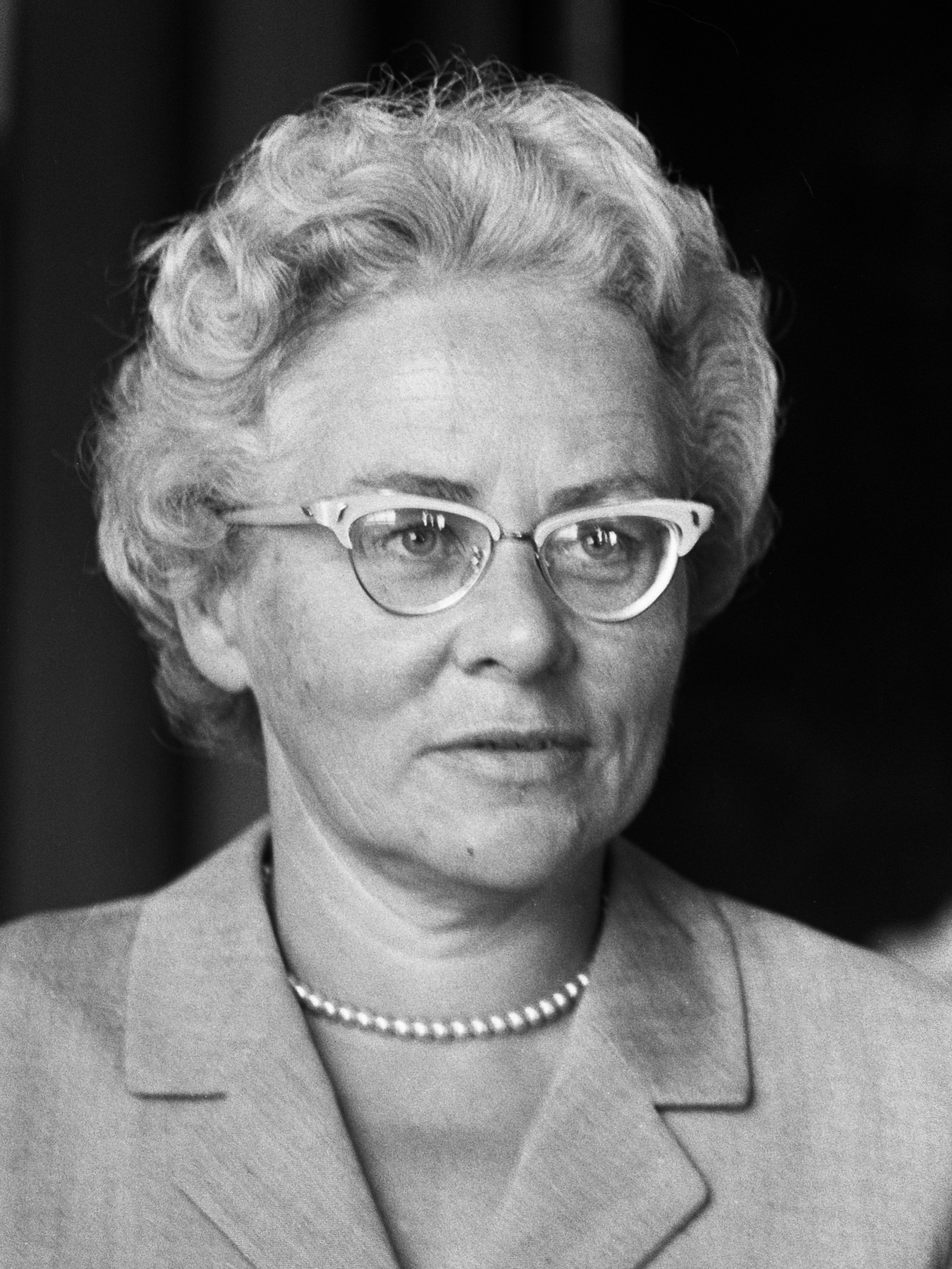
Jo Schouwenaar-Franssen
24 december

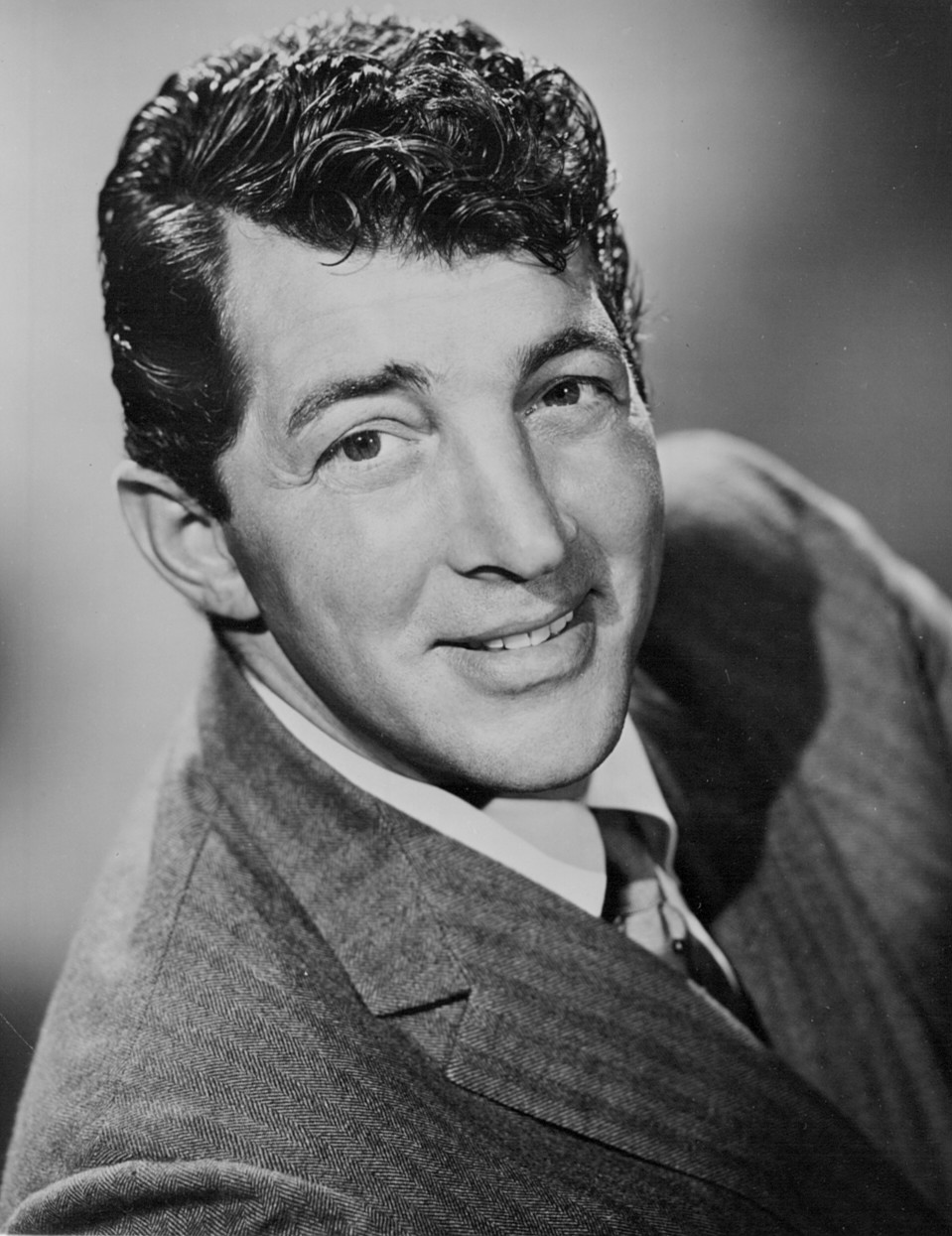
Dean Martin
25 december

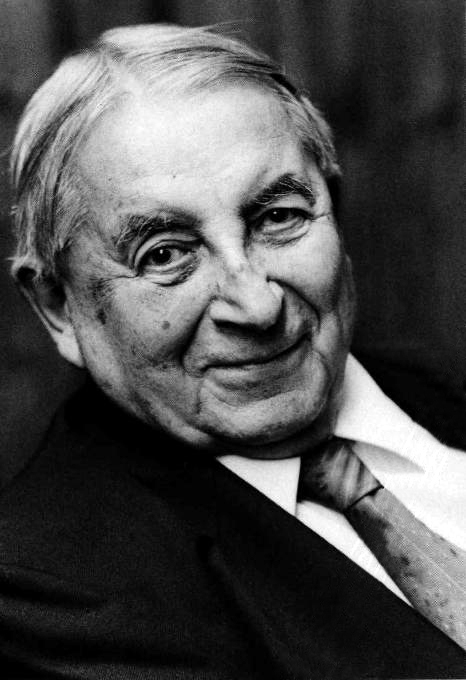
Nicolas Slonimsky
25 december

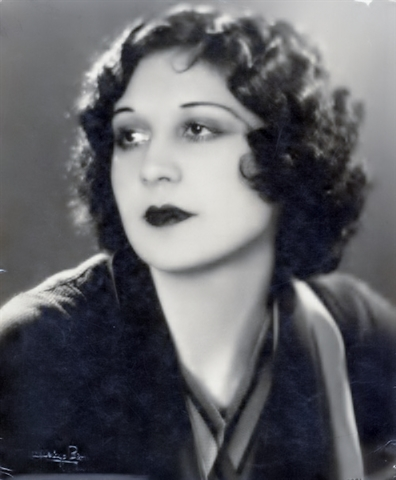
Lita Grey
29 december

| 1 | 2 | 3 | 4 | 5 | 6 | 7 | 8 | 9 | 10 | 11 | 12 | 13 | 14 | 15 | 16 | 17 | 18 | 19 | 20 | 21 | 22 | 23 | 24 | 25 | 26 | 27 | 28 | 29 | 30 | 31 |
| - | - | - | - | - | - | - | - | - | -- | -- | -- | -- | -- | -- | -- | -- | -- | -- | -- | -- | -- | -- | -- | -- | -- | -- | -- | -- | -- | -- |

### 1 december
- Luigi Giacobbe (88), Italiaans wielrenner
- Koos Schuur (80), Nederlands dichter en vertaler

### 2 december
- Biem Dudok van Heel (78), Nederlands zeiler
- Mária Telkes (94), Hongaars–Amerikaans wetenschapper

### 3 december
- Jacobus Andreas Reijnhoudt (82), Nederlands componist

### 4 december
- Giorgio Bocchino (82), Italiaans schermer
- Lionel Giroux (60), Canadees professioneel worstelaar
- Jo van Lokven (74), Nederlands politicus

### 5 december
- Clair Patterson (73), Amerikaans geochemicus

### 6 december
- James Barrett Reston (86), Amerikaans journalist
- Theo Timmermans (69), Nederlands voetballer
- Mario Vicini (82), Italiaans wielrenner

### 7 december
- Masashi Watanabe (59), Japans voetballer

### 9 december
- Charles Douw van der Krap (87), Nederlands militair
- Benny Lee (79), Brits acteur

### 10 december
- Eric Kolfschoten (79), Nederlands politicus

### 11 december
- Allene Jeanes (89), Amerikaans scheikundig onderzoekster

### 12 december
- Caroline Mathilde van Denemarken (81), Deens prinses
- Catharina Elisabeth Boudewina Röell (84), Nederlands hofdame
- Léopold Schroeven (84), Belgisch componist, dirigent en musicus

### 13 december
- Willem Noske (77), Nederlands violist en muziekhistoricus

### 14 december
- Koen van Slogteren (73), Nederlands hoboïst

### 16 december
- Albert Alberts (84), Nederlands schrijver en vertaler
- Johnny Moss (88), Amerikaans pokerspeler

### 17 december
- Hendrikus Berkhof (81), Nederlands predikant en theoloog
- Oscar Ledesma (93), Filipijns politicus en diplomaat
- Abe de Vries (78), Nederlands schaatser

### 18 december
- Nathan Rosen (86), Amerikaans-Israëlisch natuurkundige
- Konrad Zuse (85), Duits computerpionier

### 19 december
- Tod Hughan (86), Nederlands tennisser

### 20 december
- Mary Dean (73), Amerikaans actrice, zangeres en songwriter
- Maan Sassen (84), Nederlands politicus
- Madge Sinclair (57), Jamaicaans-Amerikaans actrice

### 22 december
- Max Alwin (56), Nederlands hockeyspeler
- James Meade (88), Brits econoom

### 23 december
- Jan van Baren (53), Nederlands beeldhouwer

### 24 december
- Jo Schouwenaar-Franssen (86), Nederlands politicus

### 25 december
- Emmanuel Levinas (89), Frans filosoof
- Dean Martin (78), Amerikaans acteur en komiek
- Nicolas Slonimsky (101), Russisch-Amerikaans musicoloog

### 26 december
- Constant Bronckart (81), Belgisch politicus
- Eugeen Donse (94), Belgisch politicus

### 27 december
- René Adriaenssens (74), Belgisch wielrenner
- Henk Bouwman (69), Nederlands hockeyer
- Shura Cherkassky (86), Amerikaans pianist
- Boris Gnedenko (83), Russisch wiskundige

### 29 december
- Nello Celio (81), Zwitsers politicus
- Lita Grey (87), Amerikaans actrice
- Hans Henkemans (82), Nederlands pianist en componist
- Philip Idenburg (94) Nederlands statisticus
- Johan Manusama (85), president in ballingschap van de Republiek der Zuid-Molukken
- Simon van Wattum (65), Nederlands journalist

### 30 december
- Johannes Hendrik Eversen (89), Nederlands kunstschilder
- Ralph Flanagan (81), Amerikaans bigbandleider
- Heiner Müller (66), Duits toneelschrijver

### 31 december
- Jan Willem Bol (76), Nederlands burgemeester

## Datum onbekend
- Jetje Claessens (ca. 83), Belgisch collaborateur
- Antonius Franciscus van Velsen (77), Nederlands militair (overleden in september)
- Rolf Wiedemann (73), Duits componist en dirigent (overleden in december)
- Gerd Katter (85), Duitse transman en activist

1900 ·
1901 ·
1902 ·
1903 ·
1904 ·
1905 ·
1906 ·
1907 ·
1908 ·
1909 ·
1910 ·
1911 ·
1912 ·
1913 ·
1914 ·
1915 ·
1916 ·
1917 ·
1918 ·
1919 ·
1920 ·
1921 ·
1922 ·
1923 ·
1924 ·
1925 ·
1926 ·
1927 ·
1928 ·
1929 ·
1930 ·
1931 ·
1932 ·
1933 ·
1934 ·
1935 ·
1936 ·
1937 ·
1938 ·
1939 ·
1940 ·
1941 ·
1942 ·
1943 ·
1944 ·
1945 ·
1946 ·
1947 ·
1948 ·
1949 ·
1950 ·
1951 ·
1952 ·
1953 ·
1954 ·
1955 ·
1956 ·
1957 ·
1958 ·
1959 ·
1960 ·
1961 ·
1962 ·
1963 ·
1964 ·
1965 ·
1966 ·
1967 ·
1968 ·
1969 ·
1970 ·
1971 ·
1972 ·
1973 ·
1974 ·
1975 ·
1976 ·
1977 ·
1978 ·
1979 ·
1980 ·
1981 ·
1982 ·
1983 ·
1984 ·
1985 ·
1986 ·
1987 ·
1988 ·
1989 ·
1990 ·
1991 ·
1992 ·
1993 ·
1994 ·
1995 ·
1996 ·
1997 ·
1998 ·
1999 ·
2000 ·
2001 ·
2002 ·
2003 ·
2004 ·
2005 ·
2006 ·
2007 ·
2008 ·
2009 ·
2010 ·
2011 ·
2012 ·
2013 ·
2014 ·
2015 ·
2016 ·
2017 ·
2018 ·
2019 ·
2020 ·
2021 ·
2022 ·
2023 ·
2024 ·
2025